# Gendarmerie nationale (France)
Pour les autres articles nationaux ou selon les autres juridictions, voir Gendarmerie.
La Gendarmerie nationale est une force armée française chargée principalement de missions de police, en particulier dans les zones rurales et périurbaines et sur les voies de communication (Zone gendarmerie nationale ZGN). Elle est mise pour emploi auprès du ministère de l'Intérieur, mais reste placée sous l'autorité du ministère des Armées pour la gestion statutaire de son personnel, l'exécution de missions militaires et l'emploi en temps de guerre ou de crise.

La Gendarmerie est habituellement chargée de la sécurité dans les zones rurales et dans les zones périurbaines, alors que la Police nationale est chargée de cette mission dans les zones urbaines. Les deux forces ont ainsi chacune une zone de responsabilité propre, dites ZGN pour la Gendarmerie nationale, ou ZPN pour la Police nationale même si certaines missions peuvent être accomplies indifféremment par les deux forces sur l'ensemble du territoire (police judiciaire, maintien de l'ordre ou secours en montagne 50 % de la population française et 95 % du territoire national (métropole et outre-mer).
La Gendarmerie assure trois types de missions en collaboration avec les autres forces de la police française :
- missions de police judiciaire ;
- missions de police administrative ;
- missions militaires de police[3] et de défense.

Héritière de la Maréchaussée, la Gendarmerie est l'une des plus anciennes institutions françaises. De nombreux pays dans le monde ont adopté le principe d'une force de police à statut militaire directement inspirée par la Gendarmerie française.
Depuis 2009, la Gendarmerie nationale, qui fait partie des forces armées françaises, est également rattachée au ministère de l'Intérieur aux côtés de la Police nationale et de la Sécurité Civile. Placée sous l'autorité budgétaire et opérationnelle de ce ministère, elle conserve néanmoins son statut militaire. Certaines unités sont placées pour emploi au ministère des Armées, comme les gendarmeries spécialisées, le département Gendarmerie du service historique de la Défense et comme certains membres détachés. La Gendarmerie nationale et ses employés restent cependant sous la tutelle de ce dernier ministère concernant le statut militaire de l'Arme et de la majorité de ses effectifs, les missions militaires et les opérations extérieures (« Opex » dans le jargon militaire) pour les missions de prévôté et autres.
Sainte Geneviève est la sainte-patronne des gendarmes.
Le musée de la Gendarmerie nationale qui présente l'histoire de l'institution depuis l'époque de la Maréchaussée jusqu'à nos jours est situé à Melun.

## Histoire

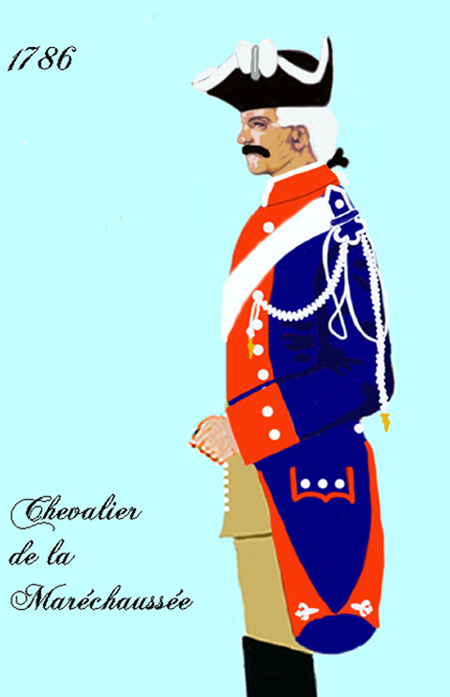
« Chevalier » (en fait cavalier) de la Maréchaussée en 1786.

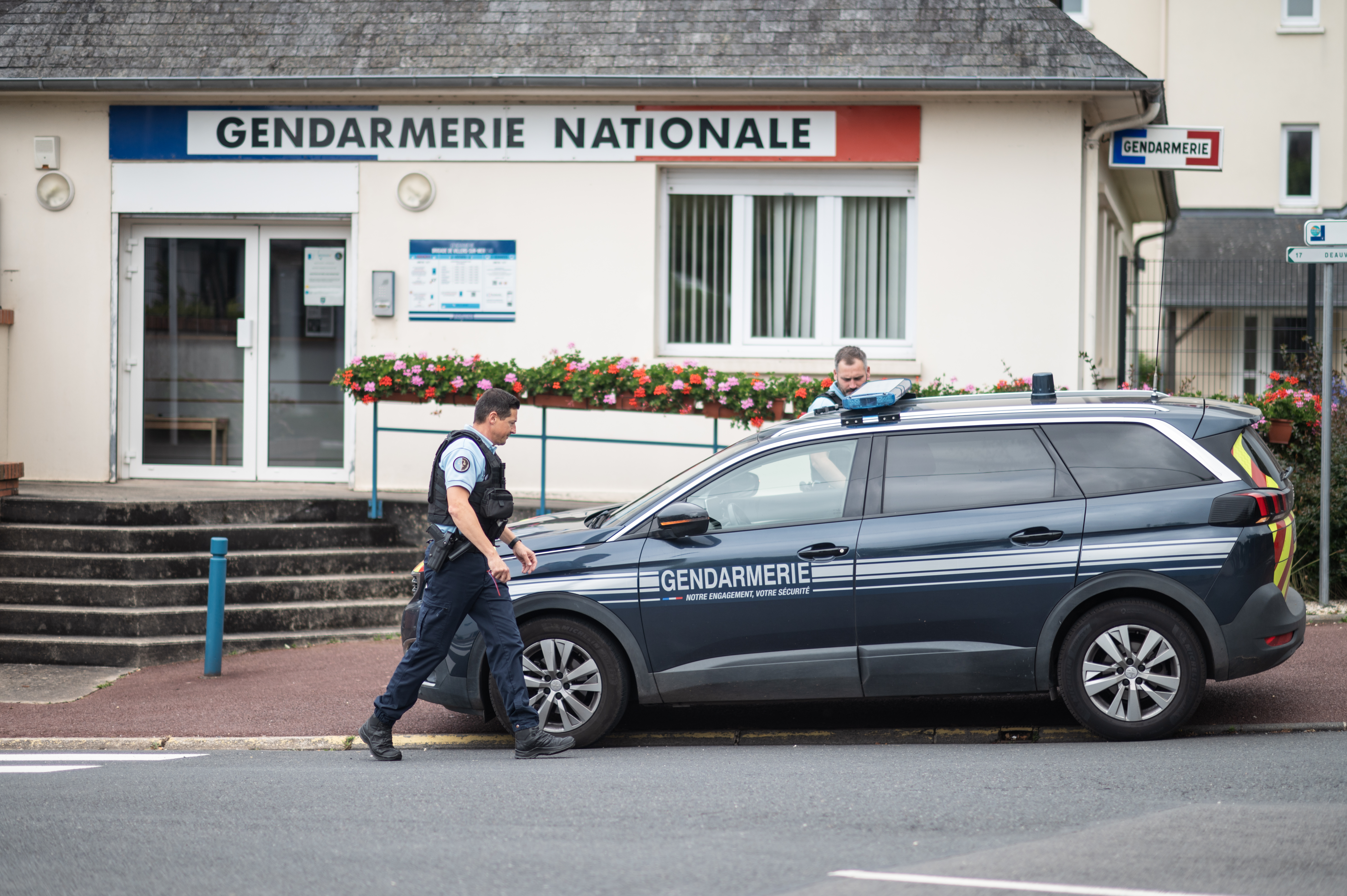
Gendarmes départementaux de la compagnie de Deauville s'apprêtant à partir en patrouille.

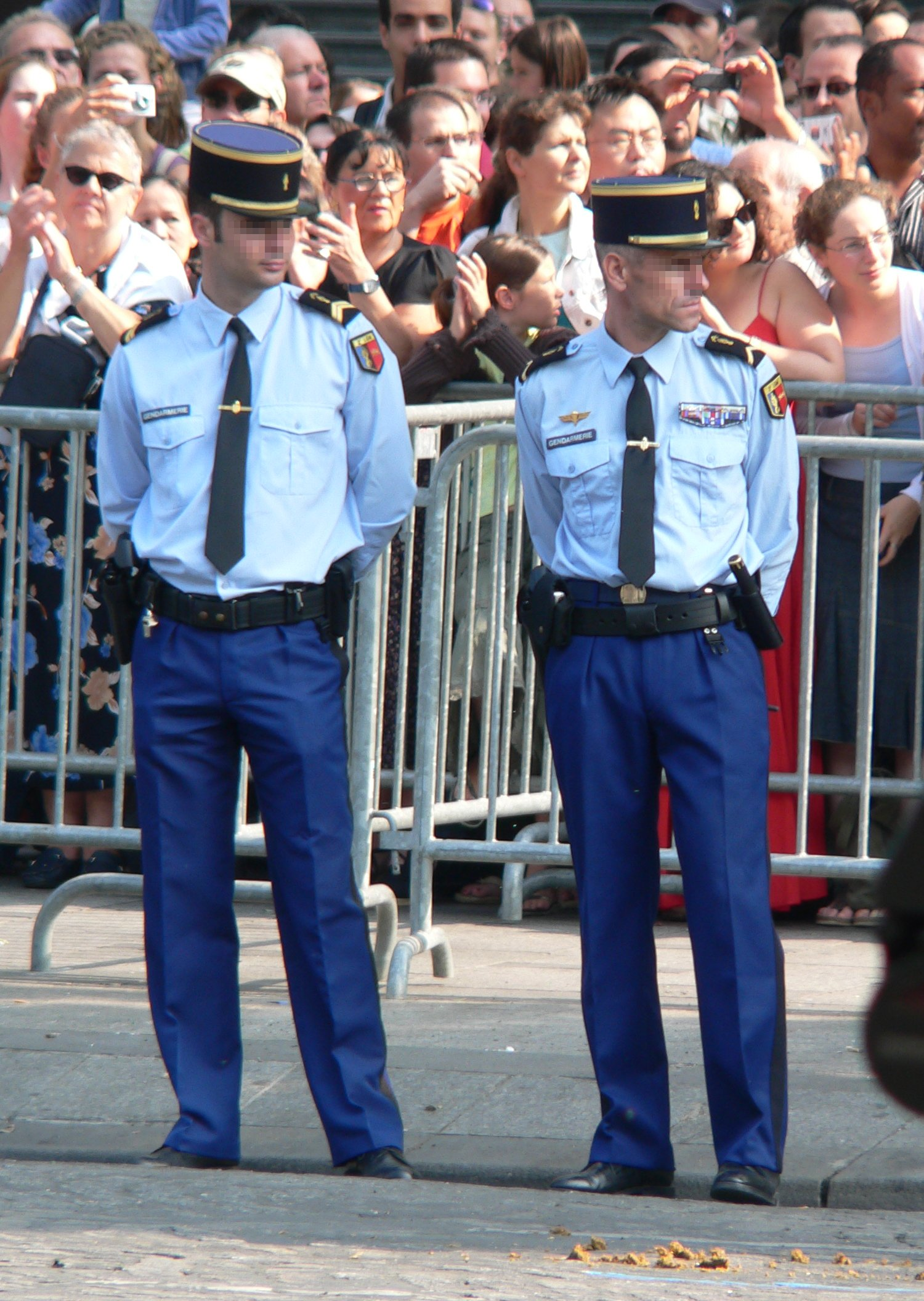
Gendarmes mobiles, le 14 juillet à Paris.

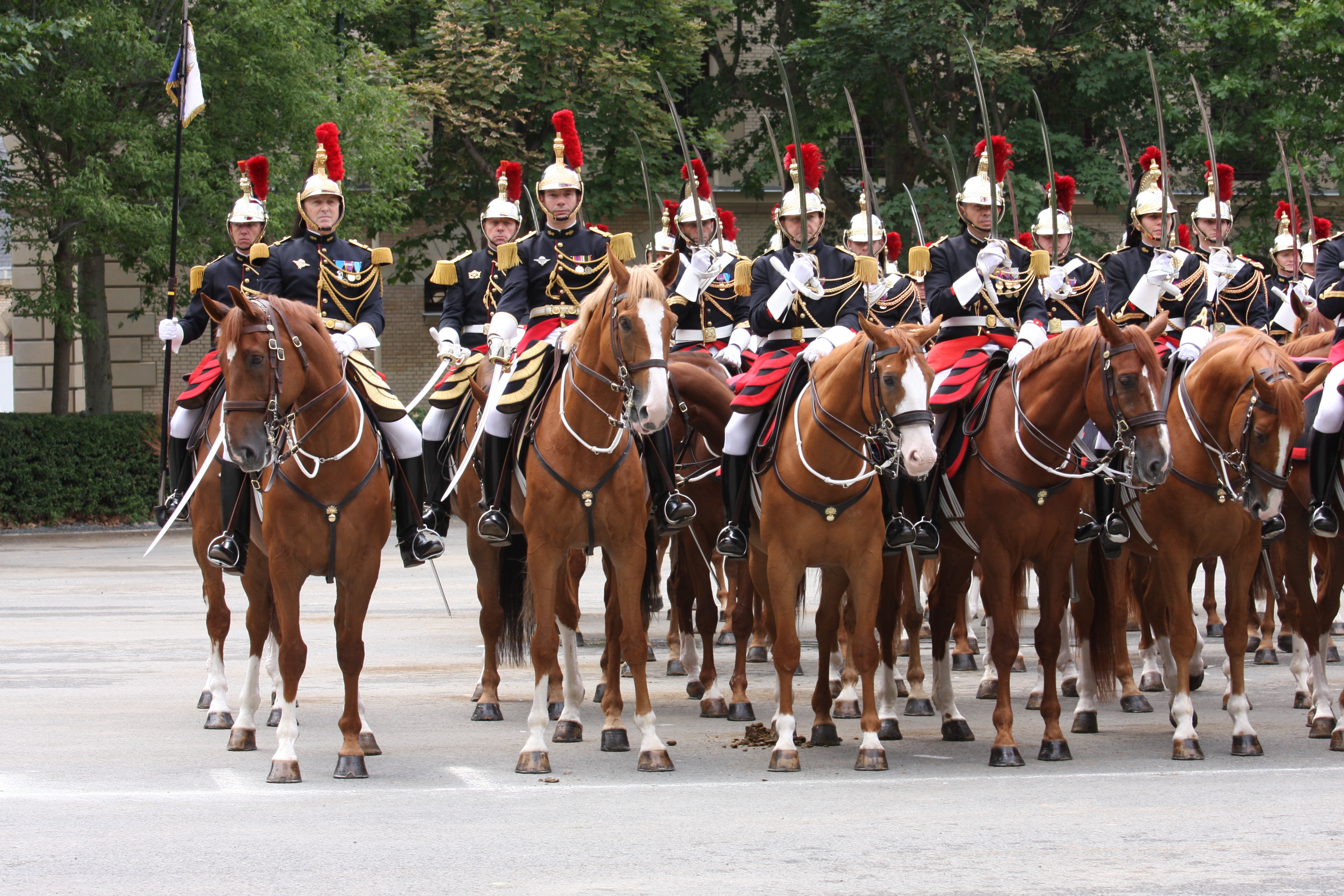
Escadron de cavalerie de la Garde républicaine.

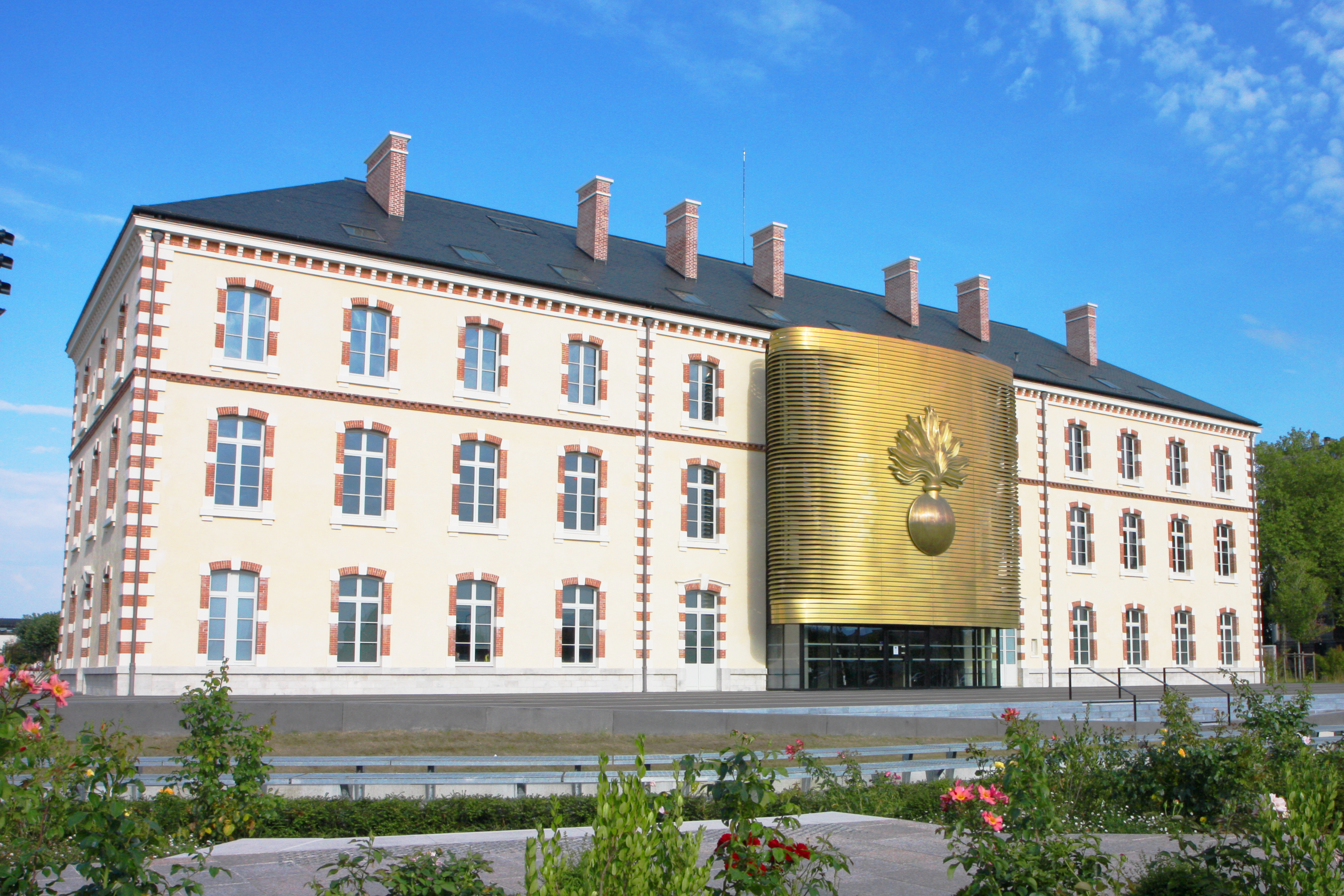
Musée de la Gendarmerie nationale, Melun (Seine-et-Marne).

Ancien logo de la gendarmerie nationale avant 2018.

La Gendarmerie nationale est une des plus anciennes institutions françaises. En effet, elle est l'héritière de la Maréchaussée, corps de militaires qui, chargé de la police et de la justice aux armées depuis le Moyen Âge, devient progressivement une force de police compétente pour l'ensemble de la population sur la quasi-totalité du territoire français. Elle conserve des attributions de justice extraordinaire (dite « prévôtale ») jusqu'à la Révolution.
En 1720, la Maréchaussée est symboliquement placée sous l'autorité administrative de la Gendarmerie de France, corps de cavalerie lourde assimilé à la maison militaire du roi, qui sera dissous le 1er avril 1788, puis en 1791 l'Assemblée nationale, qui ne souhaite pas conserver le nom de Maréchaussée, trop lié à l'Ancien Régime, lui donne le nom de « Gendarmerie nationale ».
Force de police à statut militaire, chargée principalement de la sécurité dans les zones rurales et les zones périurbaines, elle est déployée sur tous les territoires de métropole et d'outre mer. Au XXIe siècle, sa zone de responsabilité couvre 95 % du territoire national et 55 % de la population française. Elle est également engagée aux côtés des armées françaises depuis les guerres de la Révolution jusqu'aux crises du XXIe siècle.
Durant la première guerre mondiale, la Gendarmerie assure principalement des missions de prévôté (lutte contre le pillage et la désertion par exemple). Les gendarmes ne sont pas constitués en formations combattantes même si plusieurs centaines d'entre eux sont volontairement détachés dans des unités combattantes (principalement dans l'Armée de Terre). Sur les 17 000 gendarmes (prévôts ou détachés) qui se trouveront sur le front au cours de la guerre, 900 seront tués.
En 1941, un monument national est édifié à Versailles, Place de la Loi, pour rendre hommage à la Gendarmerie nationale.
Durant la seconde guerre mondiale, sous le régime de Vichy, la Gendarmerie ne prête plus serment à la République, mais au régime de Pétain. Elle procède à des arrestations arbitraires de Juifs, de communistes, de socialistes, de résistants supposés et de toutes personnes manifestant son opposition aux idées politiques du gouvernement présidé par Philippe Pétain. Si la plupart des 54 000 gendarmes collaborent avec l'occupant de gré ou de force, environ 12 000 entrent en résistance passive ou active durant l'occupation. Le nombre de gendarmes tués pendant la Seconde Guerre mondiale est estimé à près de 2000 (hors criminalité de droit commun) dont 540 morts au combat en service commandé (la grande majorité détachés dans l'Armée de Terre durant la bataille de France), environ 800 exécutés ou morts en déportation après arrestation pour actes de résistance, environ 350 tués au combat dans les rangs de la Résistance à la Libération et au moins 275 gendarmes tués par la Résistance, lors d'affrontements ou lors d'assassinats ciblés.[réf. souhaitée]
Fortement implantée dans les territoires grâce à un maillage étroit, réalisé à partir de brigades identiques, elle évolue à partir du XXe siècle en se dotant d'unités spécialisées dans de nombreux domaines : maintien de l'ordre, police judiciaire, police scientifique, protection des mineurs, lutte contre les formes modernes de criminalité, sécurité-protection, intervention, aviation, police de la route et secours en montagne ou en mer, tout en restant solidement implantée dans les territoires ruraux et péri-urbains. Elle se féminise à partir de 1972. Vers la même période, elle s'ouvre également aux appelés du contingent puis, après la disparition du service militaire, aux gendarmes adjoints volontaires (GAV).
En 2009, la Gendarmerie nationale est rattachée pour emploi au ministère de l'Intérieur, aux côtés de la Police nationale qui est chargée des zones urbaines. Elle passe sous l'autorité budgétaire et opérationnelle de ce ministère tout en conservant son statut militaire.
Le ministère de la Défense — depuis 2017, le ministère des Armées — reste consulté pour ce qui concerne les ressources humaines, l'organisation de la formation initiale mais également promotionnelle et, pour partie, continue tandis que ses missions militaires (5 % de l'activité générale en temps de paix pour la gendarmerie départementale), les gendarmeries spécialisées, le département Gendarmerie du service historique de la Défense et la gestion des opérations extérieures (« Opex » dans le jargon militaire) sont placés « pour emploi » auprès du ministère des Armées, tout comme les effectifs servant auprès de formations militaires autres que la Gendarmerie.
La Gendarmerie nationale est dirigée par un directeur général (DGGN). Du 1er novembre 2019 jusqu'au 29 septembre 2024, il s'agissait du général d'armée Christian Rodriguez. Il fut le septième officier général de la Gendarmerie à occuper cette fonction depuis 1947. Leurs prédécesseurs civils étaient traditionnellement issus de la magistrature ou du corps préfectoral.

## Les missions

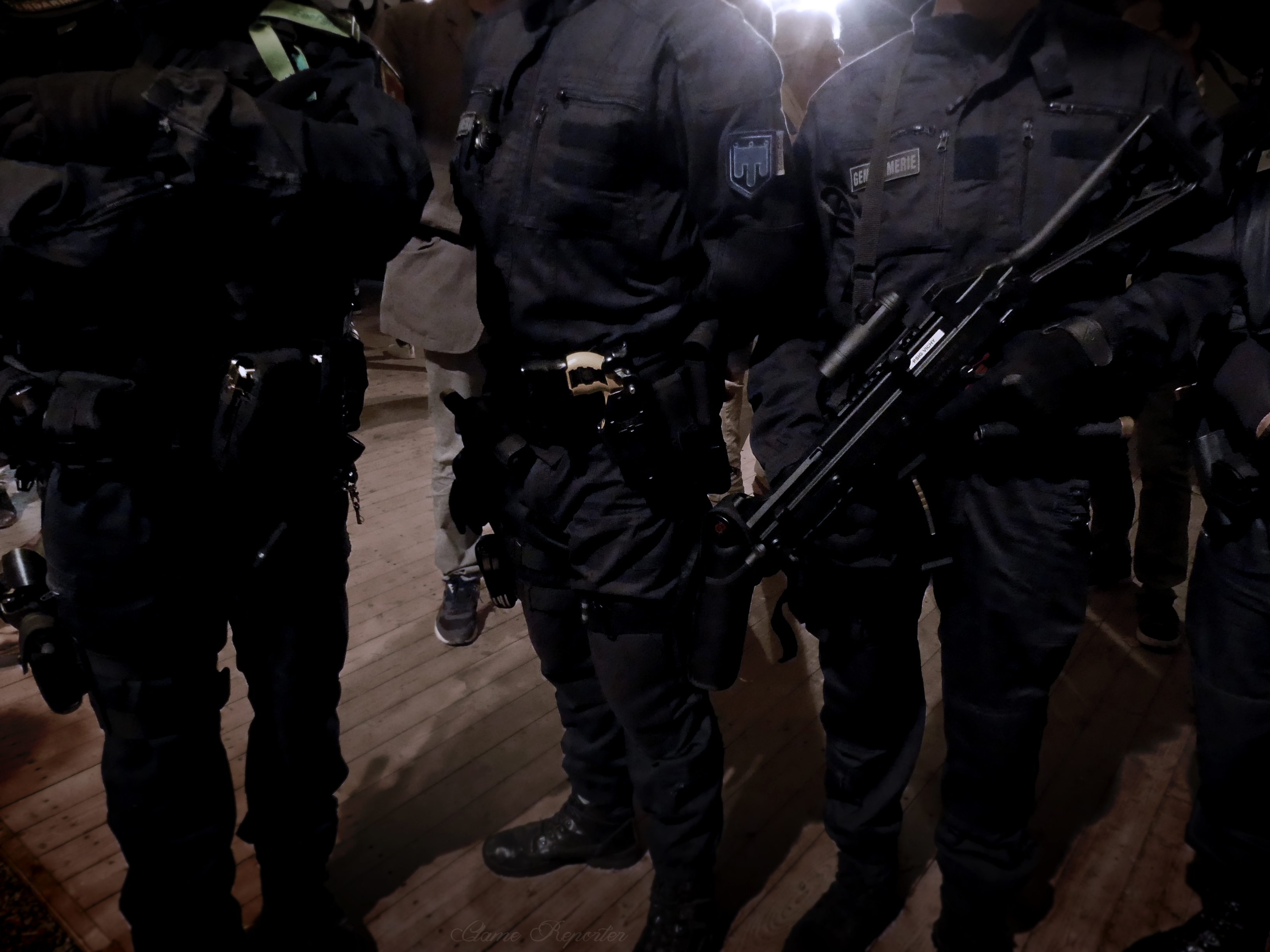
Patrouille pédestre d'une équipe de Gendarmerie nationale assurant la sécurité d'un festival. La lutte anti-terroriste fait également partie de leur mission.

Brassard Gendarmerie (militaires travaillant en tenue civile)
nouveau modèle réglementaire conforme aux normes du ministère de l'Intérieur.

La Gendarmerie nationale accomplit trois types de missions : police judiciaire sous le contrôle de l'autorité judiciaire (parquet, juges d'instruction), police administrative sous celui de l'autorité administrative et missions militaires. Les deux premières missions sont communes à la Police et à la Gendarmerie, la dernière étant une spécificité de la Gendarmerie.
- missions de police judiciaire : constatation des infractions, recherche et interpellation des auteurs d'infractions à la loi pénale, enquêtes judiciaires ;
- missions de police administrative : sécurité publique, maintien de l'ordre, assistance et secours, circulation routière, protection de l'environnement ;
- missions militaires : police militaire[3] et autres missions de défense : concours aux autorités militaires, renseignement, protection, contrôle des armements nucléaires, gestion des réserves, etc.

Incluse dans chacun de ces trois types de missions figure celle de recherche et d'exploitation du renseignement, déjà présente à l'époque de la Maréchaussée et réitérée lors de la création de la Gendarmerie nationale. La Gendarmerie, bien que ne faisant pas officiellement partie de la communauté française du renseignement, y est néanmoins représentée. Elle dispose par ailleurs de ses propres entités destinées à cette fonction, parmi lesquelles le Bureau de la lutte anti-terroriste (BLAT) et la Sous-direction de l'anticipation opérationnelle (SDAO). Cette dernière est notamment chargée de la recherche, du recueil, de l'analyse et de la diffusion des informations de défense, d'ordre public et de sécurité nationale nécessaires à l'exécution de ses missions.
Enfin, il faut noter que les compétences de la Gendarmerie et de la Police ne sont pas toujours limitées à leurs zones géographiques respectives. Ainsi par exemple, sur décision du parquet, une enquête judiciaire en zone Police peut-être confiée à la Gendarmerie et vice-versa. Il existe de nombreux autres domaines pour lesquels des unités de Police et de Gendarmerie peuvent être impliquées sans distinction de zone géographique (maintien de l'ordre, secours en montagne, assistance et coopération internationales, ainsi qu'en cas d'urgence, intervention lors d'une action terroriste).

## Organisation

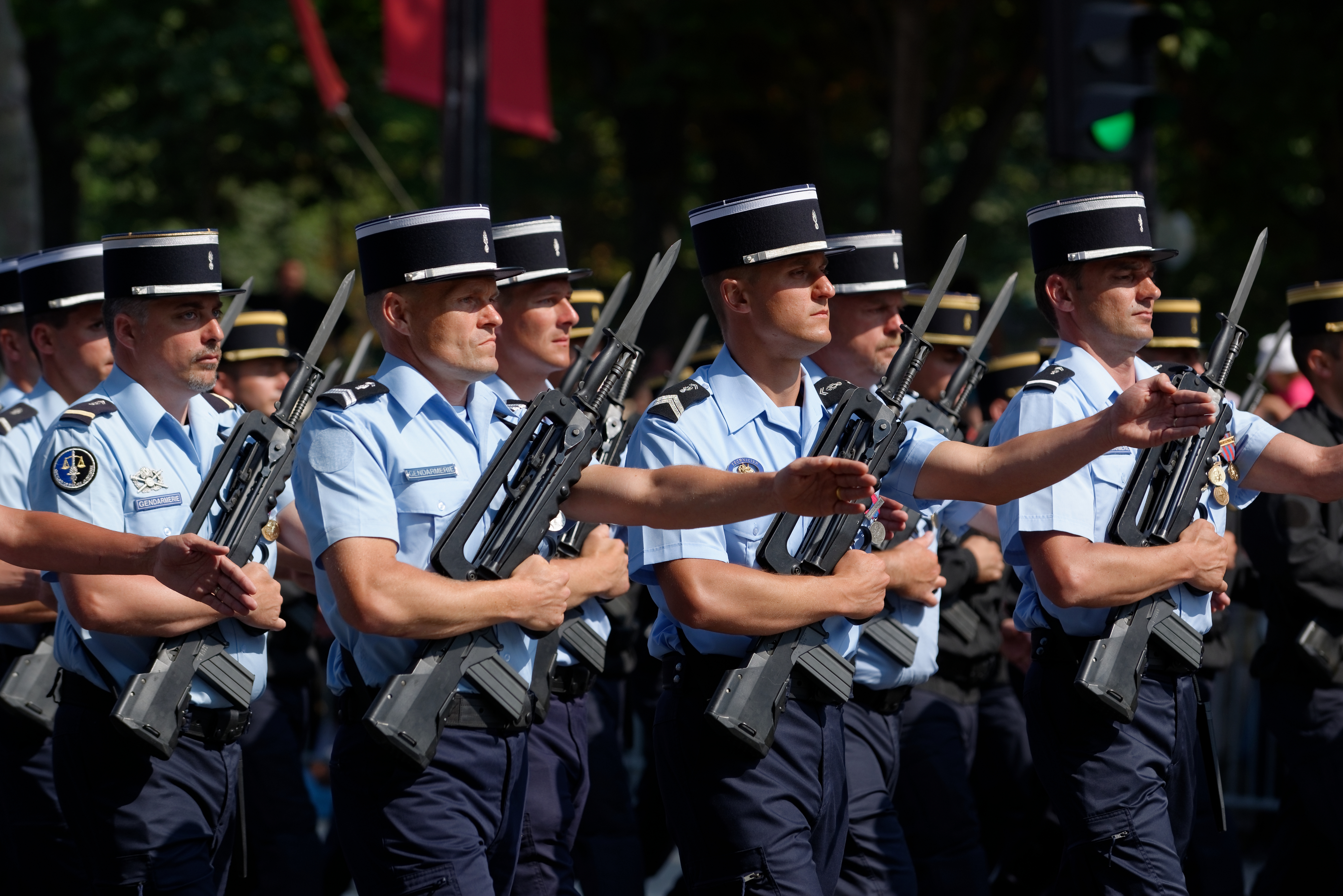

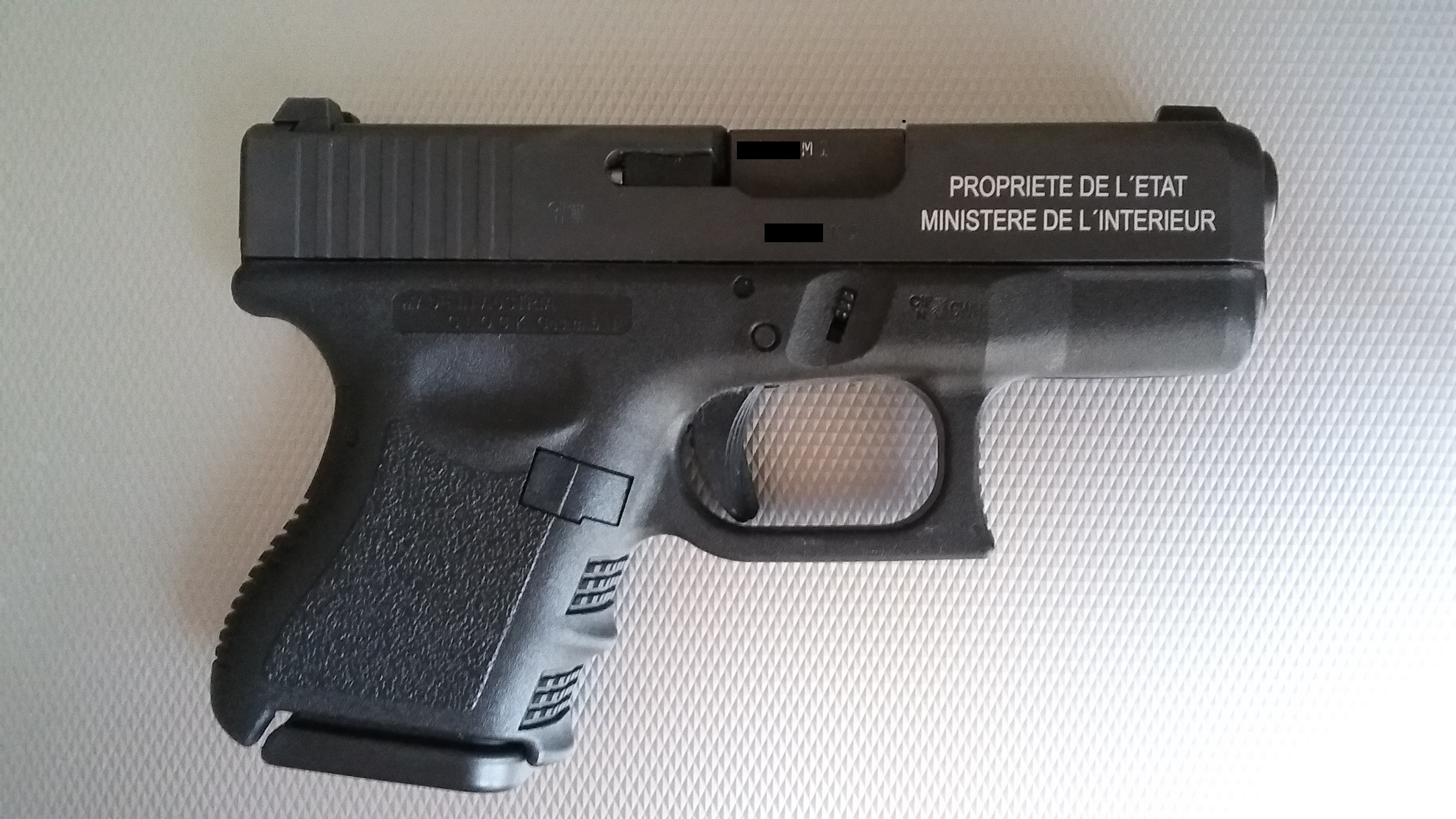
Glock 26 Gendarmerie pour les unités de police judiciaire (SR) ou de protection rapprochée (GSPR).

La Gendarmerie nationale est présente sur l'ensemble du territoire français et effectue des missions militaires à l'étranger.
Elle se compose de formations d'active et de formations de réserve.
Elle comprend :
1. La direction générale de la Gendarmerie nationale ;
2. L’inspection générale de la Gendarmerie nationale ;
3. La gendarmerie départementale ;
4. La gendarmerie mobile ;
5. La Garde républicaine ;
6. La gendarmerie d'outre-mer ;
7. La gendarmerie prévôtale ;
8. Les formations spécialisées :
  - gendarmerie maritime,
  - gendarmerie de l'air et de l'espace,
  - gendarmerie des transports aériens,
  - gendarmerie de l'armement,
  - gendarmerie de la sécurité des armements nucléaires ;
9. Le Groupe d'intervention de la Gendarmerie nationale ;
10. Les organismes d'administration et de soutien ;
11. Les organismes de formation du personnel.

### Direction générale et inspection générale
La direction générale de la Gendarmerie nationale est une direction générale du ministère de l'Intérieur français, qui assure l'encadrement d'ensemble de la Gendarmerie nationale. La DGGN assure la direction des formations et unités. Elle élabore la doctrine d’emploi, oriente et coordonne leur action. Elle constitue également un organe d'aide à la décision politique pour tout ce qui concerne la gendarmerie en administration centrale (budget, emploi…) Elle comprend un cabinet, trois directions et deux services, ces derniers étant communs avec d'autres directions générales du ministère de l'Intérieur.
La direction générale, longtemps répartie entre de nombreux sites situés à Paris et en région parisienne, est installée depuis février 2012 à Issy-les-Moulineaux, au 4 rue Claude Bernard,.
L'inspection générale de la Gendarmerie nationale, créée en 2002, a une mission générale d'audit ; elle est chargée plus spécialement de veiller à la déontologie et d'enquêter sur les éventuelles infractions commises par les membres de la Gendarmerie.
Il ne faut pas confondre l'inspecteur général, rattaché au directeur général et l'Inspecteur général des armées gendarmerie, qui est rattaché au ministre de la Défense et dont les missions ne sont pas limitées à la seule Gendarmerie mais à l'ensemble des forces armées.

### Organisation territoriale

Peugeot Expert de la Gendarmerie.

La Gendarmerie nationale est présente sur 95 % du territoire où 50 % de la population vit. Les communes concernées par la police d'État, et donc normalement en zone police sont les chefs-lieux de département ; les communes qui ont une population supérieure à 20 000 habitants et une délinquance de type urbain et celles résultant d'un regroupement dès lors que l'une des communes était en zone police auparavant. Cependant, la gendarmerie reste compétente sur des communes de plus de 20 000 habitants, dont 16 en métropole et 25 en outre-mer. À l'inverse, une quarantaine de communes comptant une population inférieure à 20 000 habitants, dont six chefs-lieux de département, demeurent en zone police.
Ainsi un maillage territorial très organisé est primordial pour la réussite des missions. Cette organisation est décrite ci-dessous.
En métropole, l'organisation territoriale de la Gendarmerie est calquée sur l'organisation administrative de la France (soit 13 régions de Gendarmerie correspondant aux 12 régions administratives métropolitaines et à la Corse depuis le 1er janvier 2016).
À chaque région administrative correspond une région de Gendarmerie dont le commandant est directement subordonné au directeur général de la Gendarmerie nationale (DGGN). Cet officier commande toutes les unités de gendarmerie départementale implantées dans sa région.
Le général commandant la région de gendarmerie établie au siège de chacune des sept zones de défense et de sécurité (souvent appelées régions zonales) assure, en sus du commandement de sa propre région, celui des unités de gendarmerie mobile implantées dans sa zone. Il assure également l'emploi opérationnel de certaines unités spécialisées (unités aériennes notamment). La Garde républicaine est subordonnée à la région de gendarmerie d'Île-de-France (zone de défense et de sécurité de Paris).
Le commandement de la gendarmerie outre-mer (CGOM) est un état-major du niveau « région zonale » qui administre les militaires implantés (gendarmerie départementale) ou déplacés (gendarmerie mobile) en outre-mer, affectés en ambassades ou affectés en opérations extérieures. Voir ci-dessous.
Les commandants des formations spécialisées de la gendarmerie suivantes : gendarmerie maritime, gendarmerie de l'air et de l'espace, gendarmerie des transports aériens, gendarmerie de l'armement, gendarmerie de la sécurité des armements nucléaires, Groupe d'intervention de la Gendarmerie nationale, Gendarmerie prévôtale, sont directement subordonnés au directeur général de la Gendarmerie nationale.

### Gendarmerie départementale

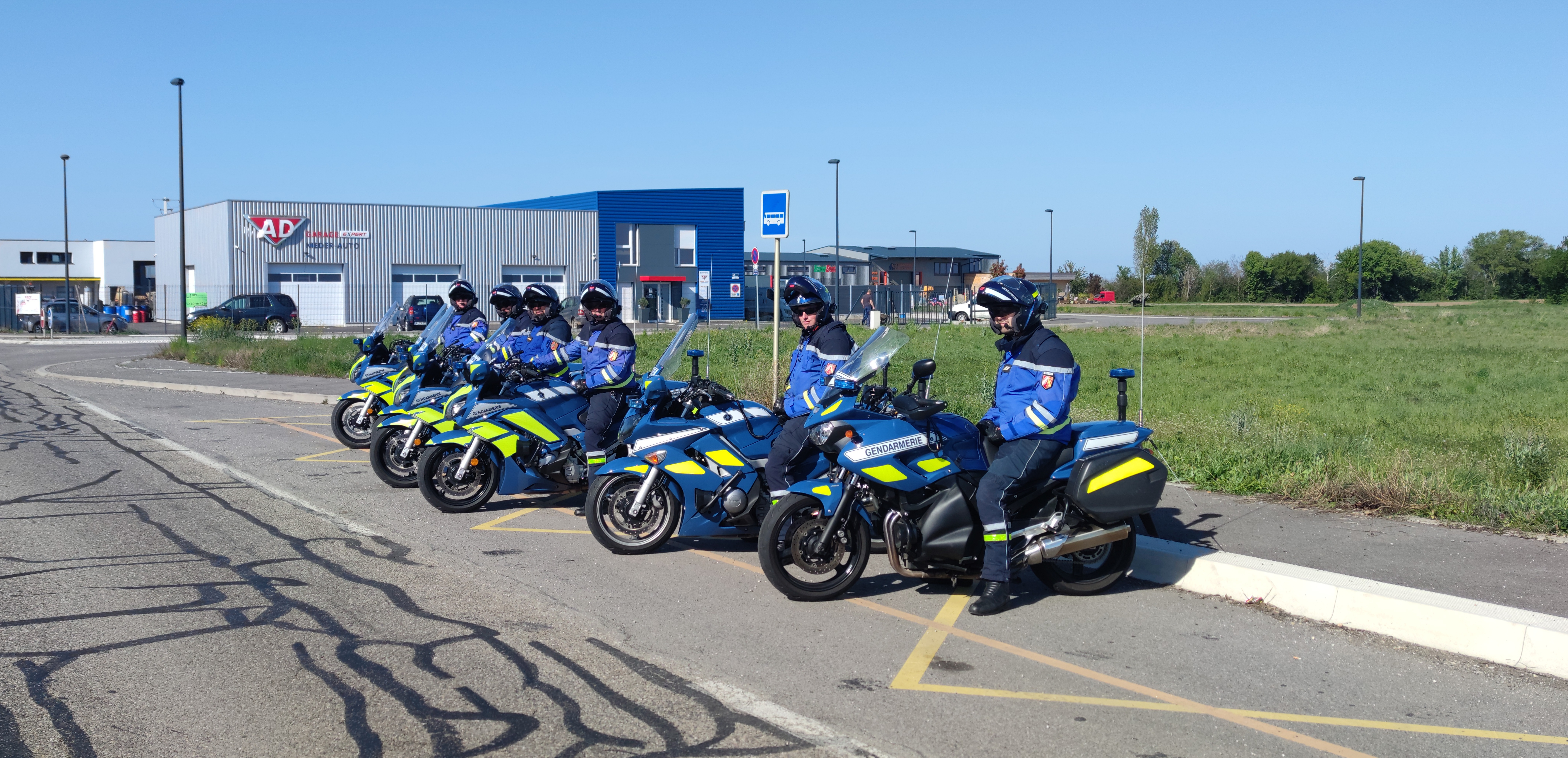
Motards de la Gendarmerie du Haut-Rhin Avril 2021 en attente d'intervention à Niederhergheim près de Colmar.

La Gendarmerie départementale est au contact régulier de la population. Elle assure principalement des missions de police judiciaire ou de police administrative. On la surnomme « la blanche » à cause de la couleur de ses insignes.
L'organisation de base est la brigade de gendarmerie, comprenant de 6 à 40 personnes, généralement située au niveau du canton. Les brigades peuvent être organisées en communautés de brigades territoriales (COB) (avec une unité de chef-lieu et des brigades de proximité) ou en brigades territoriales autonomes (BTA).
Chaque brigade est chargée de la surveillance jour et nuit d’une ou de plusieurs communes ainsi que de l’accueil du public. Les gendarmes y reçoivent les plaintes, effectuent les enquêtes administratives et judiciaires et de manière générale répondent aux appels d’urgence, ces derniers sont traités par le Centre Opérationnel et de Renseignement de la Gendarmerie (CORG). En matière militaire, elle joue un rôle important de recherche du renseignement, d'actions directes, de liens-armées nation, de police militaire, et un rôle principal dans la mobilisation. Les effectifs des brigades comme des unités spécialisées (voir ci-après) servent au sein des prévôtés de circonstances et partent en OPEX pour des missions où les techniques de police sont demandées (enquêtes, liens avec les populations, techniques de police scientifiques…)
Les brigades d'un arrondissement voire d'un « demi-arrondissement » forment une compagnie. Les compagnies d'un département forment un groupement et les groupements d'une région administrative forment une région de gendarmerie depuis la réorganisation territoriale du 1er juillet 2005. Auparavant les régions prenaient le nom de « légions ». On dénombre depuis 2016 13 régions de gendarmerie départementale.
Ainsi, chaque niveau hiérarchique de la gendarmerie départementale correspond à un niveau de l’administration du territoire. Chaque niveau hiérarchique, à partir de la compagnie, et certaines fois les COB et BTA, est commandé par un officier, responsable des unités de la gendarmerie départementale placées sous son ressort. Il est le correspondant chargé de la sécurité publique de l’autorité administrative.
Il existe environ 3 600 brigades.

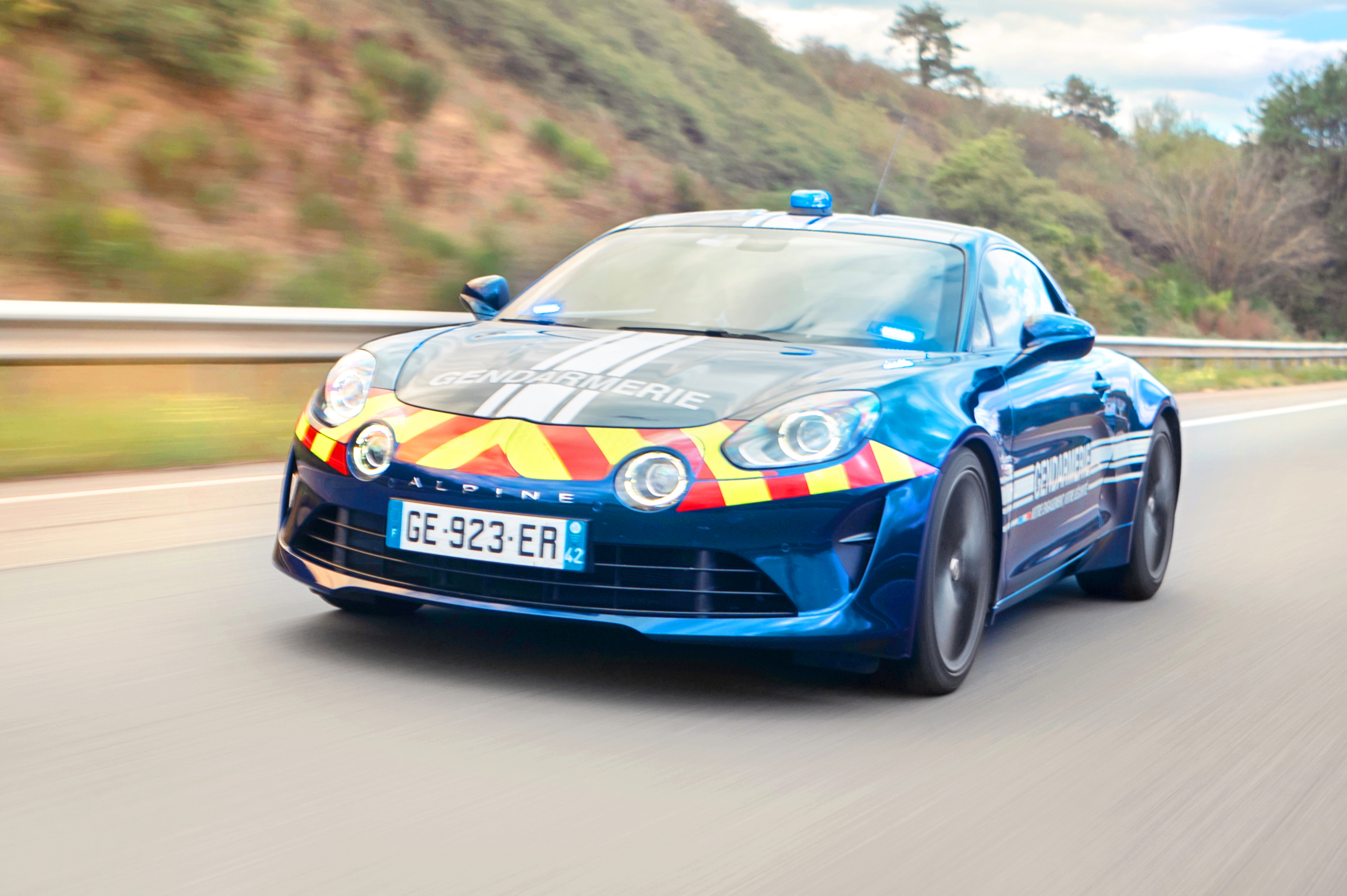
Alpine A110 de la brigade rapide d'intervention de la gendarmerie nationale.

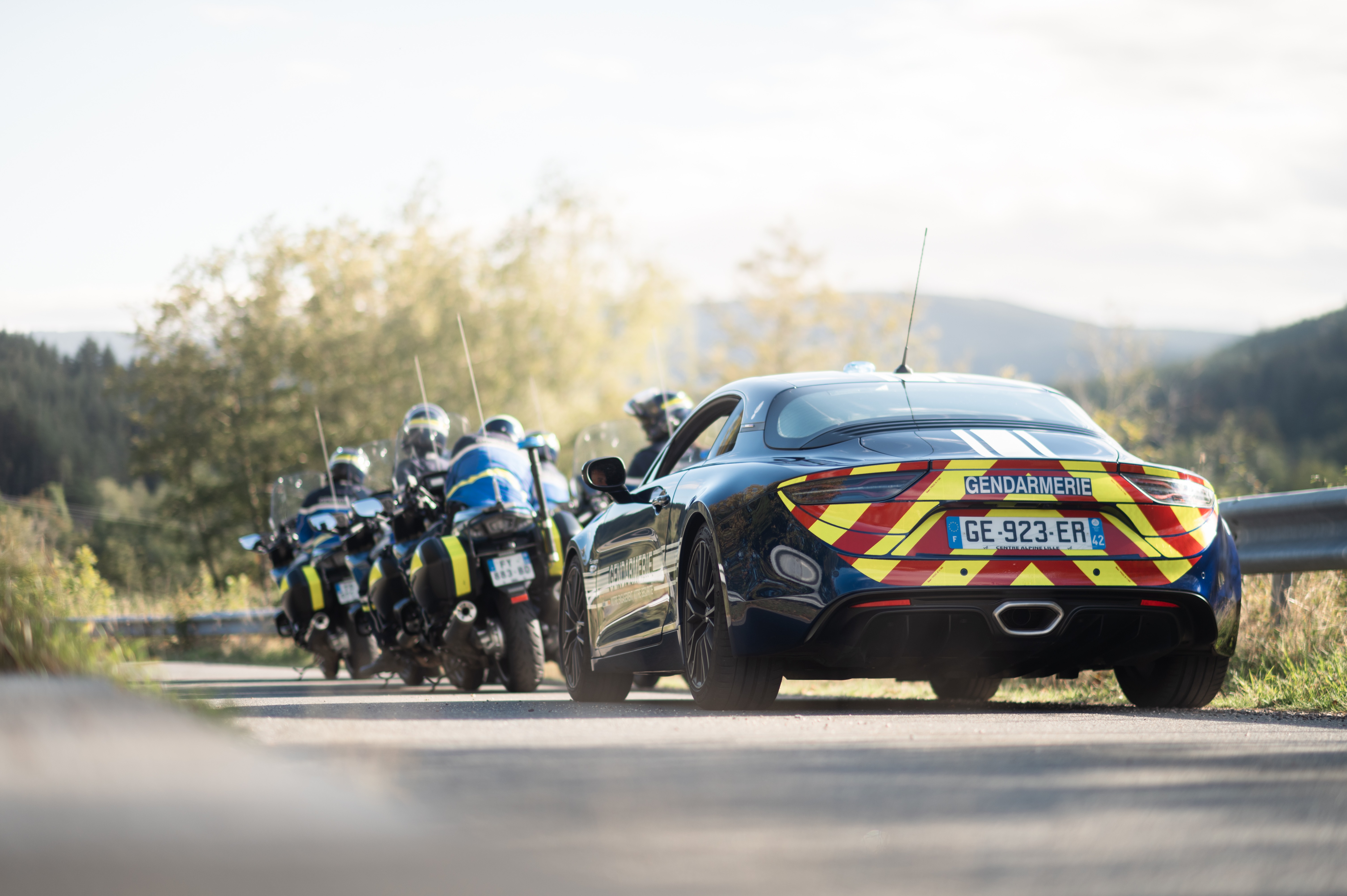
Alpine A110 de dos, avec des motos de la gendarmerie nationale.

En plus des brigades, la gendarmerie départementale comporte des unités spécialisées dans certaines missions :
- les pelotons de surveillance et d’intervention de la Gendarmerie (PSIG), regroupés au sein des compagnies de gendarmerie départementale, effectuent des patrouilles qui interviennent en renfort des brigades. Soit pour augmenter le nombre de patrouilles dans les rues ou secteurs naturels, soit pour faire face à des évènements particuliers (interpellations, recherche de malfaiteurs…). Les PSIG ont une vocation particulière de surveillance et d'intervention sur les points sensibles civils comme militaires. On trouve en général un PSIG par compagnie. Un plan « BAC-PSIG 2016 » annoncé en octobre 2015 prévoit le renforcement de certains PSIG rebaptisés« PSIG Sabre »[20]. La Gendarmerie a pour objectif de créer 150 PSIG Sabre d'ici 2018.
- les unités motorisées, gendarmes motocyclistes chargés de la surveillance du réseau routier ; ils ne dépendent pas de la compagnie mais de l'escadron départemental de sécurité routière (EDSR dont la compétence s'étend sur l'ensemble du département d'implantation). On y trouve les Brigades Motorisées et les pelotons motorisés dont dépendent les équipes rapides d'intervention équipées de la Renault Mégane III ainsi que d'Alpine A110 depuis 2021[21], en fonction des EDSR. Ces unités composées de motocyclistes et de militaires à pied outre leur mission essentielle de police de la route (constatations des accidents pour les pelotons autoroute, contrôles de vitesse, coordination des transports, lutte contre l'immigration illégale, travail dissimulé), renforcent ponctuellement les unités territoriales dans la recherche de malfaiteurs, etc. ;
- les unités de recherches : 370 brigades de recherches (BR) au niveau des compagnies (arrondissements) et 31 sections de recherches (SR) (soit en général une par cour d'appel) quasi exclusivement constituées d'officiers de police judiciaire (OPJ). Elles sont essentiellement chargées des missions de police judiciaire, même si quelques enquêtes relatives au comportement des militaires peuvent leur être confiées lorsque l'IGGN n'est pas elle-même saisie. Elles assistent les brigades territoriales et prennent en compte la direction des affaires importantes. Elles sont chargées des enquêtes touchant à la moyenne et la grande délinquance ;
- au niveau des groupements (départements), des Brigades départementales de renseignements et d'investigations judiciaires (BDRIJ), qui ne sont pas des unités de recherches à proprement parler, assistent également les unités territoriales en effectuant à leur demande divers rapprochements, investigations ou opérations de police technique par l'intermédiaire de personnel parfois spécialisé (Technicien en identification criminelle, N'TECH, ANACRIM), même si leur activité est sans doute tout autant tournée vers le commandement que vers l'opérationnel. Les opérateurs du centre d'opérations et de renseignement de la Gendarmerie (CORG) centralisent l'information, répondent aux sollicitations internes et externes de la Gendarmerie et gèrent les interventions ;
- La sûreté des sites nucléaires répartis sur le territoire (sites de recherche ou de production d'électricité) est assurée par les pelotons spécialisés de protection de la Gendarmerie (PSPG), constitués d’employés formés aux techniques d'intervention.

La Gendarmerie, depuis le ministère de l'Intérieur, elle travaille en collaboration avec la Police nationale, la police municipale (police française), la douane française, les gardes champêtres (voir article) et les polices de l'environnement ainsi qu'avec les forces de police étrangères grâce à Interpol.

### Gendarmerie mobile

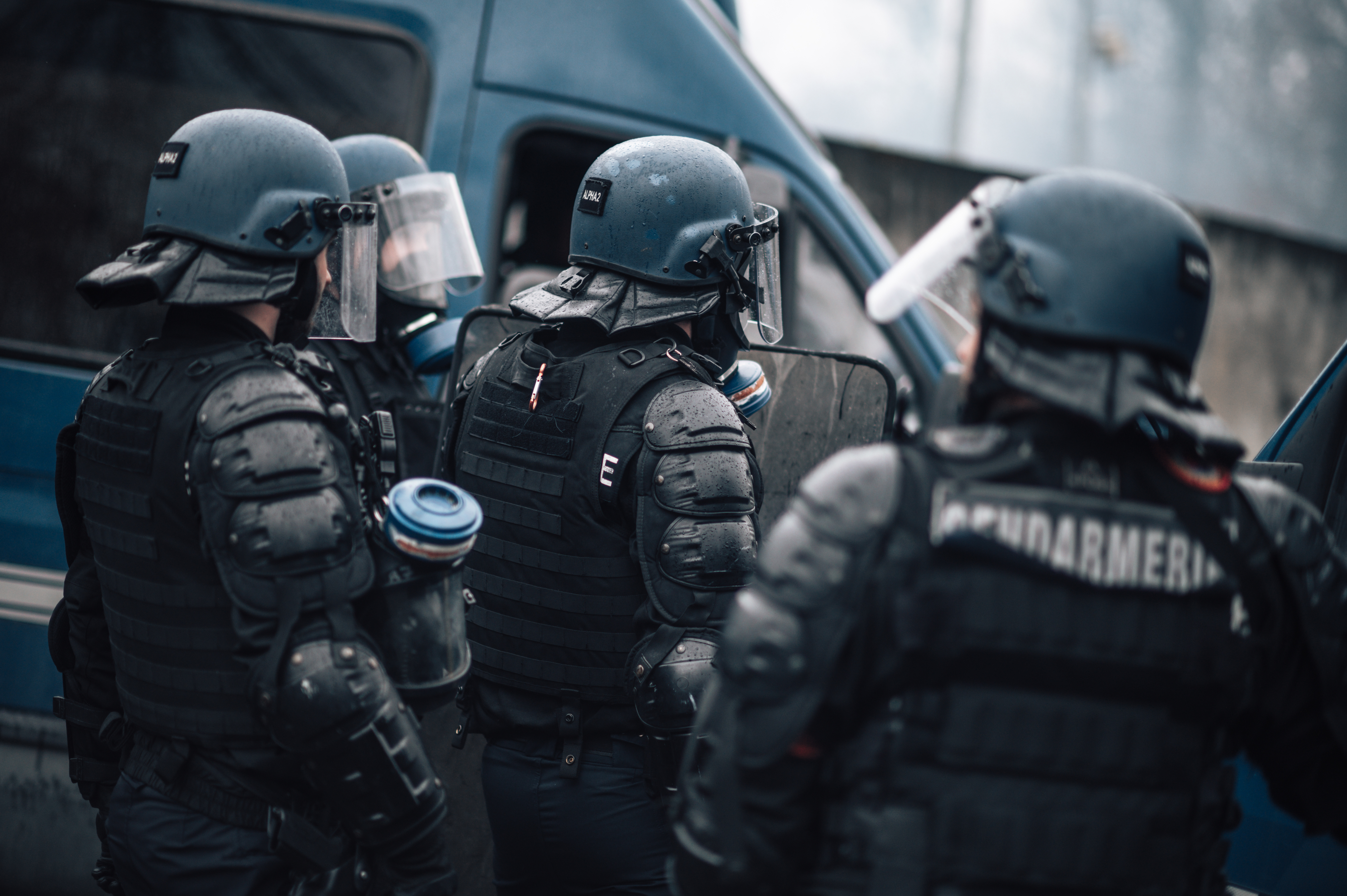
Gendarmes mobiles en formation au Centre National d'Entrainement des Forces de Gendarmerie (CNEFG).

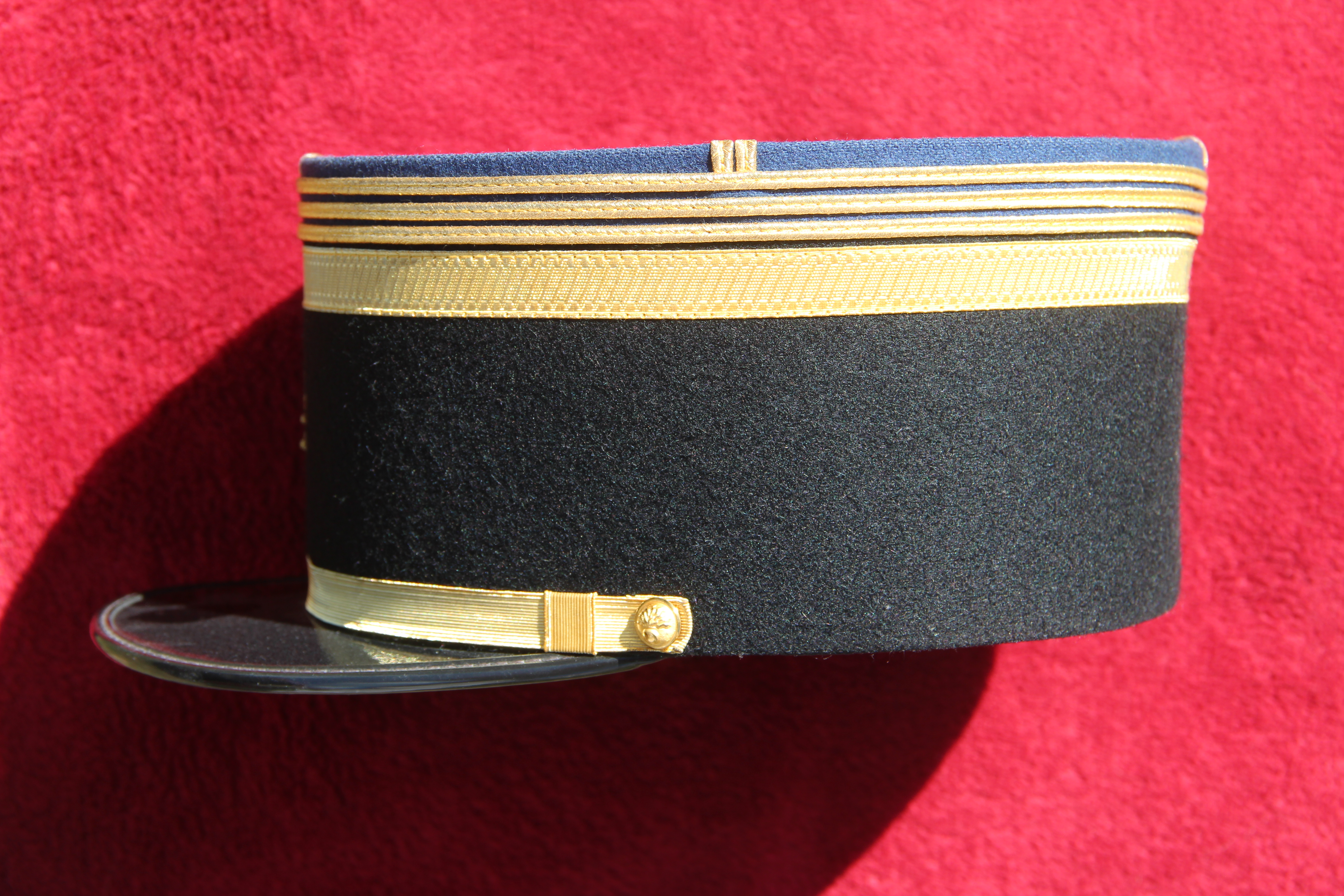
Képi de capitaine de la gendarmerie mobile.

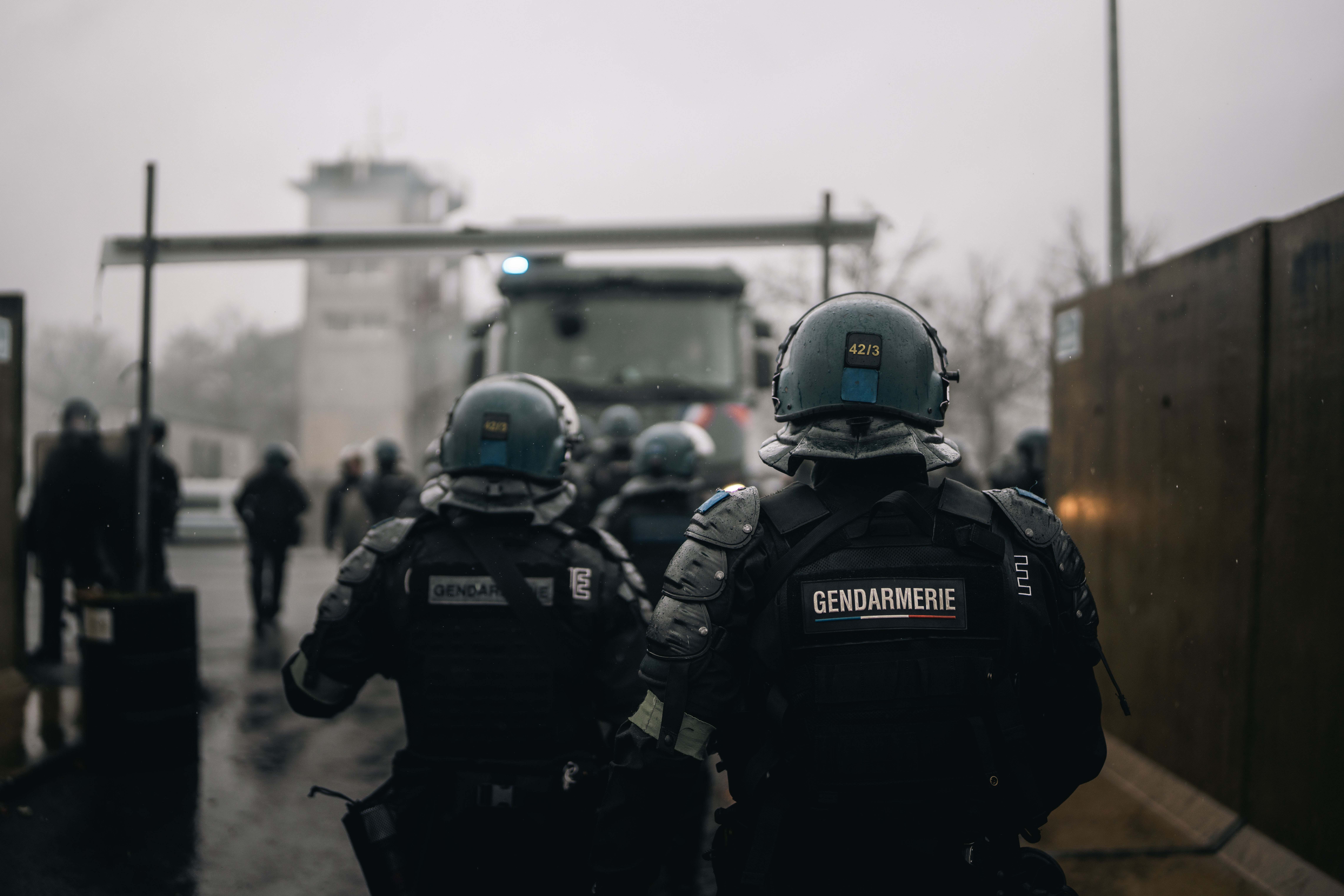
Gendarmes mobiles lors d'un exercice.

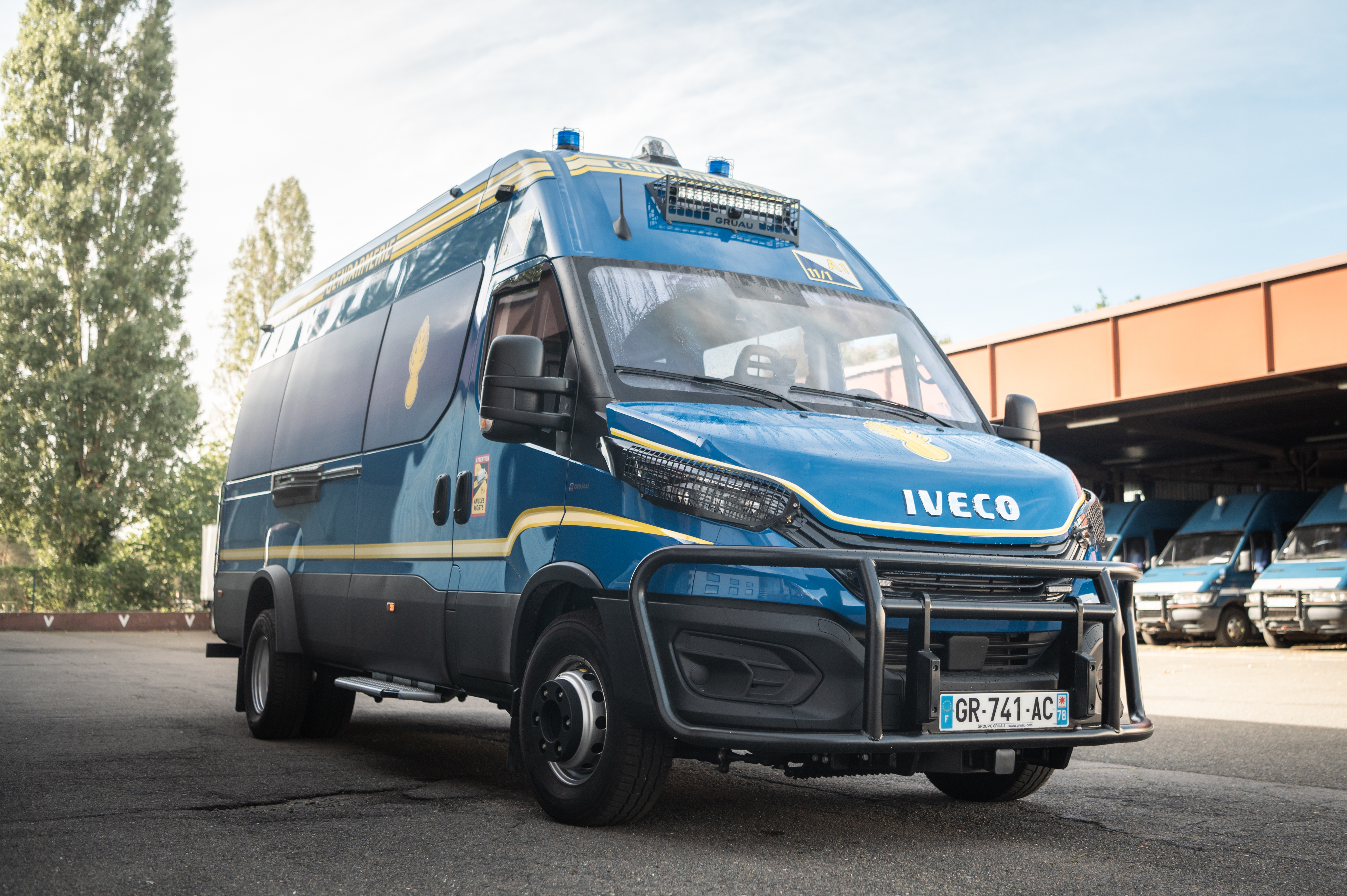
Véhicule de Mobilité de Groupe (VMG) de la gendarmerie mobile.

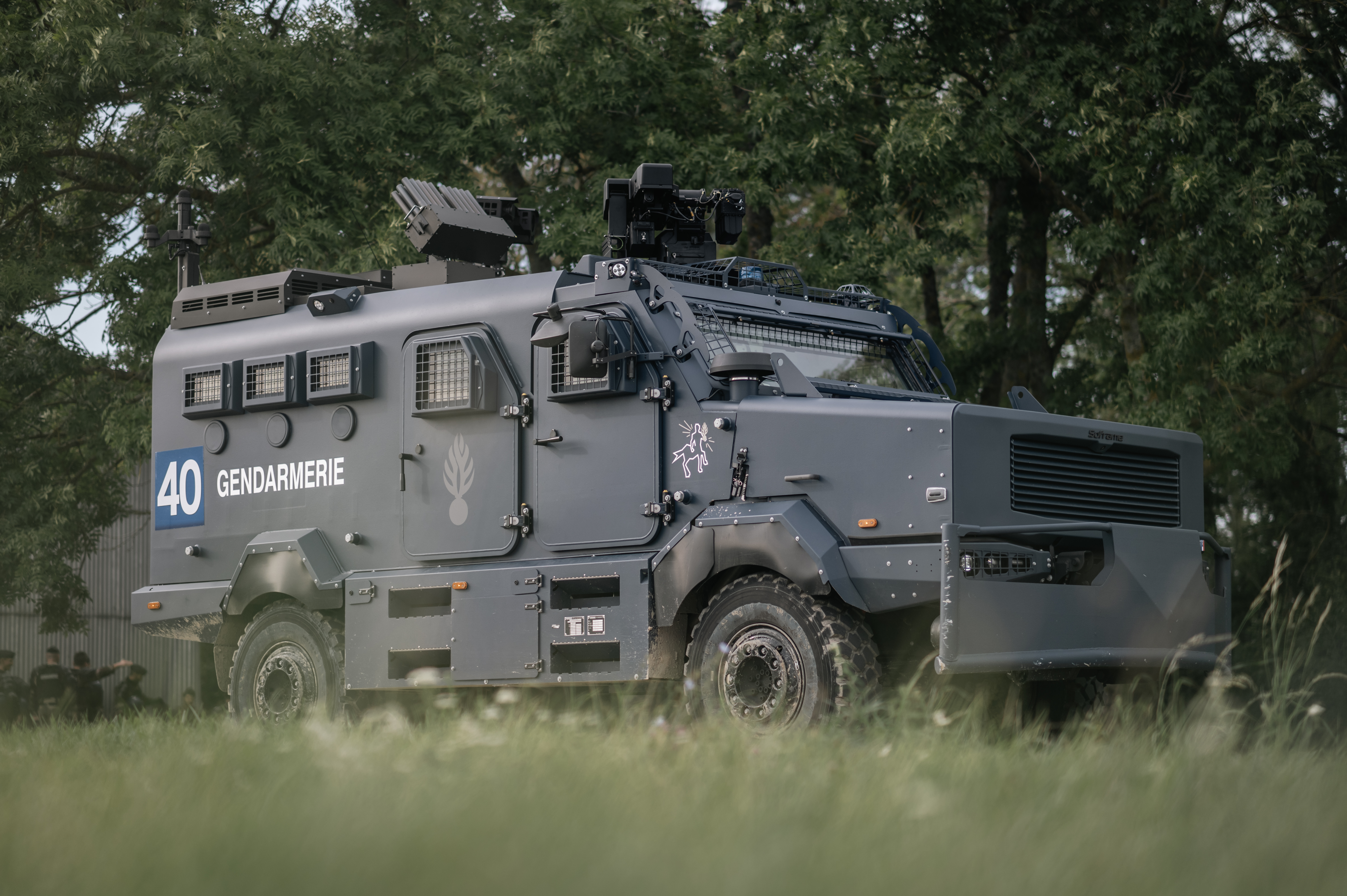
Véhicule blindé à roues de la Gendarmerie.

La gendarmerie mobile est spécialisée dans le maintien et le rétablissement de l'ordre. Elle intervient également dans le domaine de la sécurité générale au profit de la gendarmerie départementale et des formations spécialisées en fournissant des renforts :
- ponctuels lors d'événements demandant des effectifs nombreux (services d'ordre, recherches et battues, etc.) ou spécialisés (pelotons d'intervention) ;
- saisonniers dans des territoires qui connaissent un accroissement temporaire de population à l'époque des vacances ;
- permanents (par roulement de ses unités) dans certaines régions : en région parisienne, dans certaines zones sensibles ou dans les DOM-COM).

La gendarmerie mobile remplit également un certain nombre de missions à caractère militaire. Ses unités interviennent notamment régulièrement en opérations extérieures (OPEX) aux côtés des autres forces armées.
La gendarmerie mobile est surnommée « la jaune » en raison de la couleur dorée de ses insignes, qui reprennent la tradition de l'arme à pied. Elle regroupe environ 13 000 militaires. Alors que seuls les postes d'officiers étaient ouverts aux femmes, sa féminisation a débuté en 2015.
Un fort pourcentage de jeunes gendarmes sont affectés directement en gendarmerie mobile à l'issue de leur formation initiale, avant un éventuel transfert en gendarmerie départementale après quelques années.
L'unité de base de la gendarmerie mobile est l'escadron.
Un escadron compte environ 110 militaires, répartis entre un peloton hors rang et quatre pelotons de marche dont un peloton d'intervention. Sur le terrain, un escadron déploie en général un groupe de commandement et trois ou quatre pelotons de seize gendarmes.
Depuis 2016, la gendarmerie mobile compte 109 escadrons, commandés chacun par un capitaine ou un chef d'escadron. L'échelon supérieur est le groupement de gendarmerie mobile qui comprend entre quatre et dix escadrons, sous le commandement d'un lieutenant-colonel, d'un colonel ou d'un général de brigade.
Chaque escadron dispose d'un véhicule de commandement et de transmissions (actuellement du type Renault B110) et de huit véhicules de transport de groupe (actuellement de type Irisbus) à raison de deux par peloton. Les escadrons du groupement blindé de gendarmerie mobile de Satory sont également dotés de véhicules blindés à roues de la gendarmerie (VBRG).
Lorsque la situation nécessite l'emploi coordonné de plusieurs escadrons, ceux-ci sont regroupés dans un groupement tactique de gendarmerie ou GTG (en général de deux à six escadrons) ou un groupement opérationnel de maintien de l'ordre ou GOMO (plusieurs GTG), commandé par un commandant de groupement de gendarmerie mobile.
C'est à Saint-Astier au Centre national d'entraînement des forces de gendarmerie (CNEFG) que les unités de la gendarmerie mobile s'entraînent et se perfectionnent aux techniques du maintien de l'ordre.
L'échelon supérieur au groupement est la région zonale de gendarmerie. Chacune des sept régions zonales correspond à une zone de défense et de sécurité et son commandant supervise tous les groupements de gendarmerie mobile implantés dans la zone.
Enfin la gendarmerie mobile met en œuvre des unités spécialisées dans les missions de sécurité ou de soutien en région parisienne ainsi que la Musique de la gendarmerie mobile.
Les militaires du groupe d'intervention de la Gendarmerie nationale (GIGN) et des antennes du GIGN implantées en province appartiennent également à la gendarmerie mobile.

### Garde républicaine

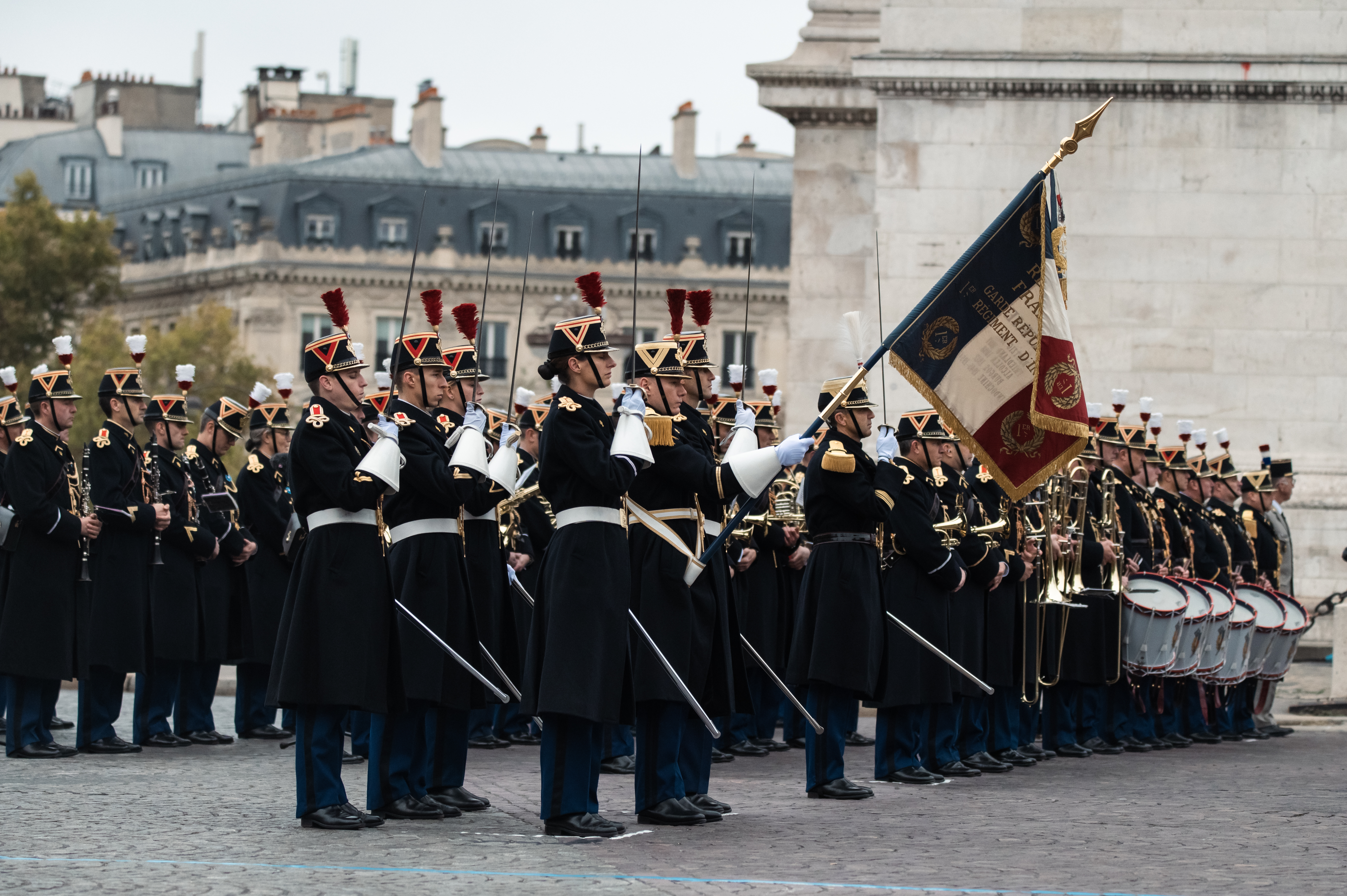
Gardes Républicains d'un régiment d'infanterie, présents pour la cérémonie de ravivage de la flamme du soldat inconnu, le 11 novembre

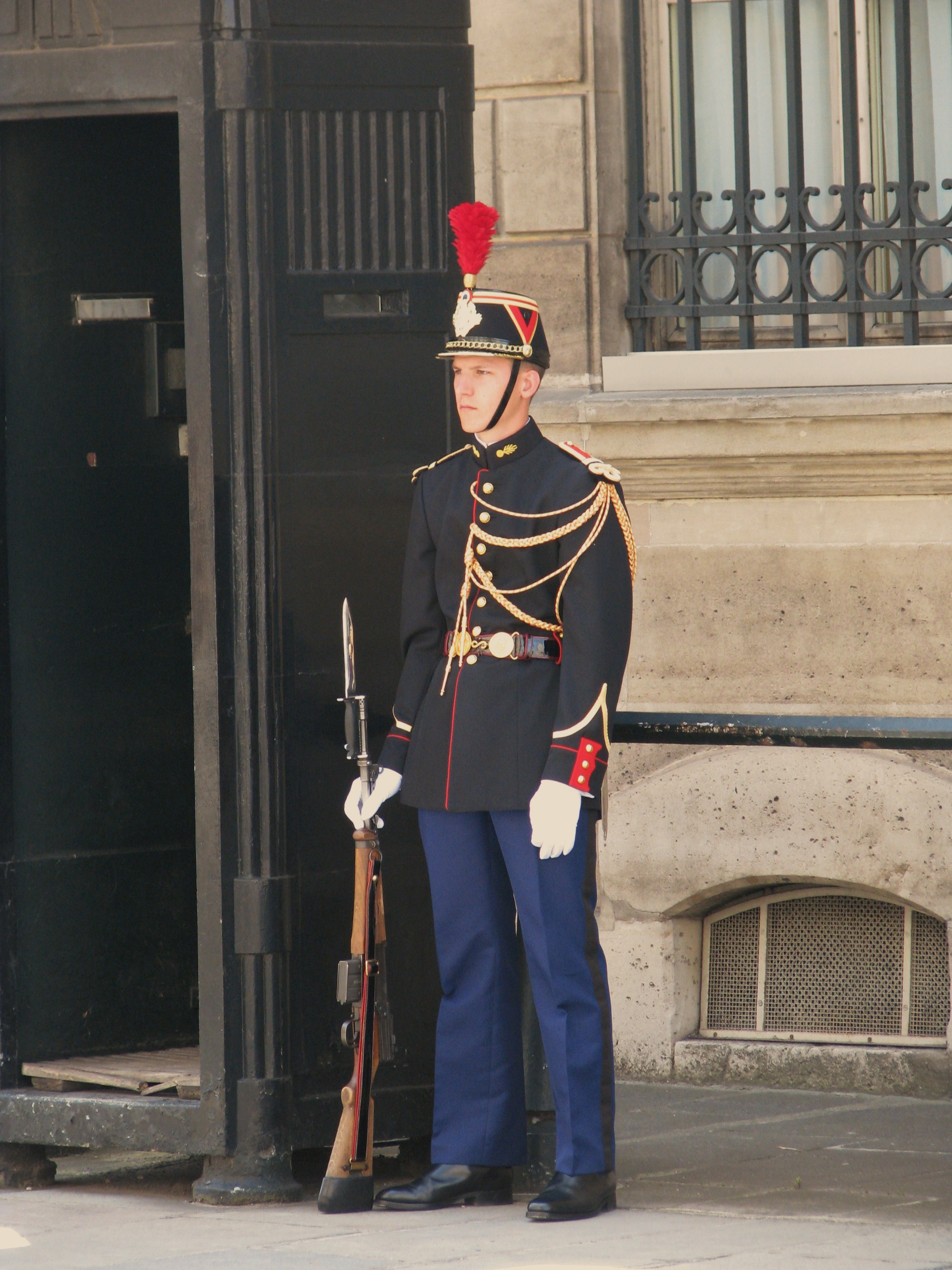
Garde républicain en faction devant le palais de l'Élysée.

La Garde républicaine est chargée de missions de sécurité et « d'honneur » au profit des hautes autorités de l'État et des institutions. Elle est la seule force armée autorisée dans les palais nationaux. Les gardes sont présents à l'Élysée, au Sénat et à l'Assemblée nationale, au palais de justice de Paris, à Matignon et dans les principaux ministères, en particulier celui des Armées et celui des Affaires étrangères.
La Garde républicaine assure également des missions de sécurité générale ainsi que des missions de formation, d'assistance et de coopération à l'international[Où ?]. Les missions de sécurité - au profit de l'état mais également du public - représentent 80 % de ses missions. Enfin, elle participe au rayonnement de la France grâce à ses formations spéciales et ses formations musicales.
La Garde républicaine, qui regroupe environ 2 850 militaires (en 2013), est composée d'un état-major, de deux régiments d'infanterie, d'un régiment de cavalerie (dernière unité opérationnelle montée de l'Armée française) et de formations musicales : l'orchestre de la Garde républicaine, le chœur de l'Armée française et la fanfare du régiment de cavalerie. L'escadron motocycliste, avec ses missions spécifiques (escortes des autorités, estafettes) et générales (escortes épreuves sportives, police route) est attaché au premier régiment d'infanterie ainsi que la musique de la garde ; la fanfare de cavalerie fait partie du régiment de cavalerie. Les sept pelotons d'intervention de la Garde républicaine (PIGR) ont pour mission principale la sûreté des institutions. Ils renforcent également, de manière ponctuelle, les forces de police et de gendarmerie, lors de missions de maintien de l'ordre, de transferts particuliers, ou d'interpellations judiciaires par exemple.

### Commandement de la gendarmerie outre-mer
Créé en 1989, le commandement de la gendarmerie outre-mer (CGOM) est un état-major du niveau « région zonale » qui administre les militaires implantés en outre-mer, en ambassades et en opérations extérieures. Les escadrons de gendarmerie mobile (EGM) déplacés pour renforcer le dispositif territorial ultra-marin ou en OPEX (opérations extérieures) passent également sous son commandement pendant le temps de leur mission.
Jusqu'au 19 mars 2013, les forces de gendarmerie prévôtale étaient également sous son autorité mais depuis cette date, elles ont été regroupées sous un commandement directement rattaché à la direction générale de la Gendarmerie nationale.

#### Gendarmerie outre-mer
La gendarmerie est présente dans tous les départements et collectivités territoriales d'outre-mer.
Sa première implantation remonte à 1716, année de la création de la première compagnie de maréchaussée en Martinique.
En 2015, elle compte 4 307 militaires : 359 officiers, 24 officiers du corps de soutien administratif, 2 948 sous-officiers, 369 sous-officiers du corps de soutien administratif, 440 volontaires et 167 civils.
Les gendarmes servant en outre-mer sont le plus souvent des gendarmes départementaux, affectés pour une durée de trois à quatre ans.
On trouve 8 commandements de la Gendarmerie ou COMGEND, qui sont établis dans les départements (DOM) ou communautés (COM) d'outre-mer : Nouvelle-Calédonie et îles Wallis-et-Futuna, Polynésie française, La Réunion, Mayotte, Guyane, Martinique, Guadeloupe et Saint-Pierre-et-Miquelon.
Outre les missions traditionnelles exercées en métropole, la gendarmerie d'outre-mer assure dans certains territoires des fonctions et missions particulières (syndic des affaires coutumières, examinateur du permis de conduire, fonctionnaire huissier…).
Les unités se répartissent en unités territoriales, unités spécialisées et unités de gendarmerie mobile déplacées de métropole en renfort de maintien de l'ordre et de sécurité publique générale.

#### Ambassades
Les gardes de sécurité ont pour mission générale d'assurer la sécurité des locaux diplomatiques ou consulaires et de contribuer à la protection des informations qui y sont traitées. Cette mission est partagée avec la police nationale.
La gendarmerie compte 293 militaires dans 94 représentations diplomatiques.
Dans certaines ambassades, un chef de sécurité opérationnel (CSO) (gradé de la gendarmerie ou policier) supervise une équipe de sécurité recrutée localement.

#### Groupement des opérations extérieures
Rattaché au CGOM, le groupement des opérations extérieures (GOPEX) est constitué de militaires affectés pour quatre ou cinq ans en son sein. Il procure à la Gendarmerie nationale une capacité de projection en tous temps et en tous lieux au profit des instances internationales (ONU, EU…)
Les opérations relevant de sa compétence incluent :
- missions de maintien de la paix et autres opérations extérieures ;
- missions au sein de la force de gendarmerie européenne (FGE ou Eurogendfor), qui regroupe la France, l'Espagne, l'Italie, les Pays-Bas, le Portugal, la Roumanie, etc.

### Commandement de la gendarmerie prévôtale
La gendarmerie prévôtale assure des missions de police aux armées (mission essentielle), de police militaire et de soutien aux Forces (à divers degrès : conseils, contentieux, circulation, autres ...) auprès des forces armées françaises lorsqu'elles sont à l'étranger, soit en opérations de guerre, y compris, dans ce dernier cas, sur le territoire national. Pour le cas des prévôtés sur le territoire national, les unités sont assez réduites car elles bénéficient du soutien des brigades et des unités spécialisées de la gendarmerie départementale.
Longtemps rattachée au commandement de la gendarmerie d'outre-mer, la prévôté est placée depuis la publication du décret du 19 mars 2013 sous l'autorité du commandement de la gendarmerie prévôtale. Le même décret a créé une brigade de recherches prévôtales qui lui est subordonnée.

### Formations de gendarmerie spécialisées
Ces formations spécialisées sont placées « pour emploi » pour leur domaine de spécialisation auprès de différents ministères :

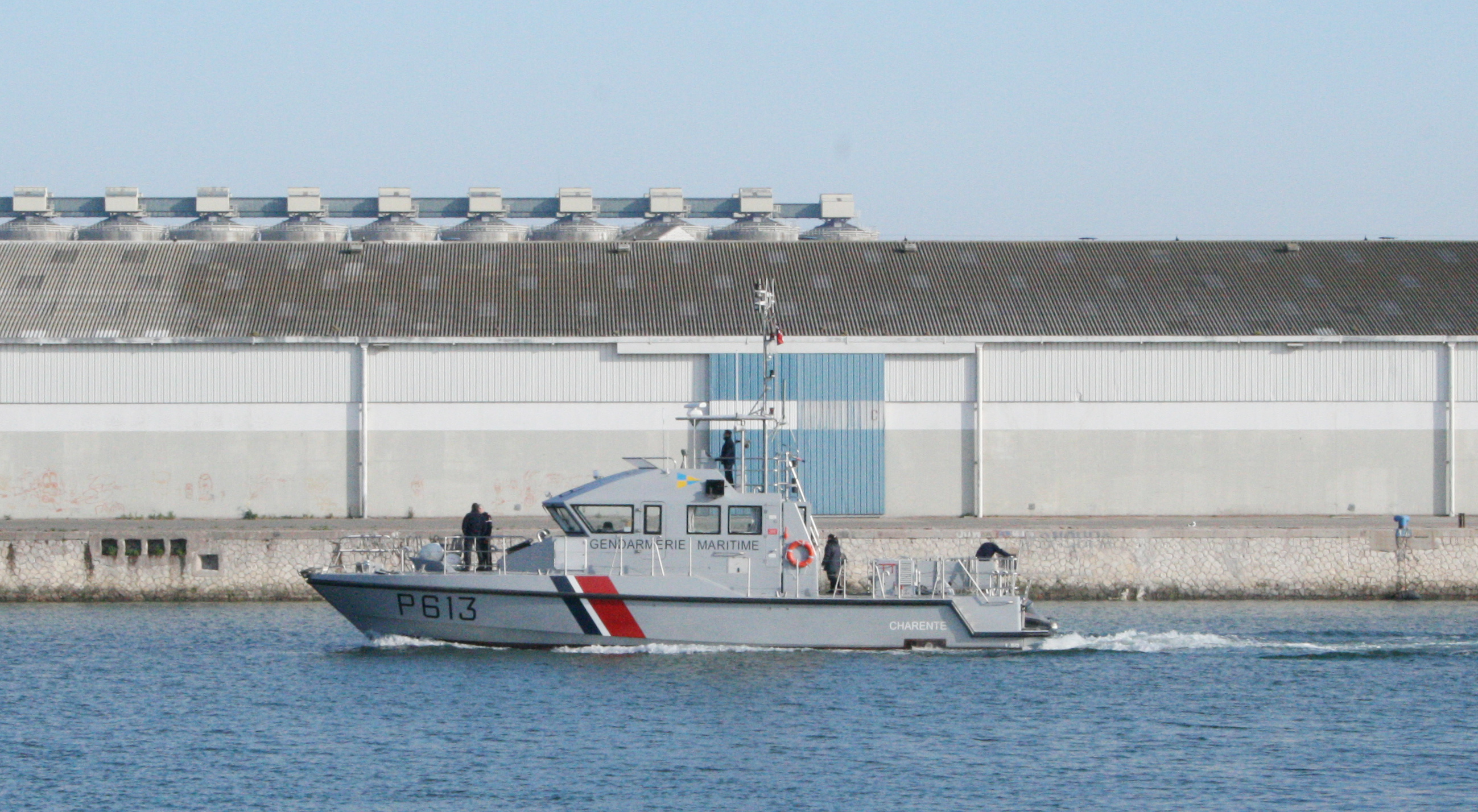
Vedette de la Gendarmerie maritime au port de La Rochelle.

- la gendarmerie maritime remplit des missions de défense nationale et de police générale en mer sous l'autorité du chef d'état-major de la marine nationale, des préfets maritimes, des procureurs de la République et des administrateurs des affaires maritimes. Des unités à terre sont chargées des missions de conseil aux autorités, de police militaire et judiciaire, de participation à la défense sécurité au sein des établissements de la Marine nationale. Des militaires de ces unités peuvent être embarqués à bords des navires de la Marine pour effectuer la police militaire et la police aux armées en leur sein ou effectuer des missions de police générale en mer. D'autres unités à terre contrôlent plus particulièrement le milieu maritime et ce qui s'y attache (contrôle de criées, poissonneries…). Par ailleurs des gendarmes maritimes sont détachés au profit des Affaires maritimes à terre comme en mer ;
- la gendarmerie de l'air et de l'espace, sous l'autorité du chef d'état-major de l'Armée de l'air et de l'espace, remplit des missions de sécurité-protection, de police militaire et de conseil aux autorités. C'est elle qui enquête en cas d'accident aérien militaire (toutes Forces Armées ou de statut militaire) mais également civil si les faits, pour seulement ce dernier cas, se produisent sur les emprises des domaines « Air » ;
- la gendarmerie des transports aériens est placée pour emploi auprès de la Direction générale de l’Aviation civile (DGAC). Elle remplit des missions générales de police administrative ou judiciaire ainsi que des missions spécifiques au domaine aéronautique civil dans un vaste domaine allant de la surveillance de plates-formes jusqu'aux enquêtes judiciaires d'accidents aériens civils. Elle est compétente pour tout ce qui touche le domaine militaire en ces lieux (police militaire, défense militaire…) ;
- la gendarmerie de l'armement est placée sous l'autorité du délégué général de l'armement (DGA). Elle est compétente dans tous les domaines de la police administrative, militaire et judiciaire sur les sites de la DGA mais également à l'extérieur de ces sites, soit pour des missions en rapport avec le personnel civil et militaire affecté au sein de la DGA, soit pour des missions de sécurité-protection (escortes, protection, etc.) ;
- la gendarmerie de la sécurité des armements nucléaires[32] est chargée du contrôle gouvernemental et de la sécurité des armes nucléaires. Son commandement relève directement du ministre des Armées et délégué au chef de cabinet civil et militaire du ministre.

### Centre de planification et de gestion de crise
Le Centre de planification et de gestion de crise (CPGC) est une unité opérationnelle nationale destinée à la gestion des crises sur le territoire ou hors de celui-ci, à la planification et à la conduite des grands événements et à l'appui des autorités administratives ou des échelons de commandement territoriaux de la gendarmerie.

### Groupe d'intervention de la Gendarmerie nationale (GIGN)

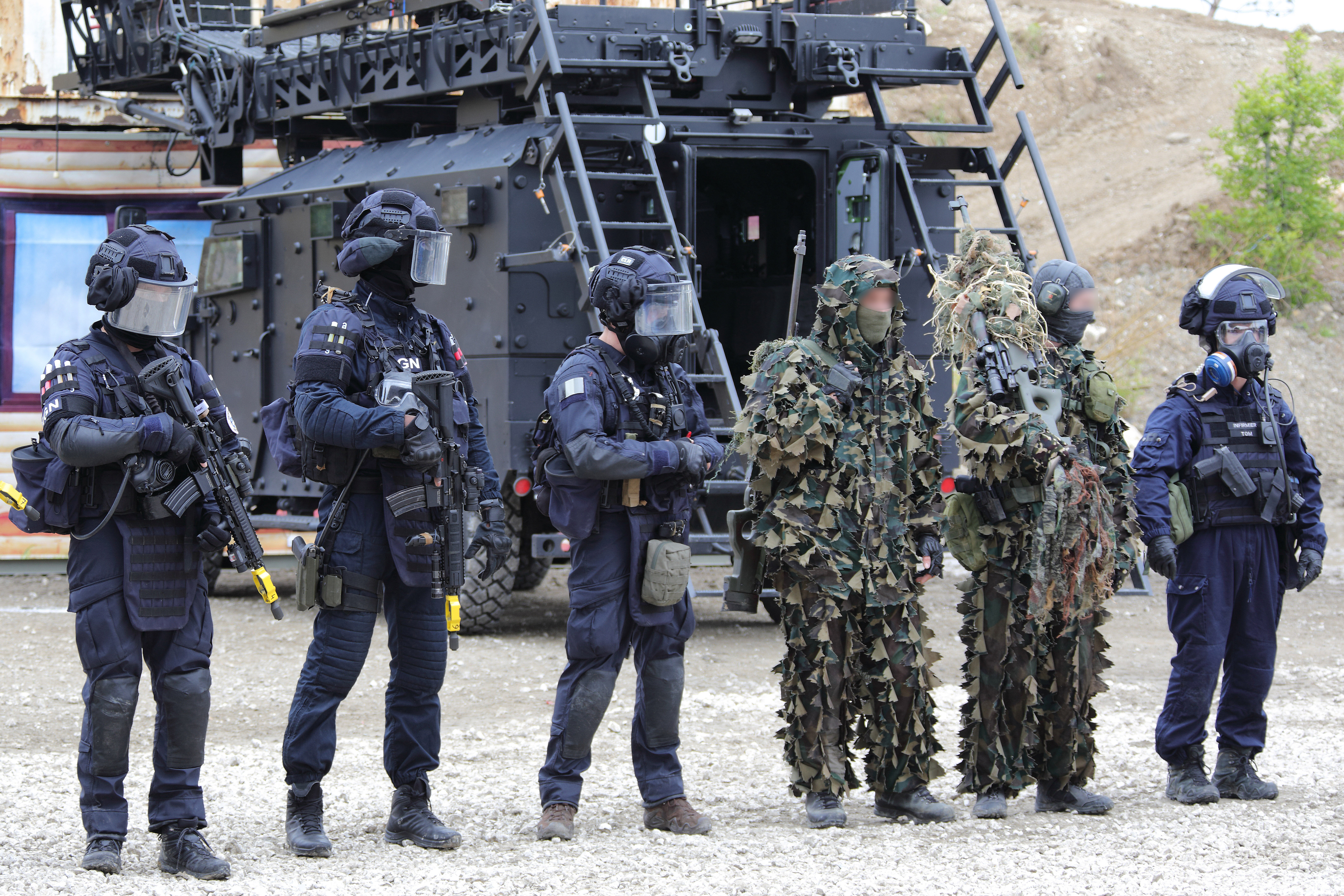
Équipe d'assaut, tireurs de précision et infirmier du GIGN lors d'une démonstration en juin 2018.

Le Groupe d'intervention de la Gendarmerie nationale (GIGN) est une unité d'élite spécialisée dans les opérations de contre-terrorisme, de libération d'otages, de lutte contre le grand banditisme, d'observation-recherche et de sécurité-protection. L'unité élabore la doctrine de la Gendarmerie dans ces domaines avant d'en être le principal acteur. Elle dispense également de nombreuses formations, tant sur le plan national qu'international.
Créé en 1974 comme une unité d'intervention, le GIGN a acquis une réputation nationale puis internationale au cours de centaines d'opérations dont, parmi les plus connues, les libérations d'otages à Loyada (Djibouti) en 1976, à Ouvéa (Nouvelle-Calédonie) en 1988 et à Marignane en 1994. Lors d'une première réforme majeure en 2007, il a étendu ses activités aux domaines de la sécurité-protection (protection de personnes - par exemple certains ambassadeurs - et/ou de sites particulièrement menacés) et de l'observation-recherche (surveillance, collecte d'information et de preuves sur des individus dangereux dans la lutte contre le terrorisme et le grand banditisme) puis, à l'occasion d'une deuxième réforme en 2021, a renforcé sa capacité d'action sur l'ensemble du territoire (métropole et outre-mer) en réalisant l'intégration complète (administrative et opérationnelle) des antennes du GIGN (AGIGN). Ces unités d'intervention régionales avaient été créées à partir de 2004 mais ne passaient sous le contrôle opérationnel du groupe qu'en cas de crise.
Depuis cette dernière réforme, l'unité est composée d'un échelon central à Satory (un quartier de la ville de Versailles) et des 14 antennes dont sept sont implantées en France métropolitaine à Toulouse, Orange, Dijon, Nantes, Reims, Tours et Caen et sept outre-mer en Guadeloupe, en Martinique, en Guyane, à La Réunion, en Nouvelle-Calédonie, en Polynésie française et à Mayotte.
L'effectif total est d'environ 1 000 personnes dont 400 au GIGN « central » (Satory) en 2021.
Le GIGN est directement subordonné au directeur général de la Gendarmerie nationale qui, en cas de crise majeure, traite directement avec les autorités gouvernementales. Dans ses missions les plus courantes, le GIGN est en contact avec les commandants de groupement et les sections de recherche (SR) de la gendarmerie départementale et de la gendarmerie d'outre-mer.

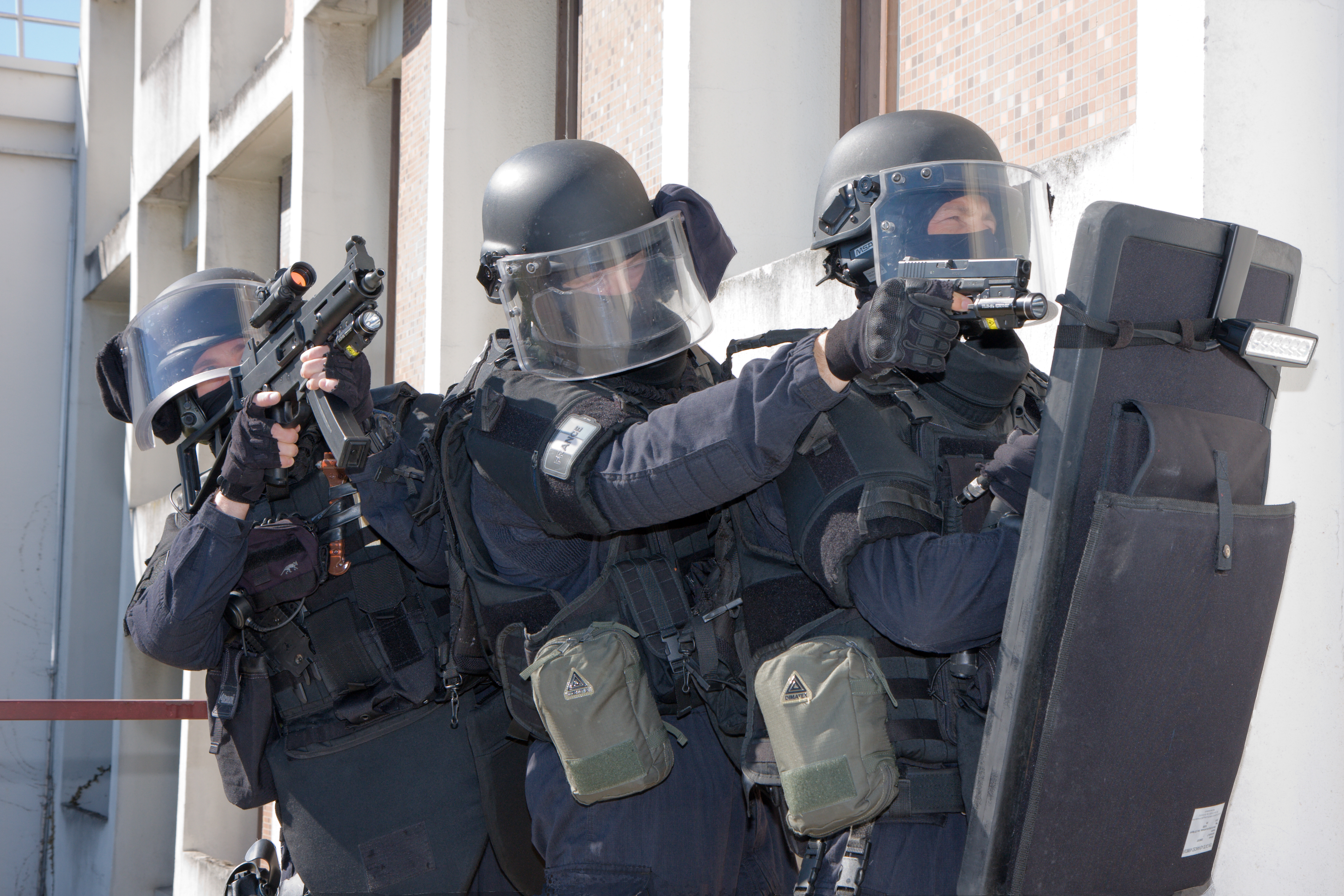
Membres d'une antenne du GIGN à l'entraînement.

Le groupe comporte deux états-majors, quatre forces et un détachement, un centre de formation, un bureau de ressources humaines et une division technique :
- l’état-major opérationnel (EMOPS) ;
- l’état-major de soutien finances ;
- le bureau ressources humaines ;
- la Force Intervention (FI).
- la Force Observation Recherche (FOR).
- la Force Sécurité et Protection (FSP).
- la Force Antennes
- la Division technique
- le Centre national de formation à l'intervention spécialisée, qui s'occupe aussi bien des formations internes au sein de la gendarmerie qu'externes au bénéfice des forces d'autres pays.
- le détachement gendarmerie du groupe de sécurité de la présidence de la République qui est la composante Gendarmerie du Groupe de sécurité de la présidence de la République[37].

Le GIGN, qui a fêté ses quarante ans en 2014 avait alors mené 1 600 opérations, interpellé 1 500 personnes, libéré 625 otages et maîtrisé 260 forcenés ; onze de ses membres sont morts en mission ou en entraînement. En 2015, il a été engagé simultanément avec le RAID de la Police nationale pour résoudre avec succès la double prise d'otages du 9 janvier qui a fait suite aux attentats de janvier 2015 en France.

### Unités de gendarmerie présentant un caractère d'emploi spécialisé

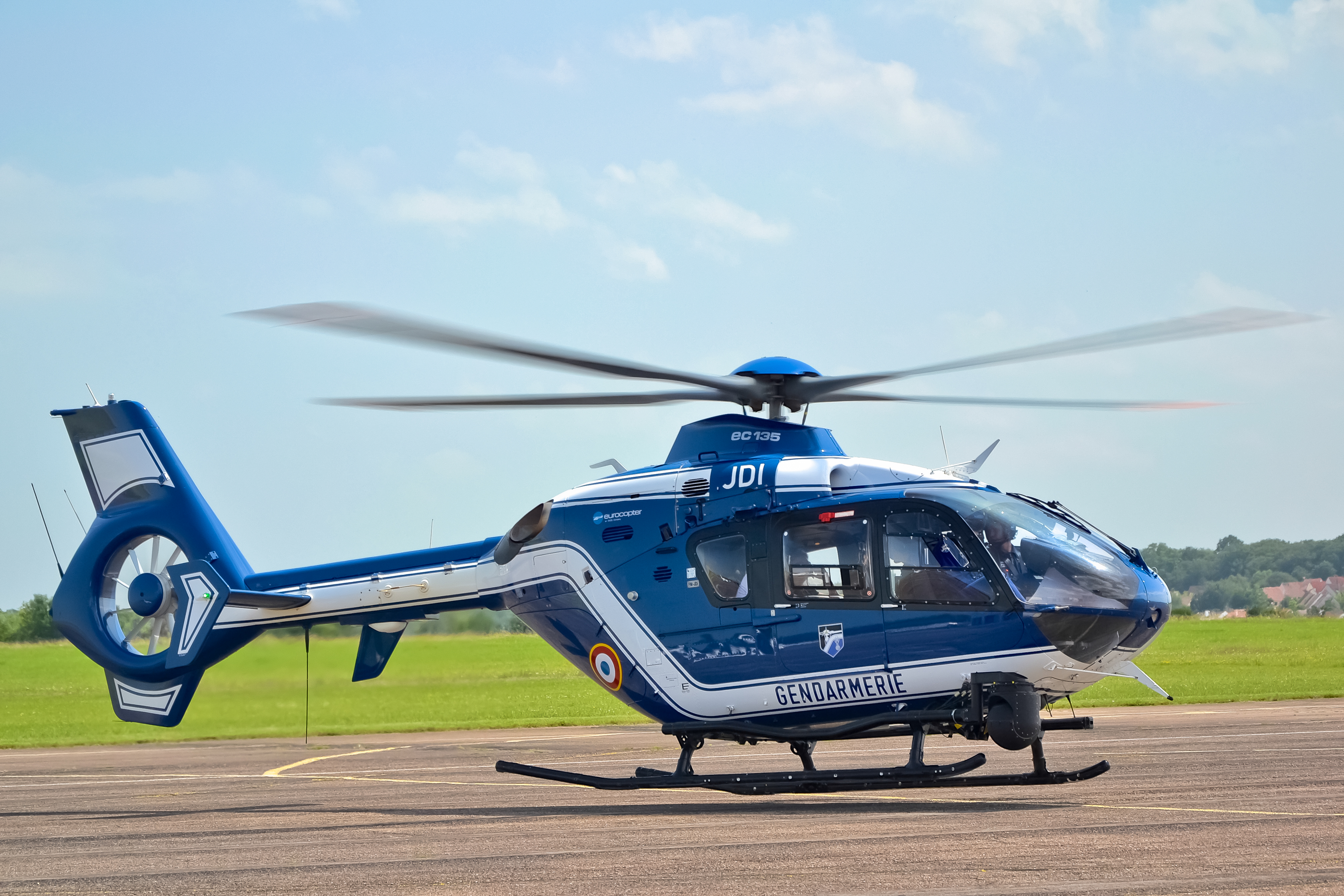
Hélicoptère Eurocopter EC135 utilisé par les sections aériennes de la Gendarmerie.

Au sein des différentes formations décrites ci-dessus, certaines unités ont un caractère d'emploi spécialisé :
- le groupe d'investigation cynophile (GIC - Maîtres-chien) ;
- le peloton de surveillance et d'intervention de la Gendarmerie (PSIG) ;
- les forces aériennes de la Gendarmerie (SAG et DAG - pilotes et mécaniciens d'hélicoptères) ;
- les pelotons de gendarmerie de haute montagne et pelotons de gendarmerie de montagne (PGHM et PGM) ;
- les brigades nautiques et brigades fluviales[39] (enquêteurs subaquatiques - plongeurs autonomes - pilotes d'embarcations) ;
- le groupe spéléo (composé de spéléologues) ;
- les systèmes d'information et de télécommunications ;
- les brigades et sections de recherches (BR et SR) Police judiciaire ;
- les brigades de prévention de la délinquance juvénile (BPDJ) ;
- le centre de documentation et de pédagogie (CDP) ;
- les pelotons spécialisés de protection de la Gendarmerie (PSPG), soit 20 unités créées entre 2009 et 2012 pour la protection des centrales nucléaires en remplacement des anciens pelotons de surveillance et d'intervention de la Gendarmerie « nucléaires » ;
- le peloton de surveillance et d'intervention à cheval (PSIC) à Népoui (Nouvelle-Calédonie) ;
- les brigades de gendarmerie des transports aériens (BGTA), créées le 31 mars 1953, concourent en particulier à l'exécution des lois, décrets et règlements relatifs à la sûreté et à la protection des aéronefs civils ainsi qu'à la police de la navigation aérienne ; leur activité s'exerce principalement en zone réservée des plates-formes aéroportuaires où elles veillent à ce qu'aucune atteinte ne soit portée aux domaines de l'aviation civile.

#### Pôle judiciaire de la Gendarmerie nationale
Le pôle judiciaire de la Gendarmerie nationale (PJGN) est un pôle d'expertise voué à la criminalistique et à l'intelligence judiciaire dont la compétence s'étend à l'ensemble du territoire français. Créé le 1er janvier 2011, il est composé d'environ 600 personnes et doté d'une capacité de projection sur le terrain lors de faits les plus graves. Le PJGN est sollicité par les unités de gendarmerie (brigades territoriales, brigades de recherches et sections de recherches notamment) pour la résolution des affaires judiciaires complexes ou demandant de longues investigations.
Implanté à Pontoise (Val-d'Oise). Le PJGN est composé de :
- l'institut de recherche criminelle de la Gendarmerie nationale (IRCGN) ;
- le service central de renseignement criminel (SCRC), anciennement service technique de recherches judiciaires et documentation (STRJD) ;
- l’observatoire central des systèmes de transports intelligents (OCSTI) ;
- le centre de lutte contre les criminalités numériques (C3N)[41].

#### Service de traitement de l'information de la Gendarmerie
Le STIG, service de traitement de l'information de la gendarmerie, assure la disponibilité des systèmes d'information des forces de sécurités intérieures.

### Corps de soutien technique et administratif de la Gendarmerie nationale (CSTAGN)
Le corps de soutien technique et administratif de la Gendarmerie nationale, dénommé avant 2000 « Emplois administratifs et de soutien de la Gendarmerie » (EASG), est un corps militaire destiné à effectuer les tâches administratives et techniques au sein de l'institution. Les domaines sont variés, et vont de l'administration et la gestion du personnel (AGP) à l'armurerie, la gestion logistique et financière, la mécanique, les affaires immobilières et la restauration collective notamment.
Les CSTAGN n'ont pas vocation à intervenir sur le terrain pour les missions de police judiciaire ou administrative. Toutefois, depuis peu[Quand ?], en raison de leur remplacement dans les états-majors par du personnel civil, moins coûteux, ils sont redéployés dans des unités opérationnelles pour y apporter leur soutien dans les domaines des ressources humaines et de la logistique financière. Pour autant, les militaires du CSTAGN, déployés dans des unités opérationnelles de la gendarmerie (compagnie, EDSR…), peuvent être amenés à réaliser différentes liaisons administratives, notamment en tant que conducteur de leurs officiers. Dans ce cas, à l'instar de leurs camarades gendarmes, ils sont armés et portent le gilet pare-balles conformément aux directives en matière de protection individuelle. En tant que militaires, ils participent avec leurs camarades aux opérations extérieures (OPEX) dans lesquelles la Gendarmerie est engagée.
Ce corps est composé d'officiers et de sous-officiers. Les officiers suivent une formation de deux ans à l'EOGN, tandis que les sous-officiers sont issus du centre national de formation du corps de soutien technique et administratif de la Gendarmerie nationale à Rochefort.
Dotés des mêmes tenues que les autres gendarmes, la distinction avec les autres subdivisions d'armes se fait à partir des épaulettes ou des pattes de collet des vareuses sur lesquelles les deux chevrons placés au-dessus de la grenade (argent) sont absents. Avant 2008, les CSTAGN portaient des galons, des pattes de collet et des fourreaux d'épaule en drap gris, ainsi qu'un « galon d'élite », un turban et un fond gris sur le képi, ce qui leur valait le surnom de « petits gris » dans l'institution.
Les militaires du corps de soutien technique et administratif sont répartis sur sept filières :
1. Administration et gestion du personnel (AGP) ;
2. Gestion logistique et financière (GLF) ;
3. Armurerie (ARM) ;
4. Affaires immobilières (AI) ;
5. Auto-engins blindés (AEB) ;
6. Restauration collective (RC) ;
7. Imprimeurs de labeur (IL).

### Gendarmes adjoints volontaires
Les gendarmes adjoints volontaires ou GAV sont des militaires qui secondent les sous-officiers dans les missions de la Gendarmerie nationale. Ils sont titulaires d'un contrat de volontaire dans les armées-G d'une durée maximale de six ans. Cela leur permet d'acquérir une première expérience professionnelle dans la perspective d'une future carrière, en Gendarmerie, dans une autre force armée ou dans le civil.
La Gendarmerie compte environ 14 000 gendarmes adjoints volontaires.
Cette catégorie de personnel a été créée en 1998 pour remplacer les gendarmes auxiliaires (GA) issus du service national obligatoire à la suite de la suspension de ce dernier en mai 1996.
Il existe quatre catégories de GAV :
Les GAV Agents de police judiciaire adjoints (GAV APJA) qui ont pour mission de seconder les sous-officiers de gendarmerie dans la plupart de leurs missions (prévention de la délinquance, surveillance et intervention, assistance et secours, enquêtes). Contrairement aux anciens gendarmes auxiliaires, ils bénéficient du statut d'agent de police judiciaire adjoint qui leur donne le pouvoir de constater les infractions à la loi pénale, de recueillir tous les renseignements en vue de découvrir les auteurs de ces infractions et de constater par procès-verbal les contraventions au code de la route.
La plupart des GAV APJA sont affectés en brigade territoriale, en peloton de surveillance et d'intervention de Gendarmerie (PSIG) ou en peloton d'autoroute. Un nombre plus limité est affecté dans la gendarmerie de l'air et de l'espace, la gendarmerie maritime, la garde républicaine, la gendarmerie de l'armement, la gendarmerie des transports aériens ou la gendarmerie mobile.
Les GAV Emploi particulier (GAV EP) qui servent dans un domaine de compétence spécifique répondant à un besoin de la Gendarmerie et pour lequel ils - ou elles - justifient d'un diplôme ou d'une expérience professionnelle. Leur fonction est le soutien opérationnel des unités et ils peuvent servir dans un poste de secrétaire, de mécanicien automobile, de cuisinier, d'horticulteur, de plombier ou de moniteur de sport. Contrairement aux APJA, ils - ou elles - n'exercent pas de missions de police et ne prêtent donc pas serment.
GAV APJA et GAV EP sont Militaires du Rang ou Maréchaux des Logis issus du rang.
Les GAV aspirants de gendarmerie issu du volontariat (GAV AGIV) qui occupent généralement des emplois en état-major dans différents types d'unités (direction générale de la Gendarmerie nationale, organismes centraux, groupements et formations spécialisées) ou en tant qu'instructeurs pour les futurs GAV ou AGIV. Les AGIV sont agents de police judiciaire adjoints et prêtent donc également serment afin d'être affectés en unité.
Les GAV ou AGIV sportifs de haut niveau qui sont des candidats inscrits sur la liste ministérielle des sportifs de Haut Niveau (SHN) et qui sont admis après validation par le Centre National des Sports de la Défense (CNSD) puis par la Gendarmerie.

### Organismes d'administration et de soutien
Les organismes d'administration et de soutien sont placés sous l'autorité du directeur général de la Gendarmerie nationale ou bien sous celle des régions de gendarmerie départementale ou mobile.
Un organisme central est directement subordonné au directeur général de la Gendarmerie nationale : le commandement du soutien opérationnel de la gendarmerie nationale (COMSOPGN) du Blanc (Indre), qui résulte de la fusion en décembre 2015 de l'établissement central de l'administration et du soutien de la Gendarmerie nationale (ECASGN) au Blanc, chargé du soutien administratif et financier centralisé des formations de la Gendarmerie et du centre technique de la Gendarmerie nationale, chargé du soutien opérationnel et technique des formations de la Gendarmerie.

### Organismes de formation du personnel
Les organismes de formation du personnel sont placés sous l'autorité du commandement des écoles de la Gendarmerie nationale (CEGN) créé par décret du 18 juillet 1959. Situé à Rochefort, il organise et contrôle l'instruction (initiale, continue et spécifique) de l'ensemble du personnel. La Gendarmerie dispose de sept écoles de formation :
- l’Académie militaire de la Gendarmerie nationale (AMGN) de Melun  ;
- cinq principales écoles de gendarmerie qui forment les sous-officiers et les gendarmes adjoints volontaires de gendarmerie :
  - l'école de gendarmerie de Châteaulin,
  - l'école de gendarmerie de Chaumont,
  - l'école de gendarmerie de Montluçon,
  - l'école de gendarmerie de Tulle,
  - l'école de gendarmerie de Dijon,
  - l'école de gendarmerie de Fontainebleau qui accueille en outre les deux centres techniques hautement spécialisés suivants :
    - le centre national de formation à la police judiciaire (CNFPJ) ;
    - le centre national de formation à la sécurité routière (CNFSR) ;

  - l’école de gendarmerie de Rochefort qui accueille les trois centres de formation suivants :
    - le centre national de formation du corps de soutien technique et administratif de la Gendarmerie nationale (CNF-CSTAGN) ;
    - le centre national de formation au commandement (CNFC) ;
    - le centre national de formation aux langues et à l'international de la Gendarmerie (CNFLIG).

À la suite d'une décision du ministère de l'Intérieur, quatre écoles de gendarmerie (Libourne, Châtellerault, Le Mans et Montargis) ont fermé le 1er septembre 2009.
À l'issue de ces formations, douze centres techniques hautement spécialisés les complètent :
- le centre d'enseignement supérieur de la Gendarmerie (CESG) à Maisons-Alfort ;
- le centre national de formation au commandement (CNFC) à Rochefort ;
- le centre national de formation aux langues et à l'international de la Gendarmerie (CNFLIG) à Rochefort ;
- le centre d'instruction au français de Rochefort (CIFR) à Rochefort ;

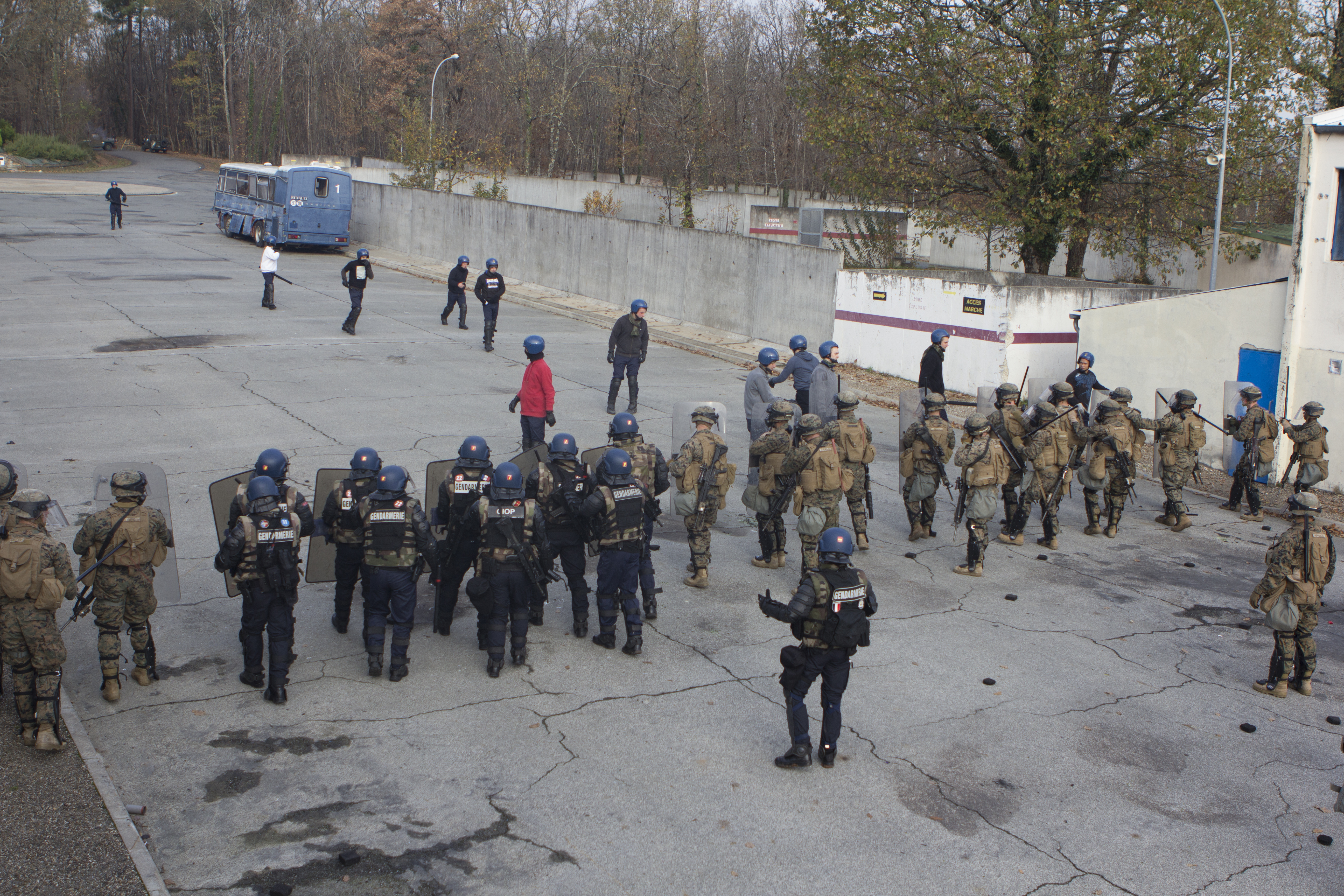
Gendarmes mobiles et Marines américains lors d'un exercice à Saint-Astier en décembre 2014.

- le Centre national d'entraînement des forces de gendarmerie (CNEFG) à Saint-Astier ;
- le centre national d'instruction nautique de la gendarmerie (CNING) à Antibes ;
- le Centre national d'instruction cynophile de la gendarmerie (CNICG) à Gramat ;
- le centre national d’instruction de ski et d’alpinisme de la Gendarmerie (CNISAG) à Chamonix ;
- le centre national de formation des systèmes d'information et de communication de la gendarmerie (CNFSICG) à Rosny-sous-Bois ;
- le centre d'instruction élémentaire de Conduite (CIEC) à Châteaulin ;
- le centre national de formation au renseignement opérationnel (CNFRO) à Rosny-sous-Bois dans le Fort de Rosny[45].

La Gendarmerie dispose également des centres d'entraînement de Mondésir (Essonne) et de Frileuse à Beynes (Yvelines).
La Gendarmerie bénéficie également des centres d'entraînements des autres forces armées en particulier de l'armée de Terre dont elle est issue à l'origine...

## Grades, statut et obligations des gendarmes

### Grades
La Gendarmerie étant une force armée, ses grades s'insèrent dans la hiérarchie militaire définie à l'article L4131-1 du code de la Défense.
La dignité dans l'État de maréchal de France a été remise une seule fois à un militaire de la Gendarmerie, en l'occurrence au maréchal Bon-Adrien Jeannot de Moncey, inspecteur général de la Gendarmerie nationale de 1801 à 1804, puis de la Gendarmerie impériale de 1804 à 1814.

### Féminisation
La féminisation de la gendarmerie commence avec la loi du 13 juillet 1972. Les postes occupés, sur la base du volontariat, restent encore cantonnés au secteur administratif. Les femmes sont admises à devenir sous-officières en 1983 puis officières en 1987. Isabelle Guion de Méritens devient à cette date la première femme officière au sein de la gendarmerie puis, en 2013, la première générale de brigade, et enfin en 2020 la première générale de corps d'armée, toujours au sein de la gendarmerie (la première femme générale au sein des armées françaises est la médecin générale inspectrice Valérie André en 1976).

### Carrière et solde
Une fois le concours d'admission obtenu, une formation de plusieurs mois est dispensée au sein d’une école de gendarmerie.
A noter, que les militaires de toutes les forces armées peuvent changer d'armée et donc, intégrer la gendarmerie par la voie de changement de force armée sur simple demande et sous réserve d'agrément de la force armée prenante.
Les militaires de la gendarmerie peuvent également aller dans toutes les forces armées sous réserve d'agrément de la force armée prenante.
A noter qu'une passerelle existe avec la police nationale pour les gendarmes-policiers pendant les 4 premières années de service.
Cette disposition ouvre la voie vers une fusion nécessaire vers un statut unique de policier que l'UE demande à chaque pays membres. En effet, un gendarme coûte 1,8 fois plus cher qu'un policier. (Logement gratuit, avantages spécifiques liés à l'état de militaire, etc.).
Les concours sont ouverts à tous, cependant à certaines conditions : être de nationalité française, avoir le bulletin numéro 2 du casier judiciaire vierge et n'avoir jamais été condamné à un peine pénale (Délit ou crime), être bachelier (sauf GAV) et être âgé d’au moins 17 ans. Nomination à l'état de sous-officier 18 ans révolu pour pouvoir être assermenté.

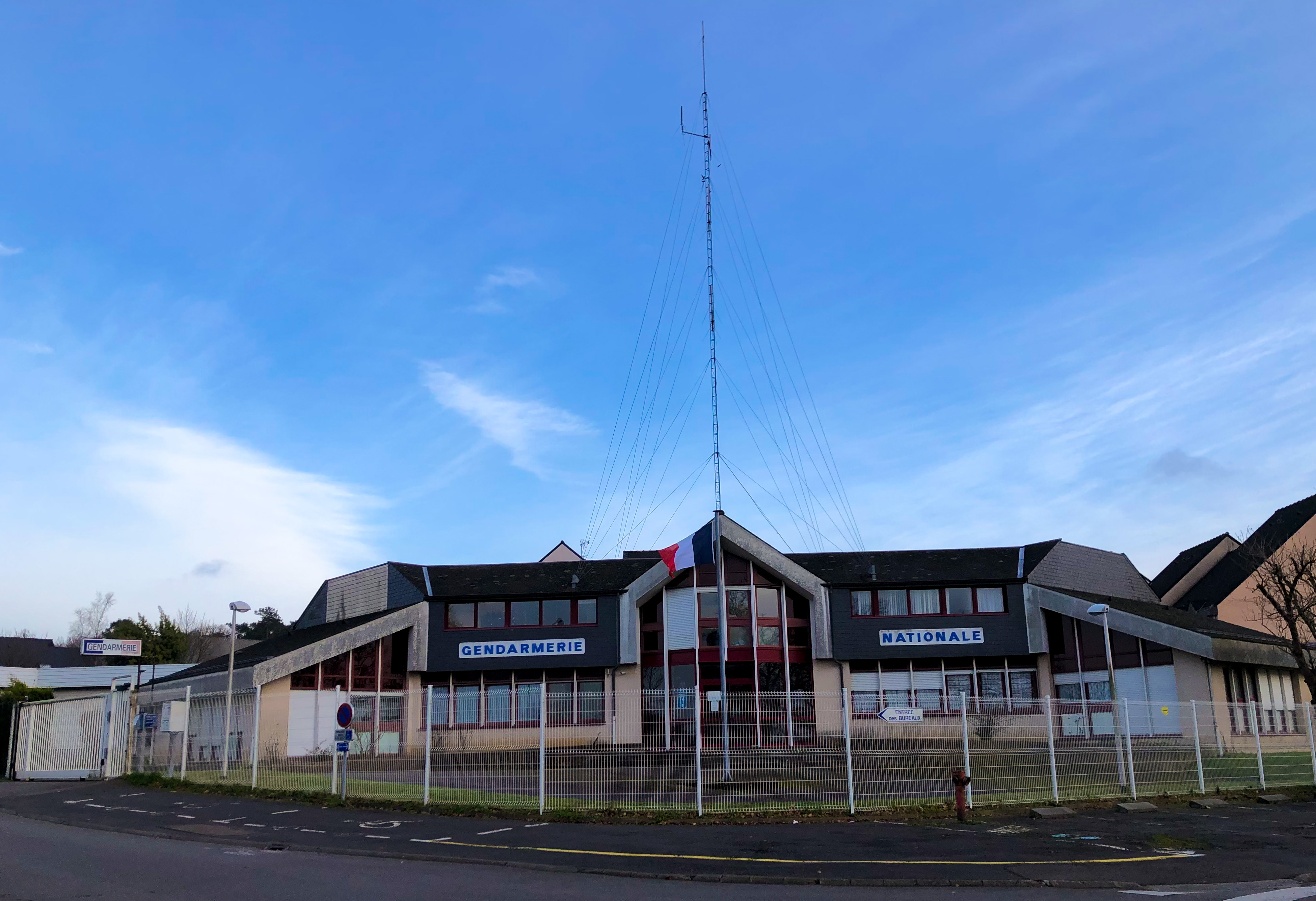
Caserne de Gendarmerie de Redon.

Spécialités dans la gendarmerie : gendarme spéléologues ; la gendarmerie de la sécurité des armements nucléaires, maître de chien, PGHM (peloton de gendarmerie haute montagne), enquêteur subaquatique, gendarme maritime, gendarme en unité nautique, gendarme de l’air et de l'espace, gendarme des transports aériens… Cependant, elles ne sont accessibles que sous certaines conditions.
La solde (le salaire) d'un militaire de la gendarmerie dès son passage à l'état de carrière (4 ans de service généralement) pour les corps des sous-officiers de gendarmerie commence à 2200€ net/mois avec le grade gendarme.[réf. nécessaire] S'ajoute la gratuité du logement concédé par nécessité absolue du service (NAS). Ce qui revient à un salaire d'environ 3000€/mois dès le premier grade et dès la première affectation. Le cout d'un militaire de la gendarmerie revient à environ 50 000€/an à l’État.
Pour un sous-officier en fin de carrière, suivant le grade détenu,la solde varie de 3000€ à 4500€ toujours avec la gratuité de logement[réf. nécessaire].
Pour un officier du corps des officiers de gendarmerie (OG), la solde commence à 3 000 € (grade de lieutenant) pour se terminer entre 4 200 € (capitaine) et 16 000 € (général de corps d'armée ou d'armée)[réf. nécessaire]. Les OG bénéficient également d'un logement NAS, sans compter certaines primes allouées qui sont conservées pour partie à la retraite. Seul corps militaire à bénéficier de cet avantage.
Lors des missions sur le territoire national (métropolitain ou outre mer), opération extérieure (OPEX) ou en ambassade les salaires peuvent être multipliés suivant les cas jusqu'à 3 fois la solde perçue lorsque le militaire reste dans sa caserne de rattachement (soit des soldes mensuelles de 6 000 à 35 000 € environ)[réf. nécessaire].
Depuis 2023, les grilles indiciaire du grade de gendarme, maréchal des logis chef et adjudant sont fusionnées. Ce qui fait que le grade détenu n'est plus qu'un galon visuel. Cela vient du fait de la suppression des grades en police nationale que les gendarmes ont demander à bénéficier. Puisque la police nationale dans le niveau équivalent de sous officier ne dispose que de trois grades: gardien de la paix, brigadier chef et major. Les gendarmes naviguant au gré du mieux disant suivant le ministère des armées ou de l'intérieur selon que cela leur est plus favorable...
Les militaires de la gendarmerie du corps de soutien ont une solde moins avantageuse (pas de prime spéciale police), qui se calque sur les militaires des autres forces armées, sans bénéfice d'un logement NAS. A noter qu'en retraite, les gendarmes (OG ou SOG) gardent le bénéfice de la prime spéciale police qui augmente d'environ 500€ à grade égal par rapport à un militaire non gendarme.
Le statut militaire permet également à tous les employés de bénéficier d'une carte de réduction à la SNCF de 75% en deuxième et première classe (officiers et sous-officiers).

### Code de déontologie
Mis en place au 1er janvier 2014, le code de déontologie est inséré au Titre IV du code de la sécurité intérieure. Les instances de la Gendarmerie nationale conçoivent la nécessité de définir les devoirs moraux des gendarmes. L'action du gendarme s'inscrit dans un cadre spécifique déontologique défini par la loi.

### Droits généraux du militaire
Les militaires de la gendarmerie, possèdent des droits et des libertés prévus par la Constitution de la Ve République. Elles sont établies par le Statut général des militaires inséré dans le Code de la Défense.
Le Statut général des militaires précise que « Les militaires jouissent de tous les droits et libertés reconnus aux citoyens. Toutefois, l’exercice de certains d’entre eux est soit interdit, soit restreint, dans les conditions fixées au présent livre. » (Article L.4121-1 du Code de la Défense).
Le droit d'expression et le devoir de réserve : l’article L.4121-2 affirme que « les opinions ou croyances, notamment philosophiques, religieuses ou politiques, sont libres. Elles ne peuvent cependant être exprimées qu’en dehors du service et avec la réserve exigée par l’état militaire. » Les militaires ne peuvent donc pas organiser ou participer à des manifestations de propagande philosophique, religieuse, politique et syndicale.
Selon l’article L.4121-4 du Code de la Défense, le droit de grève n’est pas reconnu aux militaires car il ne respecterait pas les règles de la discipline militaire. Il en est de même pour le principe de continuité dans la protection des citoyens.
Dans le cadre de ses missions, le militaire obtient le droit de permissions pour évènement familial. On lui accorde également des permissions d’éloignement pour des missions effectuées en dehors de la métropole. Par la suite, il peut bénéficier d’un droit de repos selon la durée de ses missions.
Les droits du militaire sont encadrés du fait de la spécificité de ses missions et des contraintes liées au service.

### Guide du gendarme et disponibilité

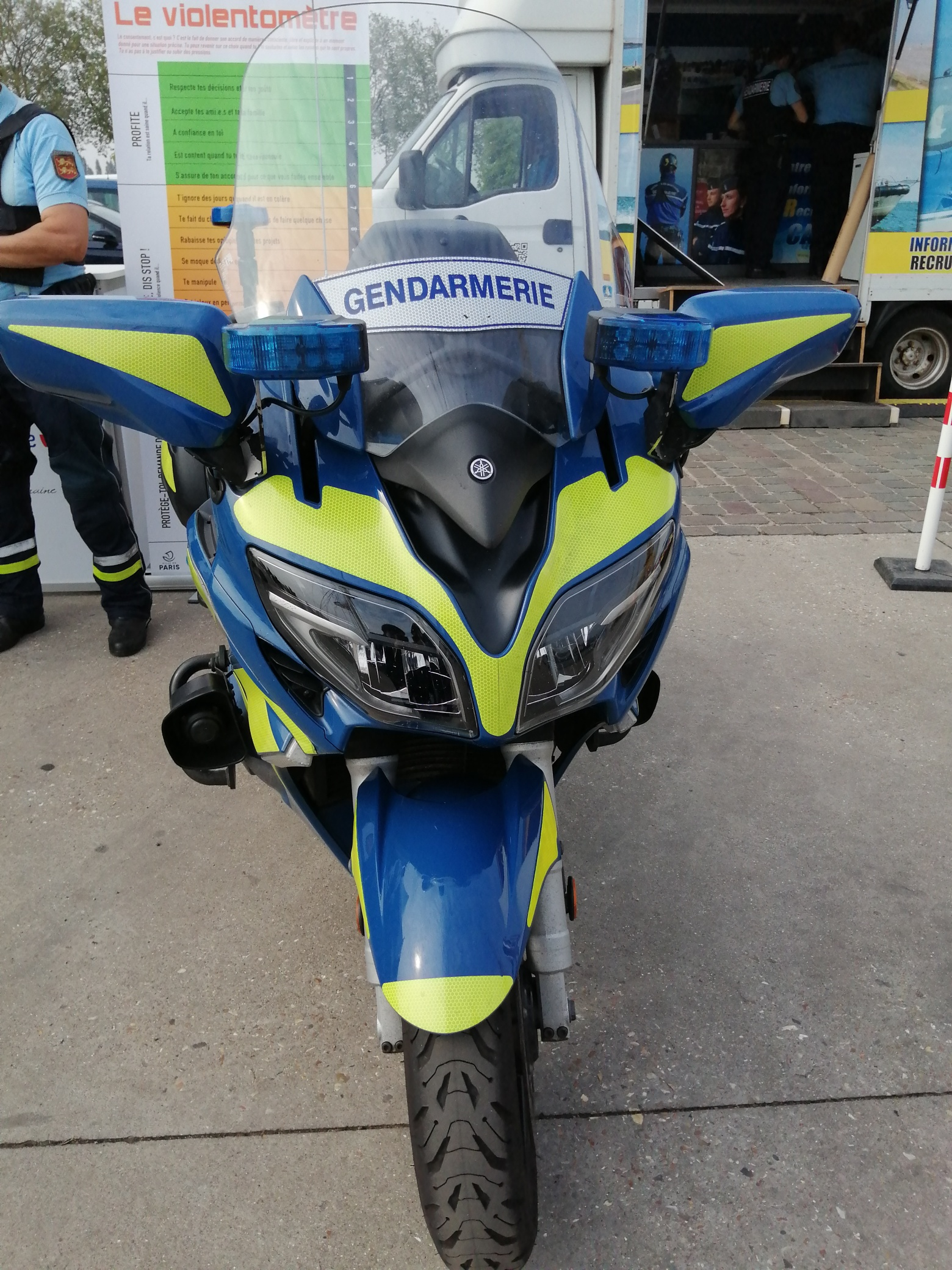
Moto de la gendarmerie nationale vue de face.

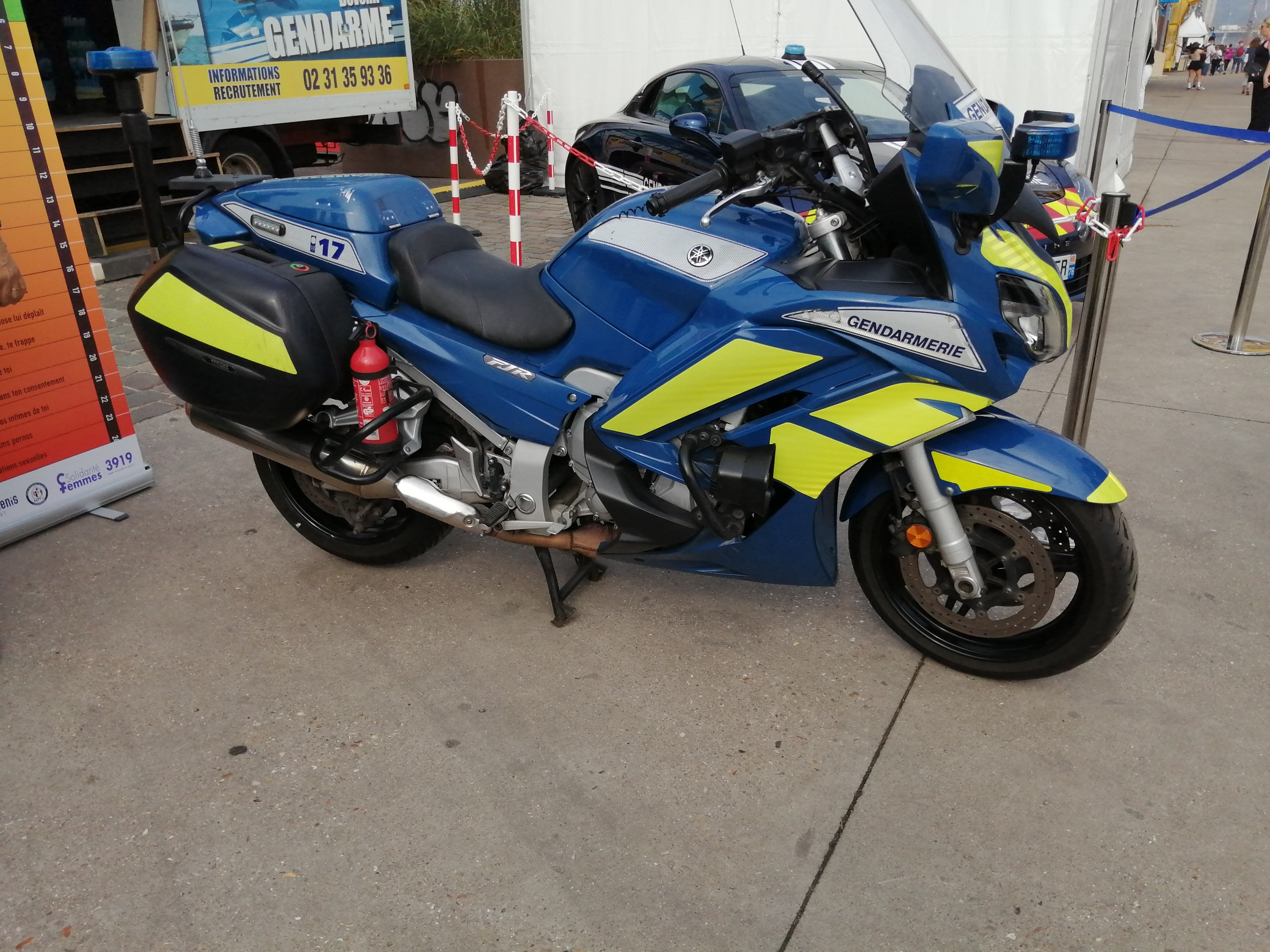
Moto de la gendarmerie nationale vue de côté.

La charte du gendarme traduit le socle commun de valeurs, qui s’impose à chaque gendarme.

### Récompenses et sanctions
Dans l'exercice de leurs fonctions, les gendarmes peuvent être sanctionnés pour des fautes commises dans leur travail mais peuvent aussi être récompensés pour leurs actes. Au sujet des récompenses, les décorations peuvent leur être attribuées pour reconnaître des actions d'éclat, des faits de guerre, des mérites ou pour récompenser des actes jugés méritoires et des services rendus. Elles peuvent également revenir aux gendarmes tués ou blessés en service. En outre, les militaires peuvent être récompensés par l’attribution d’un témoignage de satisfaction, délivré par le ministère de la défense par exemple.
En revanche, le gendarme peut être sanctionné pour faute ou manquement. Les punitions classifiées en plusieurs catégories, selon la gravité des faits, répondent aux impératifs de la vie courante militaire : ordre, discipline, cohésion. Elles se caractérisent par une sanction et contemporaine des fautes ou des manquements du militaire. Ces sanctions disciplinaires, classées en plusieurs groupes en fonction de leur gravité, sont inscrites dans le dossier individuel. Les sanctions les moins graves sont automatiquement effacées du dossier le 1er janvier de la cinquième année suivant la sanction.

## Effectifs
La Gendarmerie nationale emploie du personnel militaire et civil. Les premiers se divisent entre militaires d'active et de réserve et les seconds sont généralement fonctionnaire, mais peuvent aussi être recrutés en CDI ou CDD
Effectif approximatif au 29 août 2022 : 101 200 membres se répartissant ainsi :
- 6 450 officiers de gendarmerie (6,37 %) ;
- 74 050 sous-officiers de gendarmerie (73,17 %) ;
- 4 300 officiers et sous-officiers du corps de soutien technique et administratif de la Gendarmerie (4,25 %) ;
- 14 400 volontaires : Aspirants de Gendarmerie Issus du Volontariat (AGIV), Maréchaux des Logis et Gendarmes Adjoints Volontaires (GAV), (14,23 %) ;
- 2 000 civils (1,98%).

Au titre d'autres organismes et autres programmes du ministère des armées et des anciens combattants, en 2008, exerçaient 3 893 militaires :
- 294 officiers et 2 712 sous-officiers de gendarmerie ;
- 7 officiers et 319 sous-officiers des corps techniques et de soutien de la Gendarmerie ;
- 561 gendarmes adjoints volontaires.

### Réserve opérationnelle
La réserve opérationnelle de premier niveau comprend presque 31 000 hommes et femmes ; elle est composée d’anciens militaires, de citoyens désireux de servir leur pays (70 %), mais également de spécialistes qui exercent des fonctions liées à leurs compétences. Ainsi, chaque réserviste est issu de parcours professionnel différent.
La réserve opérationnelle gendarmerie est accessible :
- aux volontaires après avoir suivi une formation spécifique, la PMG, « préparation aux missions de la Gendarmerie » (anciennement appelée Préparation militaire Gendarmerie) ; ce diplôme est nécessaire pour prétendre à l'avancement dans le corps des sous-officiers de gendarmerie. Un accès plus rapide aux fonctions d'encadrement est possible en suivant une préparation militaire supérieure gendarmerie (PMSG) accessible aux candidats disposant d'un diplôme équivalent au minimum au baccalauréat ;
- aux anciens gendarmes de carrière ayant quitté le service actif, aux anciens militaires des autres armées et anciens gendarmes adjoints volontaires ou gendarmes auxiliaires.

Tous les militaires de la réserve opérationnelle gendarmerie ont la qualité d'agent de police judiciaire (uniquement les anciens de l'arme qui disposaient déjà de cette qualité : art. 20 du code de procédure pénale) ou d'agents de police judiciaire adjoints (l'habilitation d'APJA—art. 21 du code de procédure pénale—permet à son détenteur de rapporter les infractions à la loi sous l'autorité d'un officier de police judiciaire) et même pour certain, la qualité d'officier de police judiciaire.
L'encadrement des unités de réserve est assuré par des officiers et des sous-officiers d'actives ou de réserves.
Pendant toute la durée de leur engagement, les militaires de la réserve opérationnelle de la gendarmerie nationale doivent conserver une aptitude médicale et professionnelle suffisantes. En particulier, l'aptitude à porter l'arme de dotation est régulièrement contrôlée (comportement, qualité du tir) et adaptée à l'évolution des techniques employées par l'active.
Les militaires de la réserve opérationnelle gendarmerie sont affectés au sein de compagnies de réserve territoriale (CRT) issues de la fusion des réserves de la gendarmerie départementale et de la gendarmerie mobile.
Cette mutation engagée en 2015 conduit à la création de 367 compagnies de réserve territoriale (dont 19 outre-mer). Ces CRT, d'un effectif nominal de 75 militaires, sont rattachées aux compagnies de gendarmerie départementale dans le but d'obtenir une plus grande réactivité et une plus grande efficacité dans la lutte contre la délinquance.

### Réserve citoyenne
La réserve citoyenne (formellement, la « réserve citoyenne de défense et de sécurité ») de la Gendarmerie nationale est accessible aux volontaires après une formation à l'Institut des hautes études de défense nationale (IHEDN).
En 2021, la réserve citoyenne de la Gendarmerie nationale est composée de 1 754 réservistes. Les grades dans la réserve citoyenne sont conférés à titre honorifique sans prérogatives de commandement. Les réservistes citoyens portent un insigne spécifique, mais pas d'uniforme.
Le réserviste citoyen est appelé par son grade (par exemple pour un lieutenant-colonel (RC) : « mon colonel »).
Les missions principales de ces volontaires sont des missions de représentation et de promotion de l'image de la Gendarmerie nationale. Ils contribuent à préserver le lien entre l'Armée et la Nation.
Les honneurs à la réserve citoyenne de la Gendarmerie nationale :
- les réservistes citoyens sont présentés, le 13 février 2013, au drapeau de la Gendarmerie à la Direction générale de la Gendarmerie nationale ;
- les officiers de la réserve citoyenne sont présentés, le 25 novembre 2011, au drapeau de l’École des officiers de la Gendarmerie nationale (EOGN).

## Équipement

### Armement

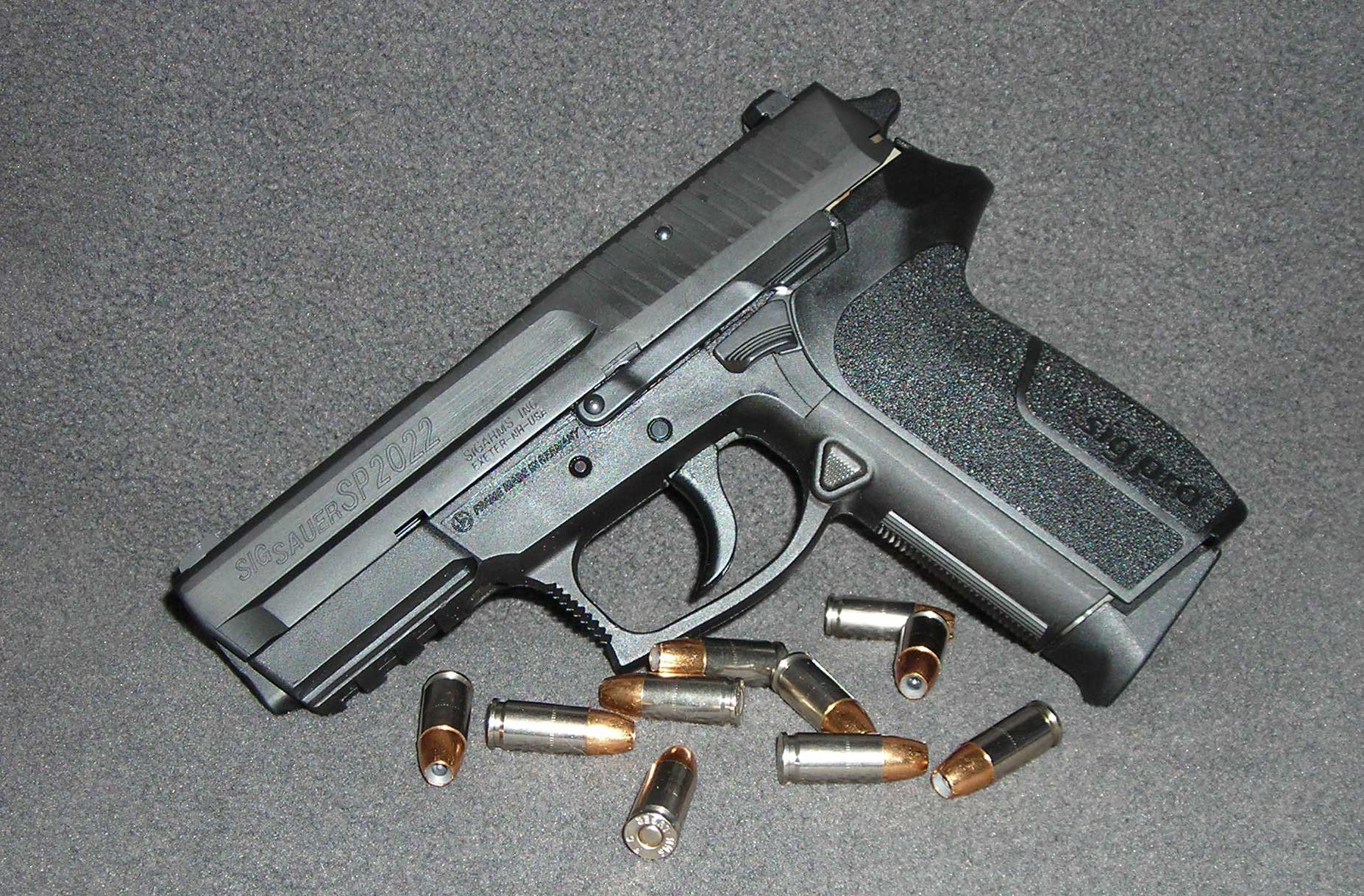
SIG-SAUER SP2022.

De nombreuses armes sont utilisées par les militaires de la Gendarmerie, les suivantes sont les plus courantes :
- le pistolet Sig-Sauer SP 2022 ;
- le pistolet MAS G1 (réservistes) ;
- le pistolet Glock 17 en version FR (militaires affectés en gendarmerie spécialisée, utilisant notamment l'armement des autres forces armées) ;
- le pistolet Glock 26 (brigades de recherches et sections de recherches principalement) ;
- Heckler & Koch USP COMPACT (Gendarmerie maritime) ;
- le fusil à pompe BPS / SGF (Browning Pump Shotgun/spécial Gendarmerie française) ;
- les pistolets mitrailleurs Heckler & Koch MP5 (gendarmerie mobile et Garde républicaine) et Heckler & Koch UMP9 (gendarmerie départementale) ;
- le fusil de précision TIKKA T3 ;
- le fusil d'assaut FAMAS ;
- la mitrailleuse AANF1 ;
- le HK G36 ;
- le HK 416 ;
- le CZ 805 Bren 2 (GIGN Groupe d'intervention de la Gendarmerie nationale).

Ces armements sont complétés par des armes non létales tels que les bâtons de défense télescopiques, lanceurs de balles de défense (LBD) Flash-Ball et LBD 40 et pistolets à impulsion électrique (Taser x26, Taser 7 et Taser 10), grenades (Grenade GLI-F4) et containers lacrymogènes, etc.
Par ailleurs, certaines unités spécialisées (notamment le Groupe d'intervention de la Gendarmerie nationale) sont équipés d'armements plus sophistiqués.

### Véhicules
En 2010, la gendarmerie s'équipe de 251 systèmes embarquées de lecture automatisée des plaques d'immatriculation, abrégés LAPI. Ce matériel est installé dans la rampe de gyrophare sur des véhicules de patrouille répartis sur le territoire national. Le but de ce matériel est de détecter les véhicules volés ou sous surveillance. Depuis 2010, aucun autre achat n'a été effectué, le matériel est démonté des véhicules réformés et remontés sur des véhicules neufs.
Depuis 2011, les délinquants et criminels peuvent voir leurs véhicules confisqués par la justice qui les confie à la Police ou la Gendarmerie. En 2014, la Gendarmerie utilise 273 voitures saisies.
Après une commande effectuée via l'UGAP fin 2012, de 2013 à 2015, la Gendarmerie réceptionne 960 véhicules Peugeot Partner II, en faisant le prochain véhicule de référence pour les brigades départementales. En outre, des Peugeot 208, Peugeot 308 II, Peugeot Expert II ainsi que des Ford Focus III SW et des Volkswagen Caddy III ont été commandés pour cette même période, certains de ces véhicules sont banalisés. Toujours pour la période 2013-2015, un minimum de 270 motos BMW R 1200 RT et Yamaha 900 TDM seront réceptionnés.

« Notre engagement, votre sécurité » est un ajout sérigraphique présent de manière ponctuelle sur les véhicules de la gendarmerie à partir de 2017.

En 2014, la Gendarmerie compte 30 155 véhicules. Malgré l'état du parc de véhicules de la Gendarmerie, un nombre de véhicules neufs a été prévu dans le budget annuel avec une commande de seulement 1 400 véhicules contre 6 800 demandés.
Jusqu'en 2014, les brigades territoriales de la Gendarmerie comptaient plusieurs catégories de véhicules, les plus courants étant les véhicules d'intervention. Dans le cadre d'une simplification de sa politique d'achat, la direction de la Gendarmerie décide durant l'été 2014 de n'équiper ces brigades que de véhicules de patrouilles (type Peugeot Partner II) avec un équipement de véhicule d’intervention, mettant fin à l'achat de véhicules plus capacitaires type Renault Trafic II ou Peugeot Expert II. Seules quelques brigades et les PSIG garderont des véhicules d'intervention spécifiques (Ford Focus III SW notamment). Une dernière commande de ce type de véhicule intervient toutefois après la décision, fin 2014.
Les véhicules sont majoritairement fournis par le constructeur Gruau (75 % de part de marché). Ils sont directement importés de l'usine, avant d'être démontés puis remontés avec les différents équipements propres aux forces de l'ordre. De là, ils sont ensuite répartis dans toute la France. Courant des années 2010, le ministère décide de mettre fin au bleu gendarmerie et choisit dans le catalogue des constructeurs automobiles comme le Bleu Navy, pour le Dacia Duster ou le Skoda Kodiaq. Le but étant de faire des économies en s'adaptant aux peintures disponibles chez les constructeurs.
En 2020, plusieurs achats sont effectués pour le compte de la Gendarmerie et de la police dans le cadre du renouvellement du parc. Le Ministère de l'intérieur annonce un investissement de 400 millions d'euros pour remplacer et « verdir » à terme près de 15 000 véhicules du parc de ministère, dont la Gendarmerie fait partie. Police nationale et Gendarmerie se partagent à partir de fin 2020 des livraisons de 1 000 Renault Zoe - pour les véhicules de liaisons, et 1 263 Peugeot 5008 pour les véhicules de patrouille et d'intervention. En parallèle de ces livraisons, 800 Renault Scénic IV sont livrés à partir de mi-2022.
Toujours en 2020, la Gendarmerie entame le remplacement de son parc de 67 Renault Mégane III RS des Équipes Rapides d’Intervention (ERI), acquises sur 2011-2012 en remplacement du parc de Subaru Impreza, avec une livraison de 17 Seat Cupra Léon, avant d'annoncer que le reste du parc Mégane sera remplacé par 32 ou 36 Alpine A110,.

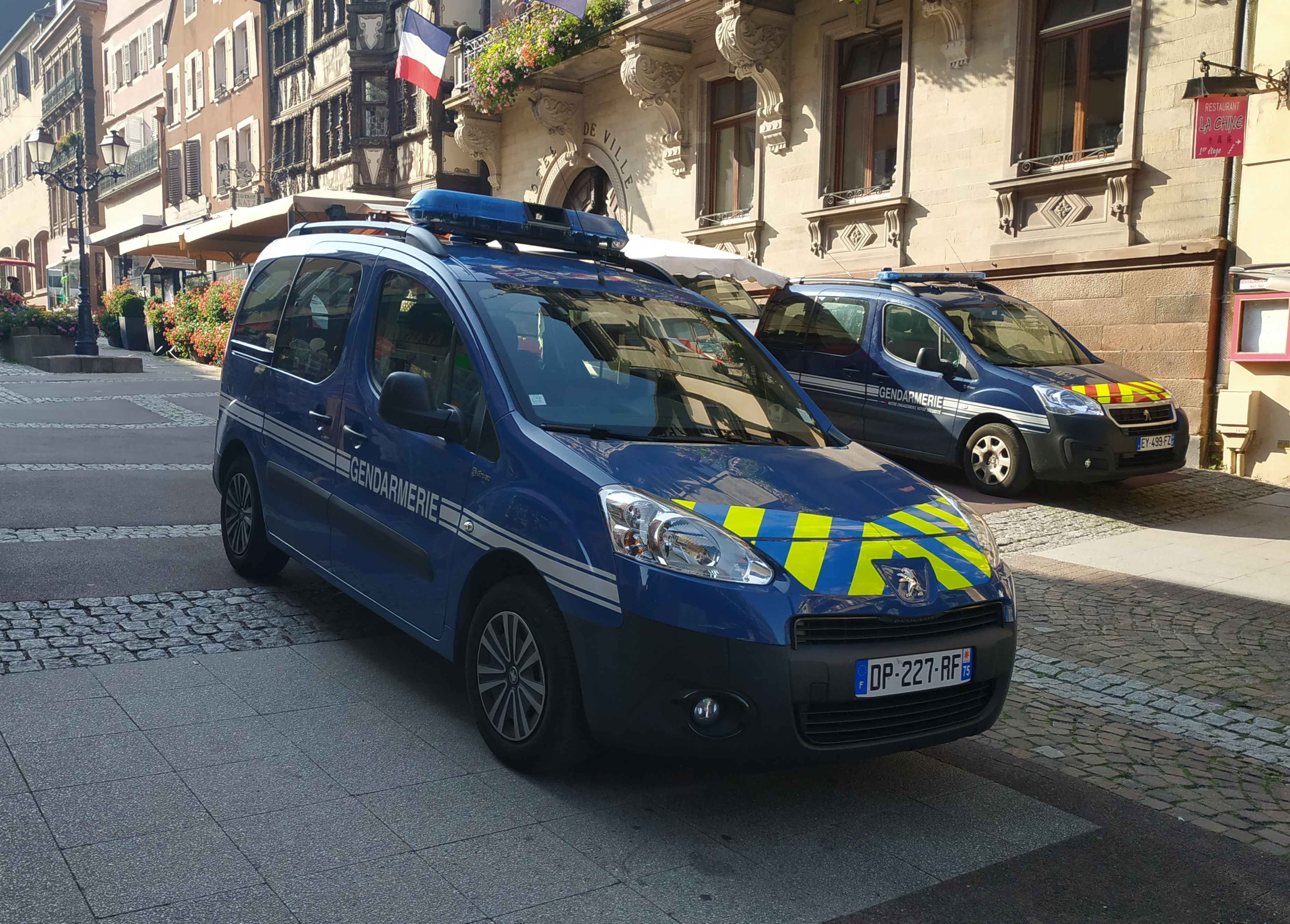
Peugeot Partner II avec deux couleurs et équipements différents.
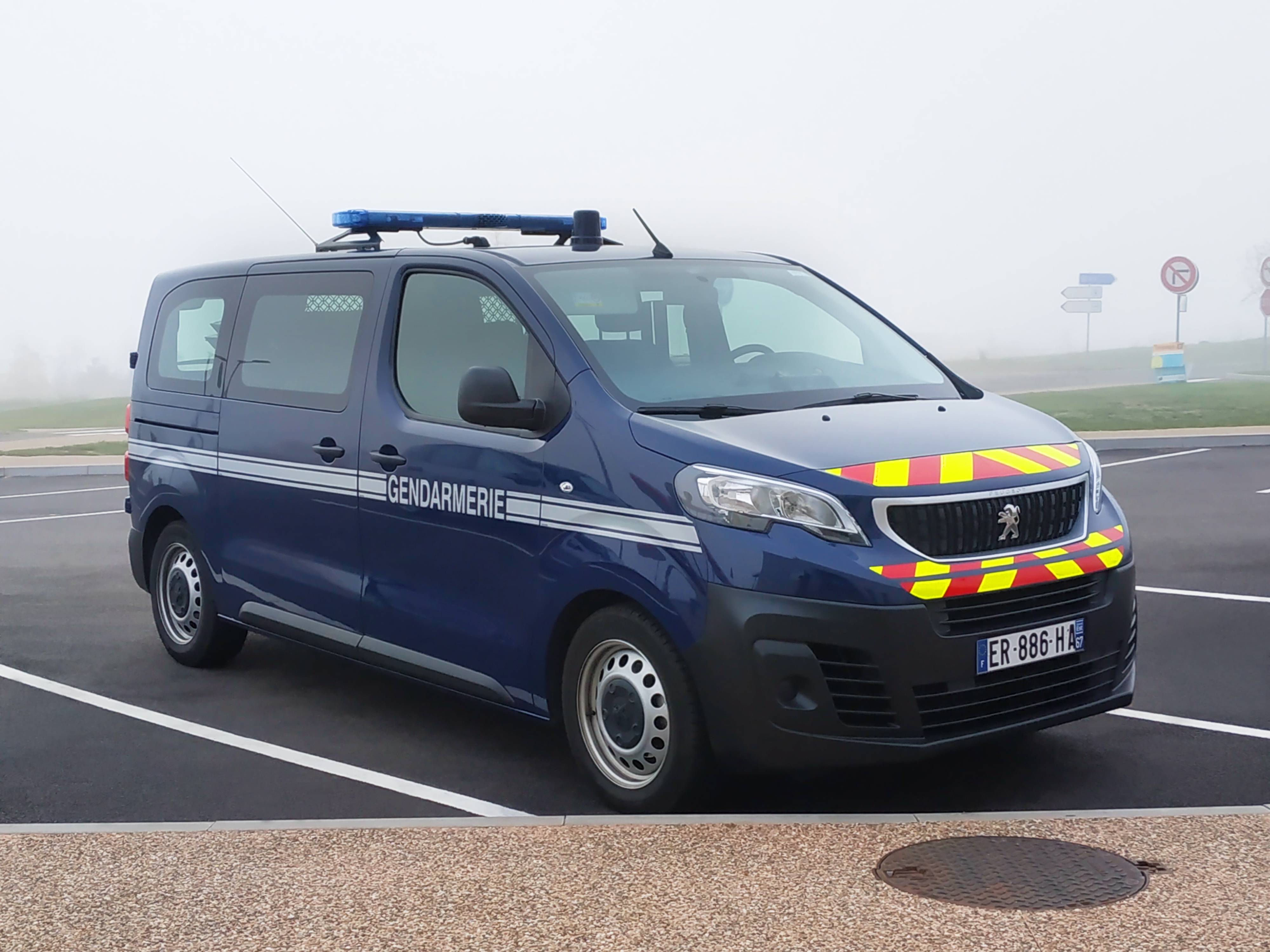
Peugeot Expert.
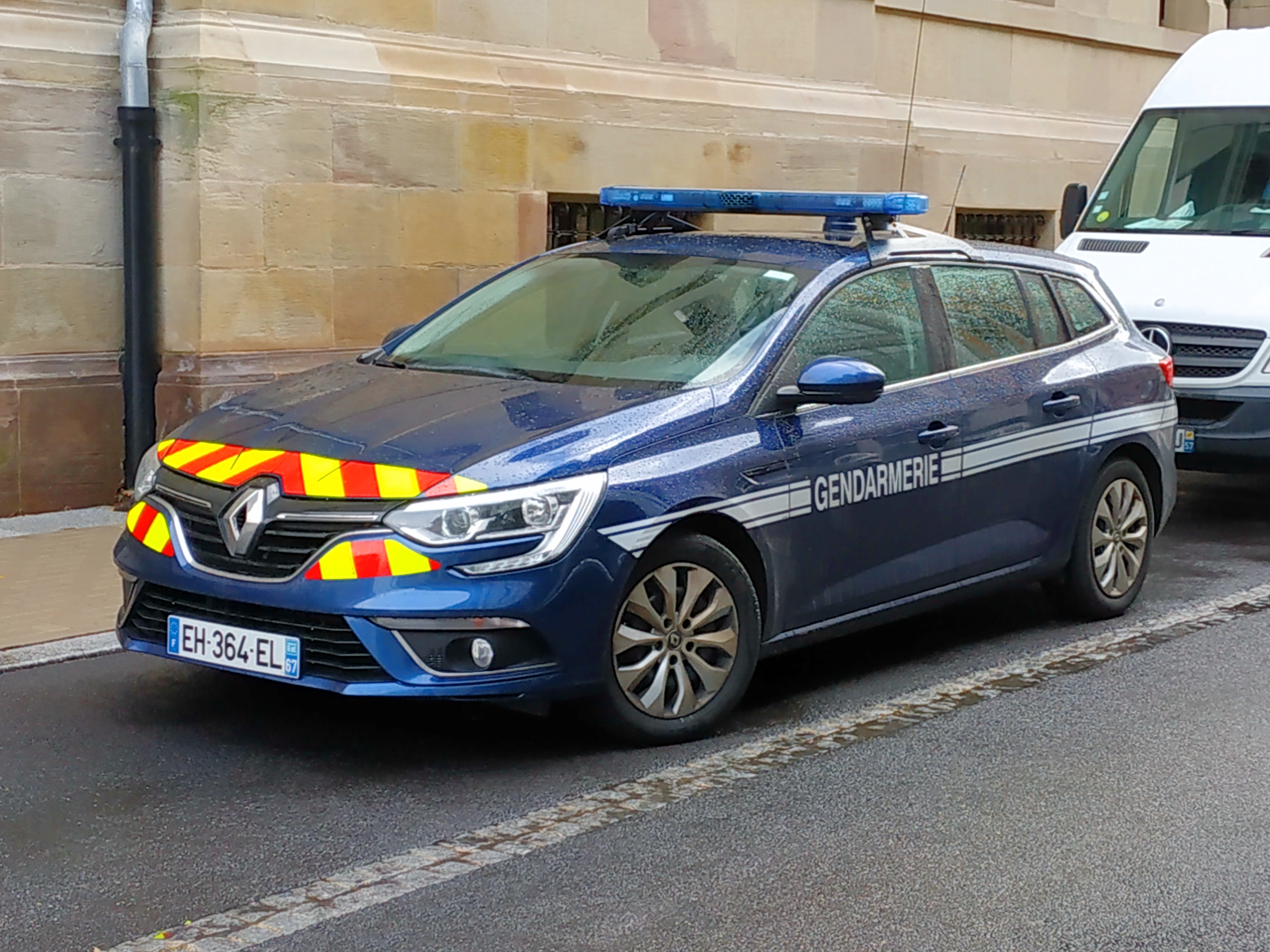
Renault Mégane IV Estate.
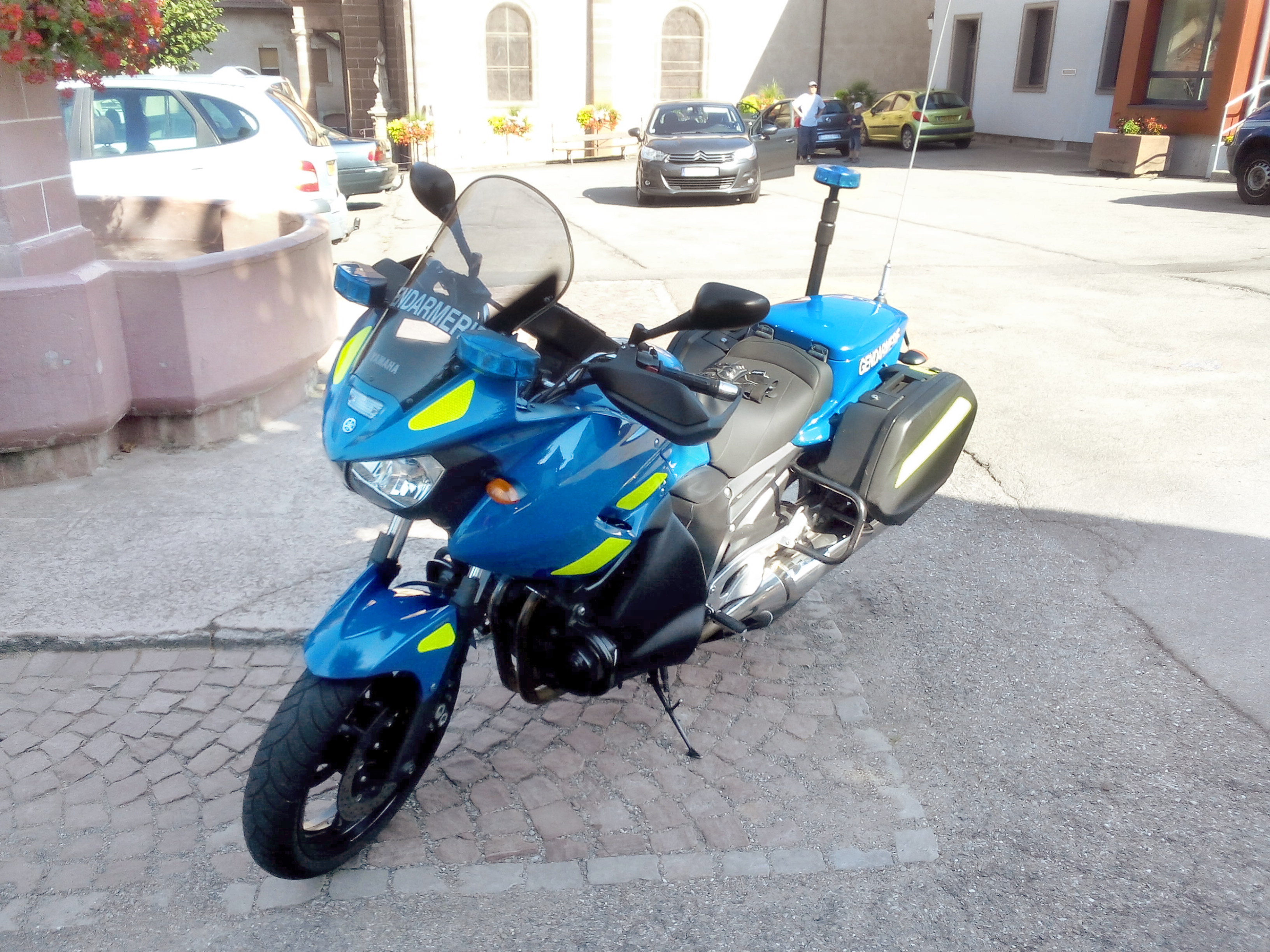
Yamaha TDM 900.
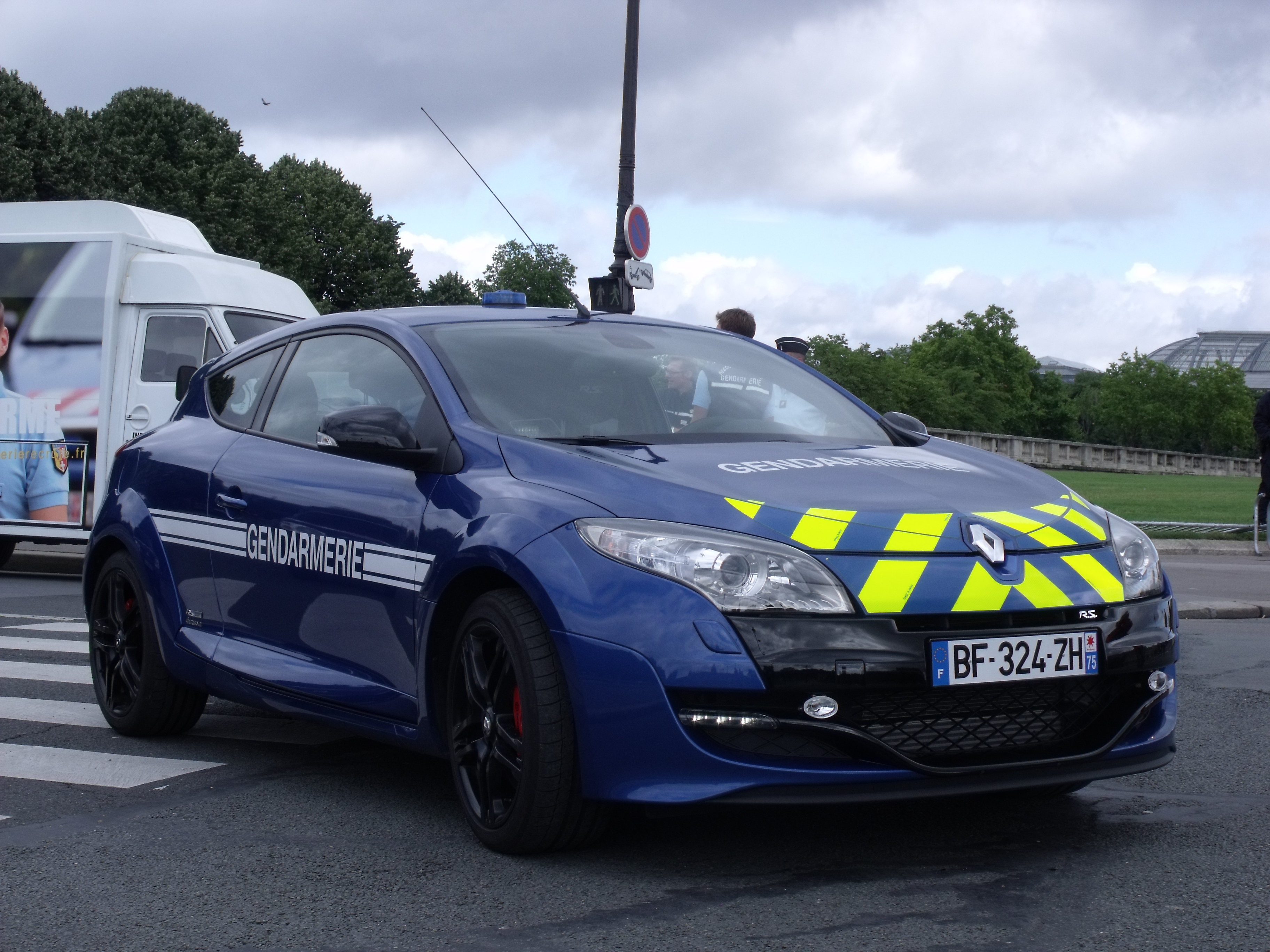
Renault Mégane III RS des brigades autoroutières.
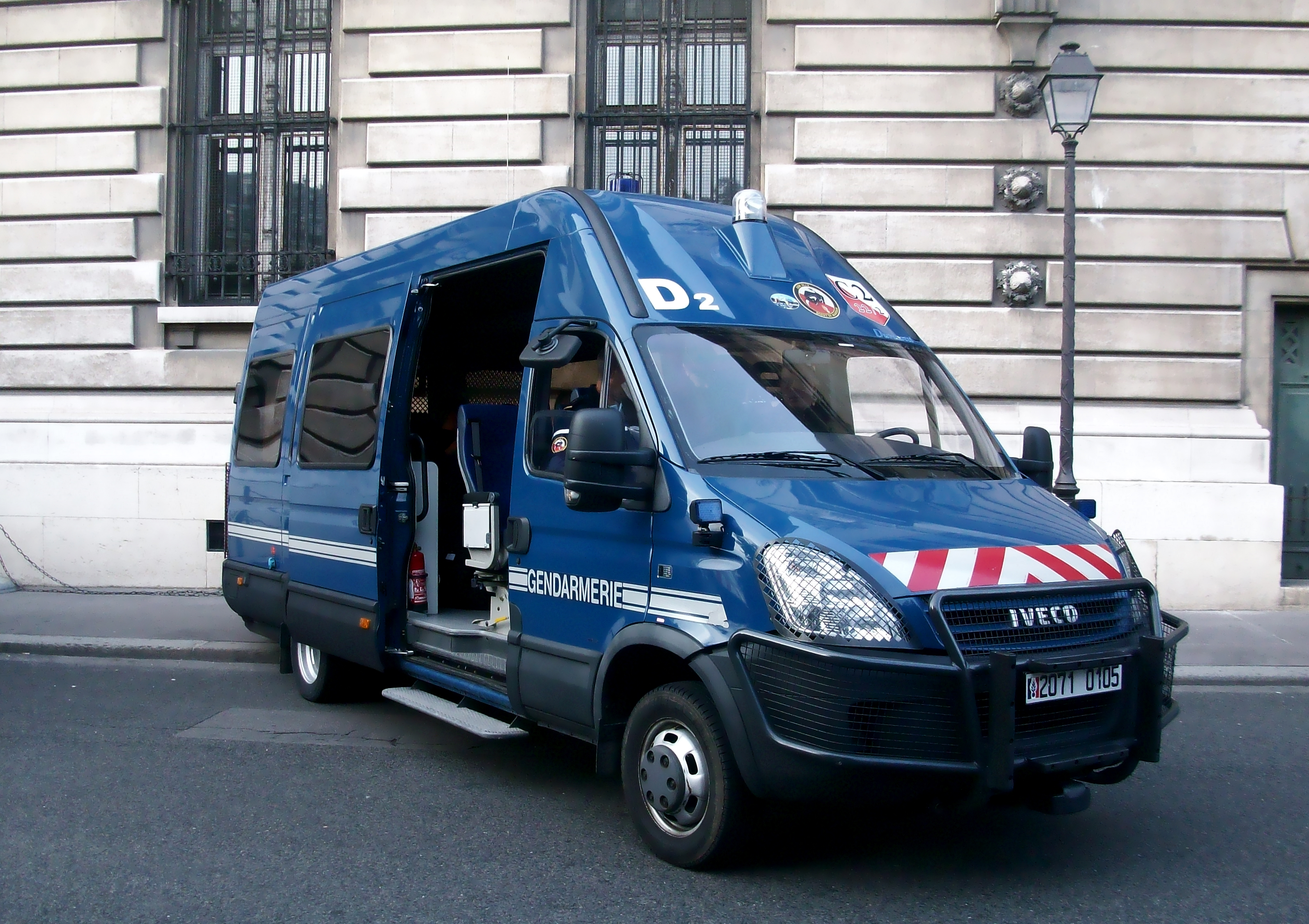
Iveco Daily II de la gendarmerie mobile.
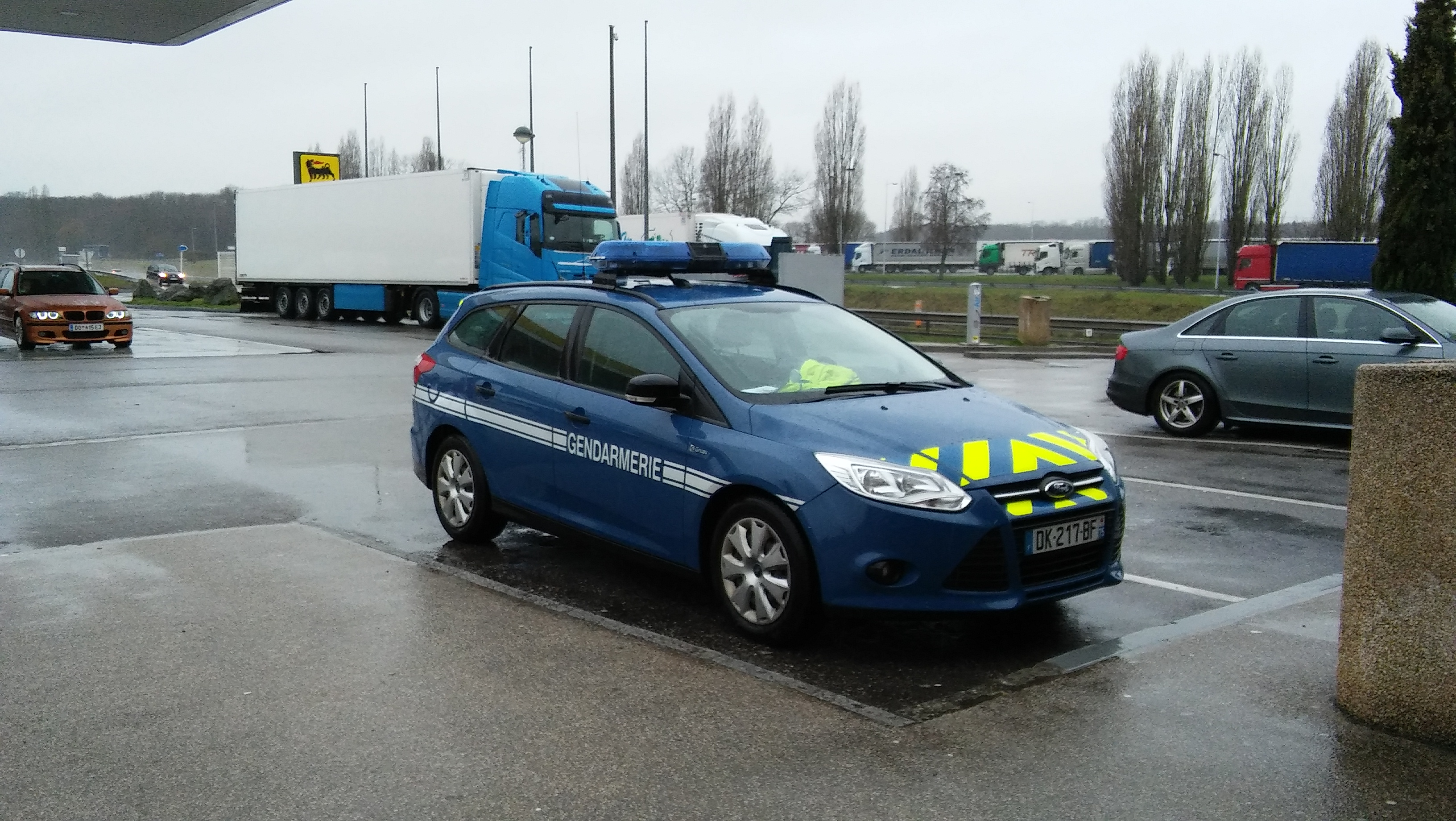
Ford Focus.
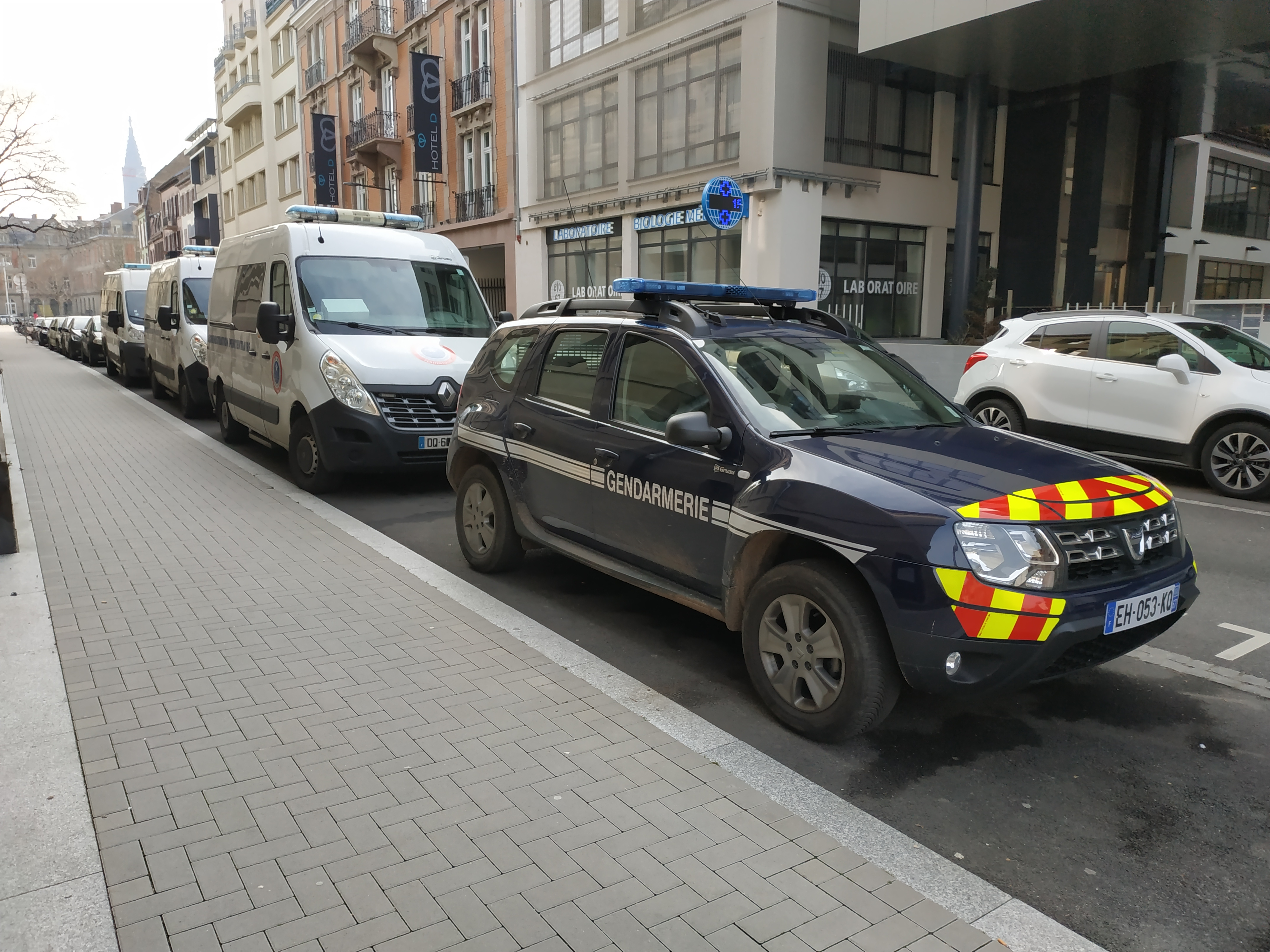
Dacia Duster.
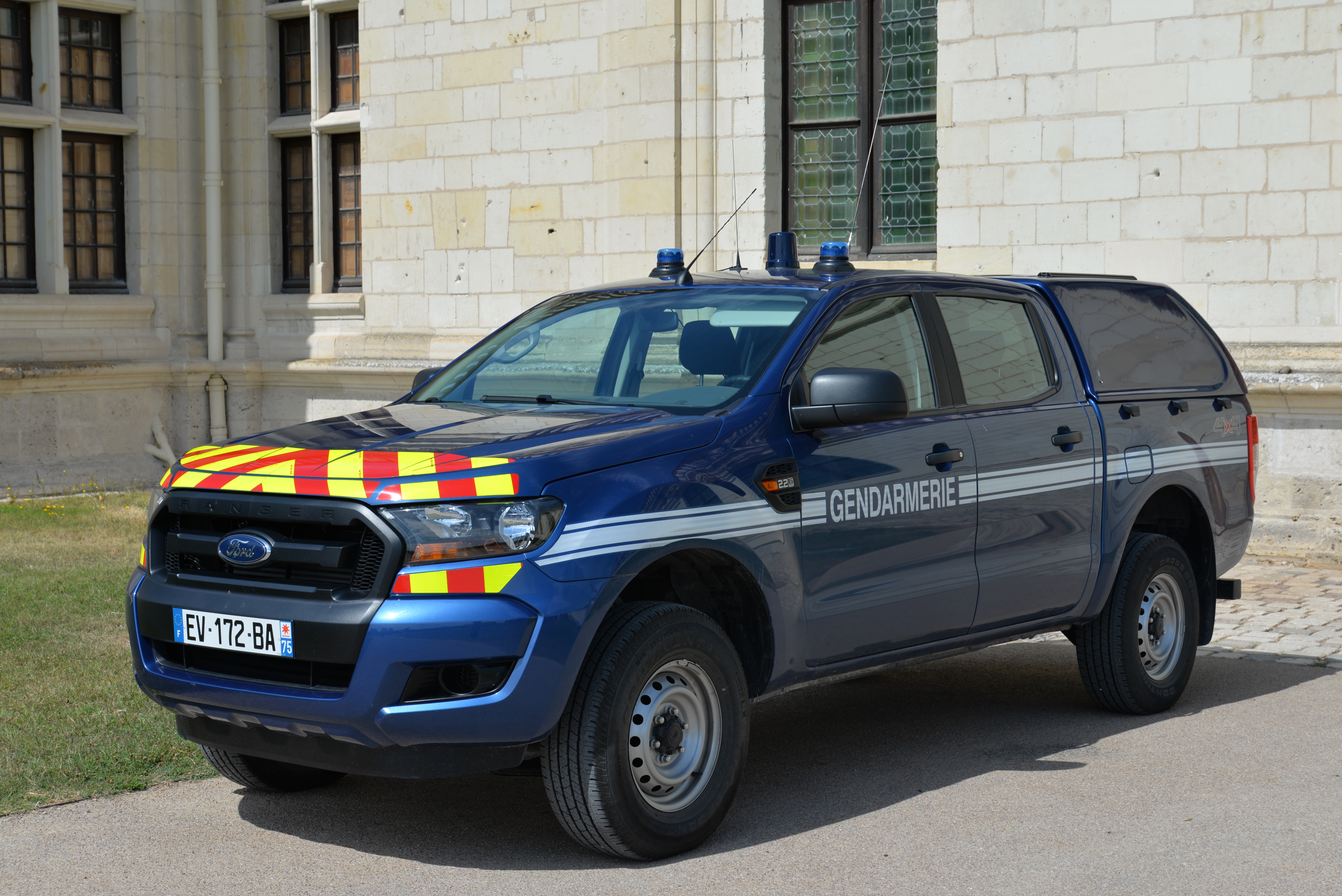
Ford Ranger III avec son couvre-plateau pour la gendarmerie nationale.
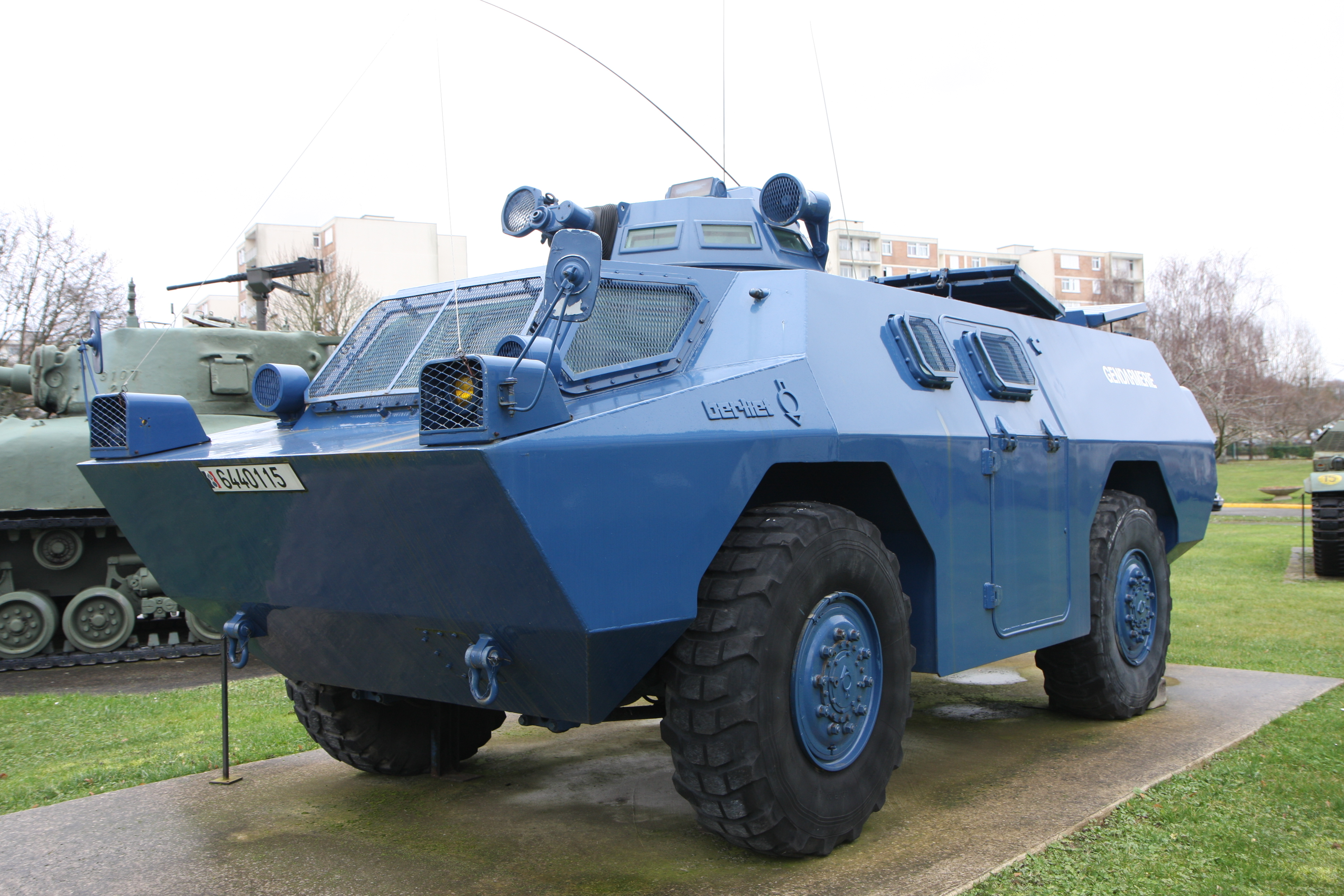
Berliet VBRG.
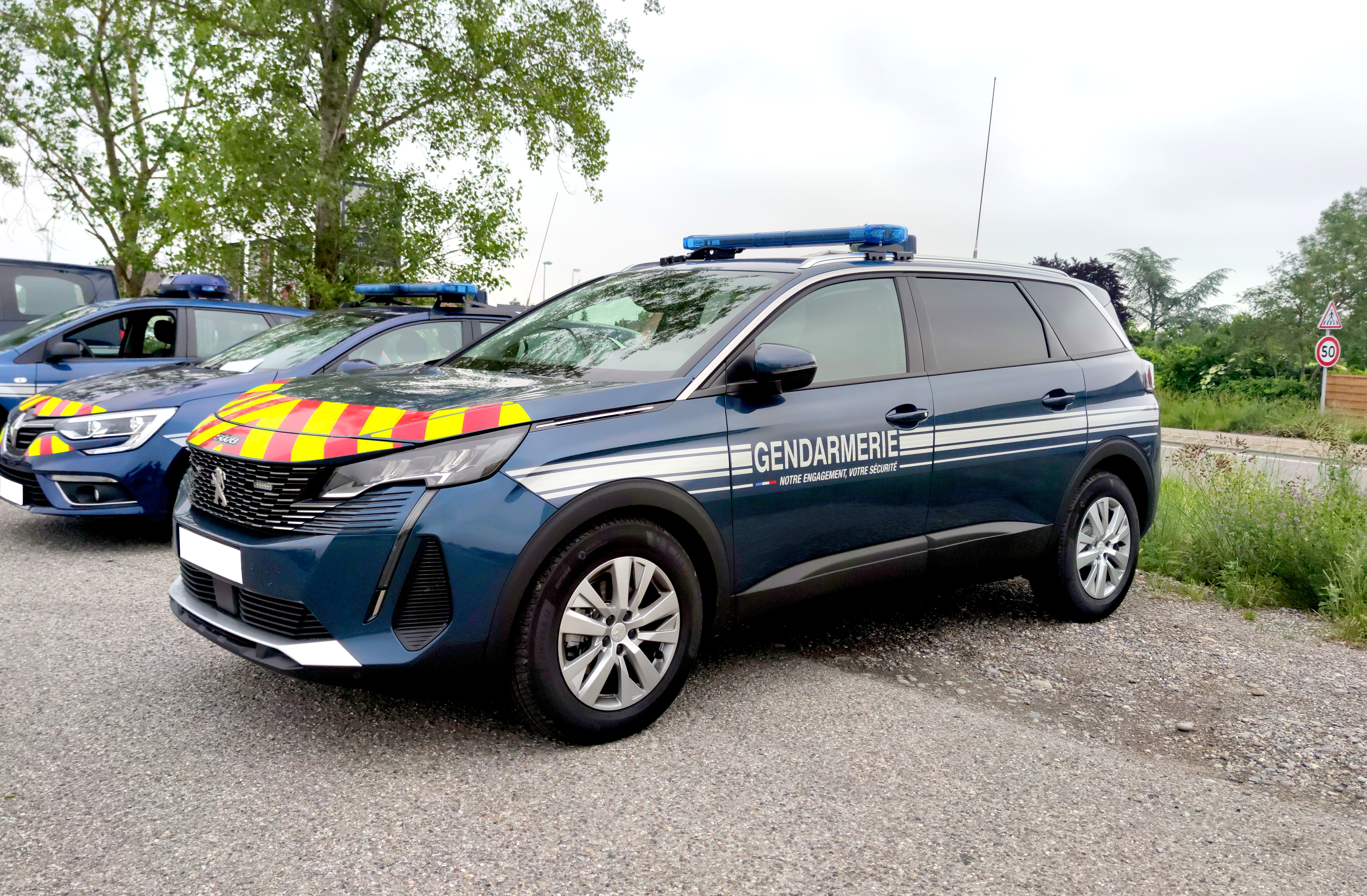
Peugeot 5008 II.

### Moyens aériens

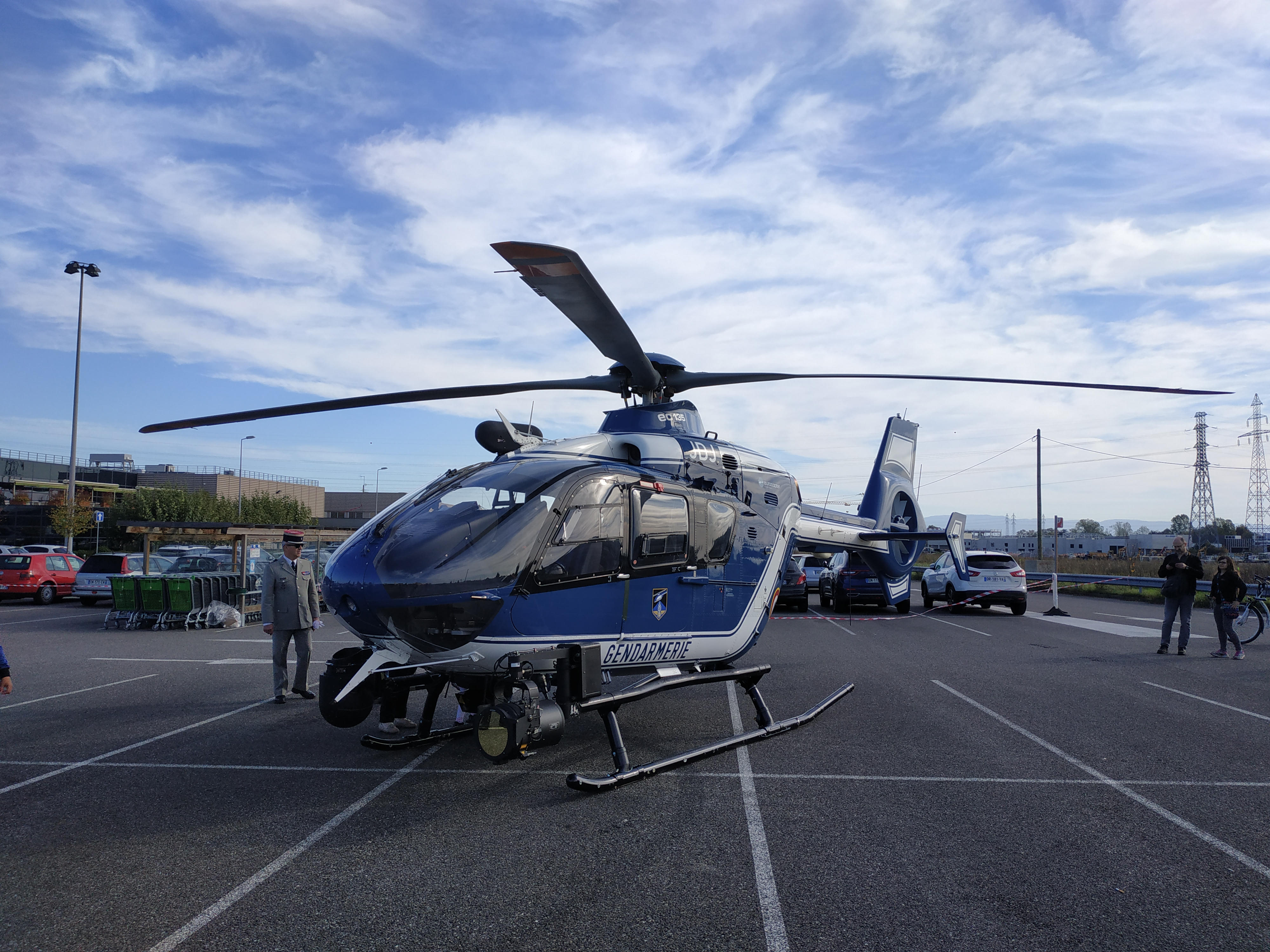
Un EC-135 de la Gendarmerie en exposition au public à Strasbourg.

La Gendarmerie exploite une flotte d'hélicoptères pour des missions de surveillance, de secourisme mais aussi au profit du GIGN et du Raid. En 2021, la flotte est de 56 hélicoptères : 15 EC 145, 15 EC 135 et 26 Ecureuils.
Les forces aériennes de la Gendarmerie comptent sept groupements territoriaux (GFAG) correspondant aux régions zonales de gendarmerie. Ils sont placés sous l’autorité des généraux commandants de région. Elles possèdent 19 sections aériennes (SAG), dont 6 stationnées outre-mer, et 11 détachements aériens (DAG).
La flotte d'Écureuil en service depuis 1978 devait être remplacée par des EC 135 mais le manque de crédits a empêché ce renouvellement, conduisant la Gendarmerie à annuler en 2014 une commande de 22 appareils. Une opération de rénovation débute alors sur les « Écureuil » pour leur permettre de voler jusqu'en 2025. Toutefois, la nouvelle réglementation européenne interdit à ces appareils monoturbines de survoler les zones urbaines, les cantonnant à des missions en dehors de ces zones.
En juin 2020 le gouvernement français annonce la commande de dix hélicoptères biturbines de nouvelle génération Airbus Helicopters H160. Cette commande est confirmée le 23 décembre 2021 pour une livraison prévue en 2024 pour les Jeux Olympiques de Paris. Les premiers essais se font en 2023 avec le premier appareil.
Une commande de six appareils Airbus H145 est passé fin 2023 pour remplacer une partie des Ecureuils de la flotte, en complément des H160.

### Tenue
Depuis le chapeau tricorne puis bicorne, les gendarmes sont longtemps restés fidèles au képi. Malgré tout, une refonte de la tenue est engagée en 2005 pour doter les gendarmes de nouveaux uniformes, plus pratiques. Dans cette nouvelle tenue de service, dite « 32 N » une casquette remplace le képi qui n’est plus utilisé que pour les missions de représentation ou de bureau.
L'uniforme de service courant porté jusqu'en 2005 n'avait pas évolué depuis 1990 avec l'apparition du pull-over et d'une veste noire microporeuse. La nouvelle tenue est plus moderne et plus confortable lors des nombreux services externes sous toutes les conditions climatiques. Elle se compose d'une veste aux nuances bleue et noire avec des sérigraphies « gendarmerie », d'une veste polaire reprenant l'allure générale du pull et d'un polo bleu ciel à manches courtes ou longues (pour la tenue hiver). Le pantalon ressemble aux pantalons de treillis, mais de couleur bleu sombre. Les chaussures sont des rangers souples. Cette tenue se porte avec une nouvelle casquette « type golf » et non « type Police » avec une grenade à huit branches brodée apparente or ou argent selon la subdivision d'arme. La disparition du képi ne fait cependant pas l'unanimité dans l'arme : même si la casquette est plus pratique, le képi représentait malgré tout l'identité de la Gendarmerie. La nouvelle tenue est aussi équipée d'un nouveau ceinturon à attache rapide et d'un étui spécifique pour la nouvelle arme de service le Sig-Sauer Pro 2022.
A noter qu'une expérimentation sur des nouvelles tenues sont en cours dans la compagnie de Redon.
Depuis 2011, toutes les unités sont autorisées à porter le bonnet de police (calot) à la place de la casquette. Cette mesure remporte un large succès. En 2017, une note interne de la direction générale met un terme définitif au port de la casquette au profit du calot.
Cette tenue ne fait pas obstacle au port des anciennes tenues pour le service de relations publiques (réunion, prise d'armes, délégation, etc.) et administratif (Groupes de commandement des états-majors).
Les unités motocyclistes portent encore le bonnet de police dit « calot », pour des raisons de commodité. À partir du 2d semestre 2011 les militaires de ces unités sont dotés d'une nouvelle tenue motocycliste, plus moderne (éléments de haute visibilité de jour, comme de nuit, doublure thermo-régulante) mais surtout plus sûre (protections souples homologuées au niveau des articulations et du dos, protections supplémentaires gonflables de type air-bag au niveau cervical, dorsal et ventral).
Les unités de gendarmerie mobile portent également une tenue spécifique d'intervention pour le maintien de l'ordre dite « 4S ». La coiffure est le bonnet de police.
Pour les missions de défense et en outre-mer, les missions de recherches d'indices ou les journées d'instruction, les services internes en casernement, les gendarmes portent la tenue 51, c'est-à-dire le treillis « cam » (bariolé) avec rangers. Suivant les besoins, cet ensemble est porté avec le calot, le casque ou/et les équipements complets de combat.

## Le réseau radio Rubis de la Gendarmerie
La Gendarmerie nationale est dotée d’un réseau radio de télécommunication : depuis 1978 existait le réseau analogique Saphir (vocal + données à 1,2 kbit/s), il a été complété en 1986 par le réseau numérique cellulaire Rubis dont l’installation s’est achevée en 2000. Cette nouvelle infrastructure, qui remplace les anciennes liaisons analogiques de la composante radio de Saphir, est dotée de 420 relais radio associés à 740 liaisons hertziennes (faisceaux hertziens fixes dans les bandes 2,5 et 15 GHz. Des négociations sont en cours entre l'Arcep et le ministère de la Défense concernant la bande 2,5 GHz afin qu'elle soit restituée à l'Arcep pour les besoins croissants en liaisons d'infrastructures des opérateurs GSM).
Le réseau Rubis sera remplacé dès 2024 par le Réseau Radio du Futur (RRF).
Toutes les transmissions mobiles de Rubis sont sécurisées par un chiffrement logiciel classé Secret défense. L’algorithme est programmé dans la mémoire Eeprom de chaque poste mobile et portatif (postes Matra 9600). Une destruction du code est prévue en cas de vol de l’équipement ou d’intrusion illégale sur le réseau (effacement à distance de la mémoire Eeprom).

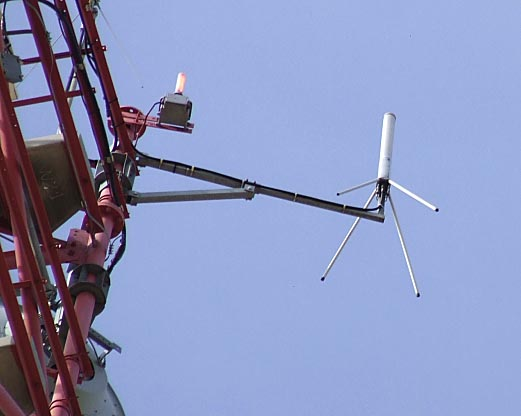
Antenne VHF pour le réseau Rubis de la Gendarmerie sur le pylône France Télécom de Taingy dans l’Yonne.

Le réseau radio PMR Rubis (bandes duplex 73,300 à 74,800 MHz et 77,475 à 80,000 MHz) assure l’interconnexion de 37 000 portatifs radio et de 11 700 ordinateurs fixes ou embarqués dans des véhicules. Le protocole de transmission pour les données et la phonie est conforme à la norme Tetrapol validée par l’ETSI. La modulation est de type GMSK similaire au système GSM. La technique de multiplexage permet de disposer de 400 canaux sur une bande de 10 MHz (multiplexage AMRF). Les canaux VHF sont prévus pour acheminer quatre catégories de communications :

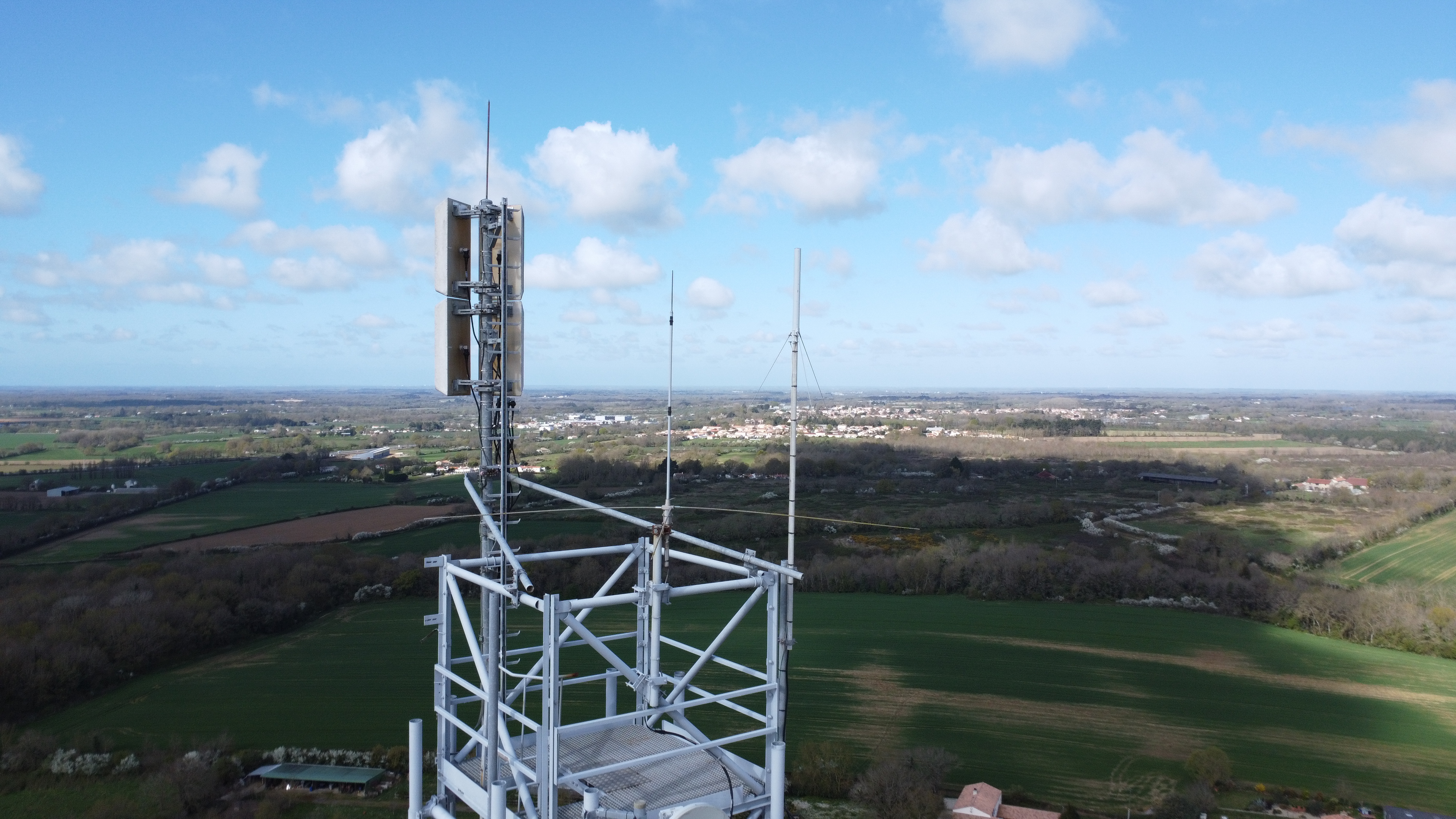
Antenne Ground Plane au sommet du pylônet pour le réseau radio TETRAPOL de la Gendarmerie National de la Vendée (85). Commune de Saint Christophe du Ligneron.

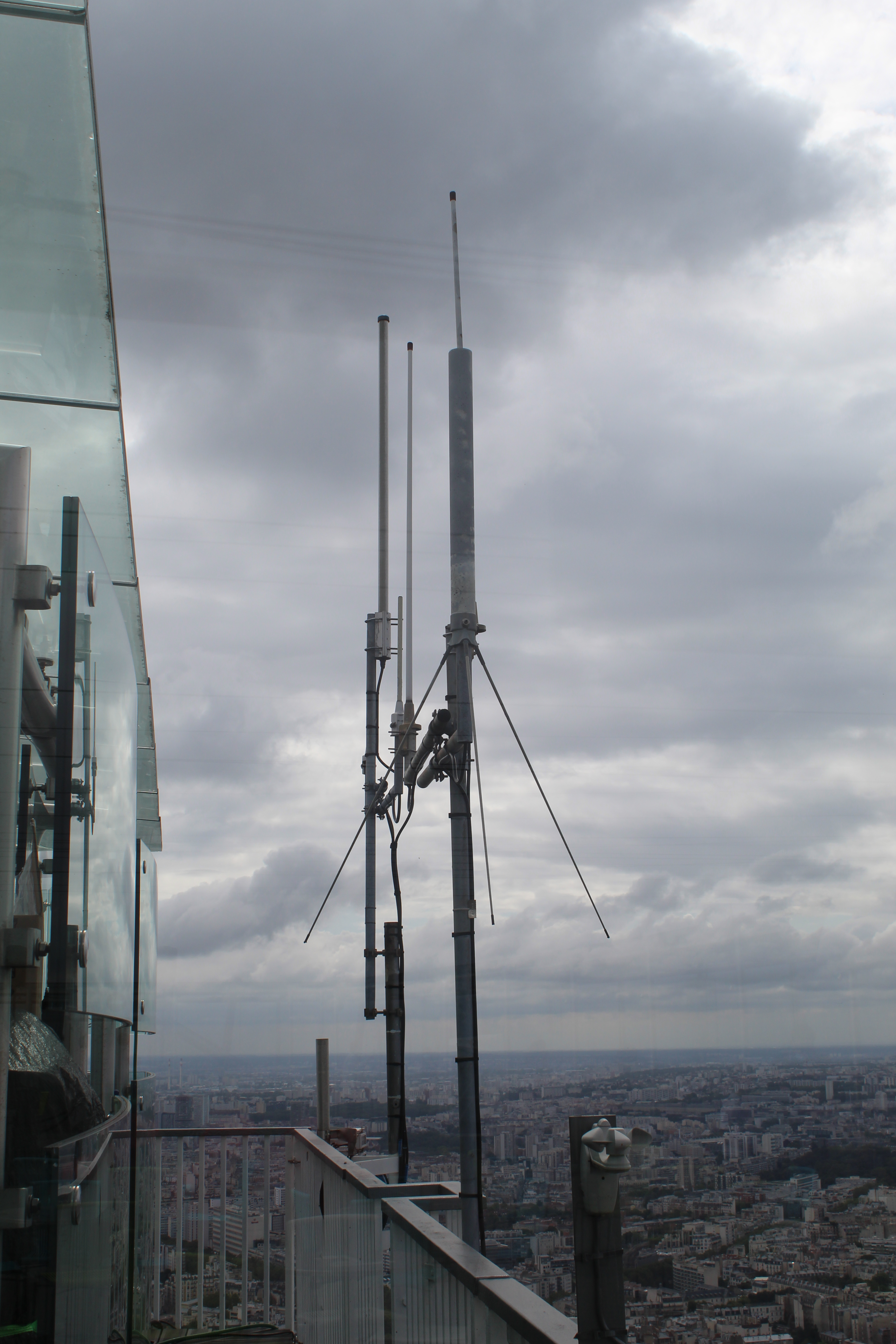
Antenne Ground Plane au sommet de la Tour Montparnasse.

- liaisons duplex opérationnelles relayées ;
- liaisons duplex de conférences relayées ;
- liaisons tactiques non relayées ;
- liaisons de messagerie et de voie balise.

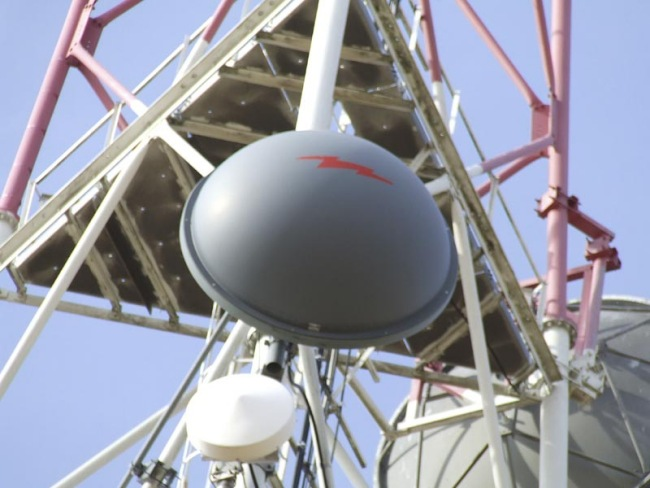
Faisceau hertzien technique (constructeur Andrew) pour le relais VHF du réseau Rubis de la Gendarmerie sur le pylône France Télécom de Taingy dans l’Yonne.

Le réseau Rubis est constitué de 97 cellules radio pilotées chacune par un autocommutateur (une cellule gère tous les relais du département). Deux bandes (2,50 à 2,67 GHz et 15 GHz) sont utilisées pour les faisceaux hertziens techniques du réseau. Selon l'Arcep, dans un avenir plus ou moins proche, les faisceaux hertziens militaires situés dans la fenêtre 2,50 à 2,67 GHz devraient migrer vers la bande des 15 GHz afin de répondre aux besoins croissants en liaisons d'infrastructures des opérateurs mobile. Les liaisons techniques de Rubis sont un multiplexage MIC32 à 2 Mbit/s constitué de 32 voies numériques réparties selon le plan suivant :
- IT0 : voie de service et de téléexploitation ;
- IT1 à 6 : voies phonie des équipements radio ;
- IT7 : voie de commande des IRD (Interface Relais Distant) ;
- IT8 à 13 : voies phonie ;
- IT14 : voie données ;
- IT15 à 20 : voies phonie ;
- IT21 : voie données téléchargement des CS (Commutateur Secondaire) ;
- IT22 à 31 : voies non utilisées.

Des interfaces vers les réseaux téléphoniques RTC et RNIS et vers le réseau Transpac de France Télécom sont prévues. Une interface avec la composante filaire de Saphir est également réalisée pour les fonctions suivantes :
- gestion du réseau Rubis depuis le CNS ;
- gestion des éléments secrets depuis le CDES ;
- consultation des bases de données et fichiers.

Le CDES (Centre de Diffusion des Éléments Secrets) chargé du chiffrement des transmissions et le CNS (Centre National de Supervision) chargé de l'exploitation du réseau Rubis sont à Rosny-sous-Bois près de Paris. Le CNS héberge les serveurs des fichiers centraux, il est interconnecté aux cellules départementales par les réseaux X.25 et Transfix de France Télécom.
Toute l’infrastructure technique du réseau Rubis a été réalisée par le groupe Matra Communication et EADS en collaboration avec le ministère de la Défense.
Depuis 2008 le réseau Rubis a été modernisé afin de fonctionner intégralement en mode IP selon un procédé similaire à celui utilisé par le réseau internet mondial. Selon Hervé Durand, responsable du compte Gendarmerie chez EADS Secure Networks, la migration de l'infrastructure Rubis vers le mode IP permettra de mieux gérer les ressources radio du réseau et de manière plus dynamique. Les utilisateurs auront également accès aux dorsales intranet et internet du ministère de la Défense. L'adressage IP permet également d'assouplir considérablement à distance les opérations de maintenance des relais radio.

## À l'étranger
La Gendarmerie française est membre fondateur de la FIEP, association euro-méditerranéenne regroupant les gendarmeries et forces assimilées.
La linguistique (« gens d'armes ») situe à l'évidence la naissance de la gendarmerie en territoire francophone sinon français. La notion s'est néanmoins répandue et continue d'exister dans plusieurs territoires francophones, mais également non-francophones. Exemple de l'exportation de ce terme : en Turquie, le terme « gendarme » a été turquisé en « jandarma », car en langue turque les syllabes ne peuvent pas se terminer avec deux consonnes successives[pas clair]. Outre cette exception, le mot n'est pas qu'une transcription phonétique, le mot « arma » en turc a le même sens qu'« arme » en français avec tous ses sens.
La Gendarmerie française est présente à travers le monde pour le compte de l'Organisation des Nations unies, de l'Union européenne, de la Force de gendarmerie européenne, de l'Organisation du traité de l'Atlantique nord et des Forces armées françaises afin de former les polices des pays après des crises politiques ou pour protéger les sites militaires.

## Engagements en unités constituées

### Historique

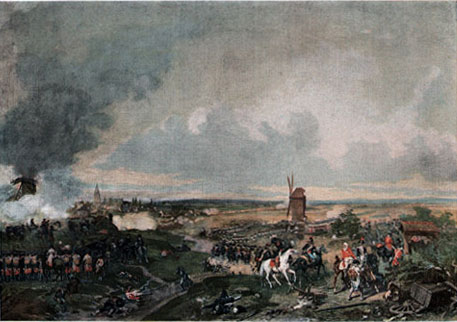
Bataille de Hondschoote.

Quatre batailles et deux guerres sont inscrites sur le drapeau de la Gendarmerie nationale :
Batailles :
- la bataille d'Hondschoote : le 8 septembre 1793, 400 gendarmes de la 32e division sont engagés dans l'aile gauche de l'armée. Ils s'emparent de l'artillerie ennemie. Ils perdent 117 hommes ;
- Villodrigo : le 23 octobre 1812, la 1re légion de gendarmerie à cheval, appartenant à la brigade de cavalerie de l'Armée du Nord, se heurte à la cavalerie anglaise. Chargeant au sabre, elle enfonce les lignes ennemies, faisant 250 tués et 85 prisonniers. Le colonel Béteille, commandant la brigade, reçoit douze coups de sabre et survit à ses blessures ;
- Taguin : le 16 mai 1843, trente gendarmes à cheval sont mobilisés pour participer à la traque de la smala de l'émir algérien Abd el-Kader et participent à sa capture. Sur la toile de Horace Vernet, qui immortalise la scène (musée de Versailles), les gendarmes figurent aux côtés du duc d'Aumale, fils du roi Louis-Philippe Ier ;
- Sébastopol : 1855, deux bataillons du régiment de gendarmerie à pied de la Garde impériale participent au siège de la ville. Le 1er bataillon enlève une position stratégique dite « ouvrage blanc » au prix de pertes élevées, et apporte sa contribution à la victoire finale. 153 gendarmes laissent leur vie dans cette campagne.

Guerres :
- Indochine : 1945-1954, trois légions de marche de la Garde républicaine sont levées fin 1946 (3000 hommes). Chargées de former une garde civile de Cochinchine, d'assumer des missions de sûreté, de remplir des missions prévôtales, de surveiller les frontières, elles affichent de lourdes pertes : 654 tués ou disparus, 1 500 blessés. Cela vaut au drapeau de la gendarmerie une croix de Guerre TOE avec deux palmes ;
- Le bataillon des volontaires en Corée (1950-1954)[réf. nécessaire].
- AFN : 1952-1962[77] (plus de 500 tués).

Les batailles inscrites sur les emblèmes de la garde républicaine sont : Dantzig, Friedland, Burgos, Alcoléa, Indochine et AFN.

### Depuis les années 1980
Les engagements récents de la Gendarmerie sont intervenus dans les pays suivants :
- Liban[79],[80]
- Kosovo[79]
- Rwanda
- Côte d'Ivoire[79]
- Bosnie-Herzégovine
- Haïti[80]
- Mali[80]
- République démocratique du Congo[80]
- Mission d'observation de l'Union Européenne en Géorgie en 2008[81],[82]
- Centrafrique : mission EUFOR RCA[79],[83],[84]
- Macédoine du Nord
- Thaïlande identification des victimes du Tsunami du 26 décembre 2004 (UNIVC)
- Afghanistan[85]
- Irak (protection de l'ambassade française par le GIGN, groupe d'intervention de la Gendarmerie nationale)[86].

## Blessés et morts en service dans la Gendarmerie
En France, il n'existe aucune archive officielle, ni aucun répertoire commun concernant le nombre de policiers/gendarmes/douaniers décédés en service.
- En 2012, 8 gendarmes sont décédés en service[87].
- En 2013, 8 gendarmes sont décédés en service[88].
- En 2014, 3 gendarmes sont décédés en service[89].
- En 2016, 18 gendarmes sont décédés en service[90].
- En 2017, 8 gendarmes sont décédés en service[91].
- En 2018, 14 gendarmes sont décédés en service[92].

En revanche le nombre de blessés en service est comptabilisé. Le nombre de gendarmes blessés en service en 2016 est de 6 767. Parmi ces 6 767 blessés, 1 984 blessures résultent d’une agression.
Un site internet tenu par un gendarme recense une liste non officielle et non exhaustive du nombre de gendarmes morts pour la France, décédés en service ou en raison du service. La liste, régulièrement alimentée, recense pour le moment environ 4500 gendarmes morts depuis 1939.

## Dans la culture
Au cinéma, la Gendarmerie est l'objet principal de plusieurs films dont Le Gendarme de Saint-Tropez et ses suites avec Louis de Funès dans le rôle principal, en l'occurrence celui du maréchal des logis-chef Ludovic Cruchot.
Parmi les films récents qui se fondent sur des faits réels, on trouve notamment :
- L'Assaut, long-métrage réalisé par Julien Leclercq, sur la prise d'otages de Marignane, sorti en salles le 9 mars 2011 ;
- L'Ordre et la Morale, long-métrage réalisé par Mathieu Kassovitz, sur la prise d'otages d'Ouvéa, sorti le 16 novembre 2011 ;
- L'Intervention, long-métrage réalisé par Fred Grivois, sur la prise d'otages de Loyada, sorti le 30 janvier 2019.

Plusieurs séries télévisées sont axées sur la Gendarmerie : Une femme d'honneur (1996-2007), Section de recherches (2006-en cours), Enquêtes réservées (2009-2012), Capitaine Marleau (2015-en cours) et aussi un épisode de Claire Brunetti (2009). Il existe plusieurs séries documentaires, notamment La Brigade de TF1, ou Vous avez demandé la Gendarmerie, réalisée en 2008 et diffusée sur la chaîne Planète+ No Limit.
- Musique, La République, hymne dédié à la Gendarmerie nationale, écrite par Pierre Rodriguez, sous la direction de Marc Sury, avec l'orchestre de la Musique de la Marine nationale de Toulon, 2008.

### Histoire
- Jean-Marc Berlière, « Gendarmerie nationale », dans Polices des temps noirs : France, 1939-1945, Paris, Perrin, 2018, 1357 p. (ISBN 978-2-262-03561-7, DOI 10.3917/perri.berli.2018.01.0420 ), p. 420-477.
- Antoine Boulant, Gildas Lepetit, La Gendarmerie sous le Consulat et le Premier Empire, SPE/Barthelemy, 2009.
- Pascal Brouillet (sous la direction de), De la maréchaussée à la Gendarmerie. Histoire et patrimoine, Service historique de la Gendarmerie nationale, 2004.
- Besson (général) et Pierre Rosière, Encyclopédie de la Gendarmerie nationale, tome I, Éditions SPE Barthelemy Paris, 2004  (ISBN 2-912838-28-2).
- Besson (général) et Collectif, Encyclopédie de la Gendarmerie nationale, tome II, Éditions SPE Barthelemy Paris, 2005  (ISBN 2-912838-29-0).
- Collectif, Histoire la maréchaussée et de la Gendarmerie (guide de recherche), 2005, 1108 p., sur le site du Service Historique de la Défense[97].
- Collectif, Histoire de la Gendarmerie mobile d'Ile-de-France, 3 volumes, Éditions SPE-Barthelemy, Paris, 2007  (ISBN 2-912838-31-2).
- Benoît Haberbusch, Les Gendarmes face au crime durant l'entre-deux-guerres, La Crèche, Geste édition, 2012, 298 p.
- Arnaud-Dominique Houte, Le Métier de gendarme au XIXe siècle, Presses universitaires de Rennes, 2010, 319 p.  (ISBN 9782753509887).
- Jean-Noël Luc et Frédéric Médard (dir.), Histoire et dictionnaire de la gendarmerie. De la Maréchaussée à nos jours, Jacob Duvernet, 2013  (ISBN 2847244964 et 978-2847244960).
- Gilbert Maurel, La Guerre d'un gendarme en Algérie, L'Harmattan, 2013  (ISBN 978-2-336-00943-8).

### Insignes et vexillologie
- Richard Filmotte, Les insignes de la Gendarmerie nationale T 1, SHGN, 165p, 2004  (ISBN 2110951311).
- Richard Filmotte, Les insignes de la Gendarmerie nationale T2 insignes de tradition, SHGN 2004  (ISBN 2110936592).

### Études diverses - organisation - sociologie
- Collectif, Encyclopédie de la Gendarmerie nationale, tome III, Éditions SPE Barthelemy Paris 2006. (ISBN 2-912838-21-5).
- Hubert Lafont, Philippe Meyer, et Paul Virilio, Le Nouvel Ordre gendarmique, Paris, Éditions du Seuil, coll. « L'histoire immédiate », 1980, 216 p. (ISBN 2-02-005442-6).
- François Dieu, Gendarmerie et modernité : étude de la spécificité gendarmique aujourd'hui, Paris, LGDJ & Montchrestien, 1997, 495 p. (ISBN 2-7076-0577-8).
- Pascal Denis et Jean-Yves Hardouin, Véhicules de la Gendarmerie, ETAI, Boulogne-Billancourt, 1997, 144 p.  (ISBN 2-7268-8367-2).
- François Dieu, P. Mignon, Sécurité et proximité. La mission de surveillance générale de la Gendarmerie, Paris/Montréal (Québec)/Budapest, Éditions L'Harmattan, coll. « Sécurité et Société », 2001, 174 p. (ISBN 2-7475-2029-3).
- François Dieu, La Gendarmerie : secrets d'un corps, Bruxelles/Paris, Complexe, 2002, 300 p. (ISBN 2-87027-916-7, lire en ligne).
- Sylvie Clément, Vivre en caserne à l'aube du XXIe siècle. L'exemple de la Gendarmerie, Paris, Éditions L'Harmattan, coll. « Travail du Social », 2003, 193 p. (ISBN 2-7475-4966-6).
- Christophe Dubois et Claude Dubois, Gendarmes, au cœur de l'action, Boulogne-Billancourt, ETAI, 2004, 141 p. (ISBN 2-7268-9401-1).
- Florence Samson et Jean-Yves Fontaine, Malaise dans la Gendarmerie, Paris, PUF, coll. « Sciences sociales et société », 2005, 168 p. (ISBN 2-13-054904-7).Cet essai est le fruit du travail d'une femme de gendarme et d'un ancien officier de gendarmerie aujourd'hui sociologue. Il revient sur les causes du malaise au sein de la Gendarmerie, sur les mouvements de 1989 et 2001 ainsi que sur les événements de la grotte d'Ouvéa.
- Richard Lizurey et Guy Parayre, Gendarmerie nationale : Les soldats de la loi, Paris, PUF, coll. « Questions judiciaires », 2006, 281 p. (ISBN 2-13-055092-4).
- Jean-Hugues Matelly, Une police judiciaire… militaire ? La Gendarmerie en question, Paris/Budapest/Kinshasa etc., Éditions L'Harmattan, coll. « Sécurité et société », 2006, 288 p. (ISBN 2-296-01312-0, lire en ligne).
- Jean-Yves Fontaine, Socioanthropologie du gendarme. Gendarmerie et démocratie, Paris, Éditions L'Harmattan, coll. « Logiques Sociales », 2007, 302 p. (ISBN 978-2-296-03107-4 et 2-296-03107-2, lire en ligne).
- François Dieu, Sociologie de la Gendarmerie, L'Harmattan, 2008  (ISBN 2296057144 et 978-2296057142).
- Cabry, Lt-col Gérard, La Gendarmerie d'Outre-mer, Encyclopédie de la Gendarmerie nationale, tome VII, Éditions SPE Barthelemy Paris 2009.  (ISBN 2-912838-39-8).
- Jean-Noël Luc (dir.), Soldats de la loi. La Gendarmerie au XXe siècle, Paris, Presses de l'Université Paris-Sorbonne, 2010.
- François Boulet, Les gendarmes en Haute-Loire 1940-1944 : in Cahiers de la Haute-Loire 2005, Le Puy-en-Velay, Cahiers de la Haute-Loire, 2005.

### Véhicules et matériels
- Jean-Yves Hardouin, Pascal Meunier et Laurent Jacquot, Un siècle de véhicules de la gendarmerie nationale, éditions E.T.A.I., 2005.